# Kníže-biskup

Atributy užívané knížaty-biskupy: klobouk s šesti střapci, kříž a berla reprezentuje duchovní správu biskupovu, meč, knížecí klobouk a plášť odkazuje na světskou správu

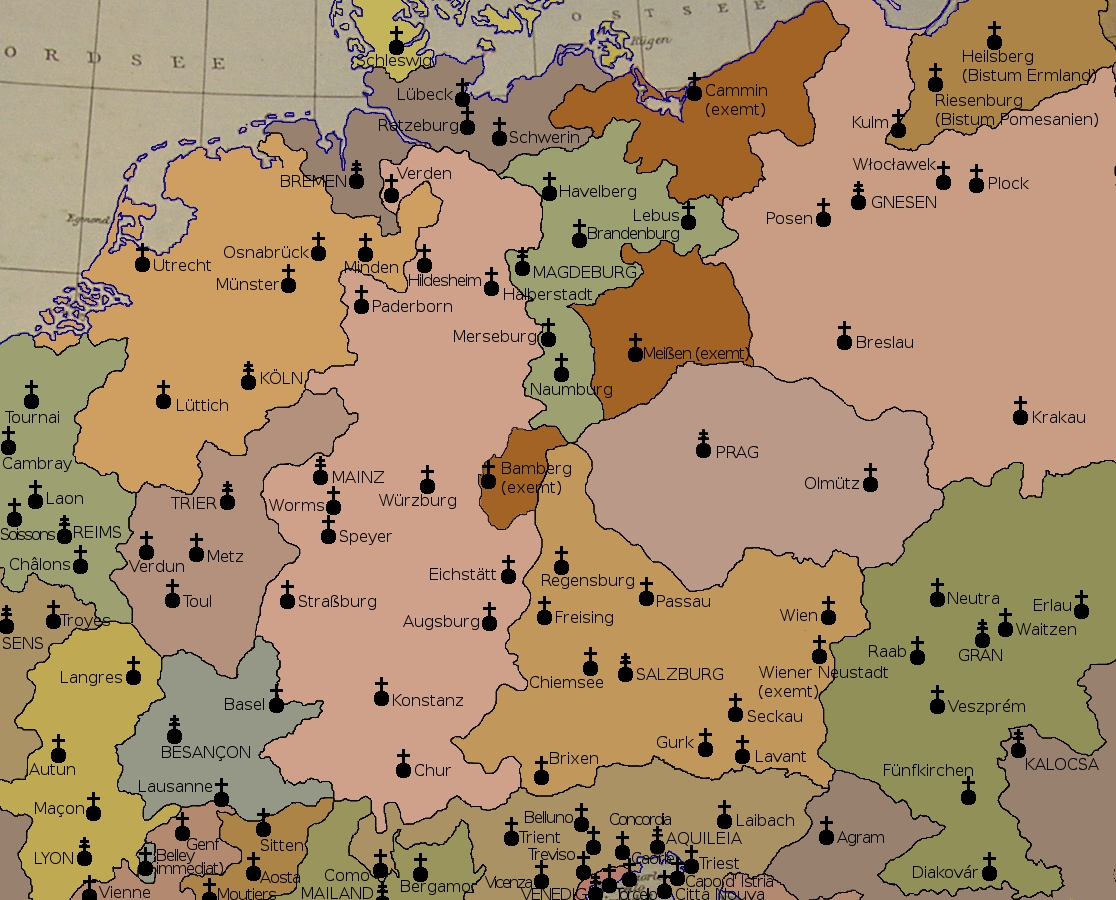
Arcidiecéze a volební diecéze, stav z roku 1500

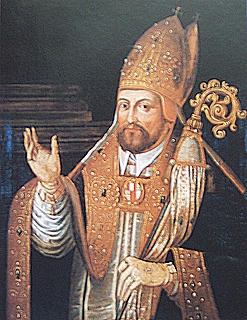
Johann Otto von Gemmingen, kníže-biskup augsburský (1591–1598)

Kníže-biskup (kníže biskup, německy Fürstbischof, latinsky Princeps Episcopus), popřípadě kníže-arcibiskup (německy Fürsterzbischof, latinsky Princeps Archiepiscopus) byl biskup (nebo arcibiskup), kterému příslušela též hodnost knížete a v řadě případů též svrchovaná či téměř nezávislá vláda ve vlastním knížectví nebo jiném feudálním teritoriu. Termín kníže-biskup byl v minulosti chápán jako hovorový a neoficiální. Úplný titul zněl: N. N., (z Boží milosti) (arci)biskup z N., kníže (Svaté říše římské). Hodnost se týkala naprostou většinou biskupů římskokatolických, jen ve vzácných, historicky podmíněných případech, patřili ke knížatům-biskupům též někteří biskupové luteránští, anglikánští a pravoslavní.
Ve Svaté říši římské ztratila knížata-biskupové svoji moc při sekularizaci a mediatizaci roku 1803, několik zbylých většinou se zánikem říše v roce 1806, ovšem v Rakouském císařství titul obvykle přetrval až do roku 1918, jako např. v biskupství vratislavském a v arcibiskupství olomouckém. V salcburské arcidiecézi užívali arcibiskupové titul knížete až do roku 1951.

## Knížata-biskupové ve Svaté říši římské

### Definice
Kníže-biskup byl biskup s knížecí hodností. Tento jev, kdy jeden člověk držel jak světský, tak duchovní titul, měl důležitou funkci ve Svaté říši římské, kde knížatům-biskupům (v několika případech také knížatům-opatům) příslušel stav říšských knížat. Tito pak zpravidla vystupovali jako suverénní zeměpáni nad územím svého biskupství (nebo opatství) a měli právo zasedat v říšském sněmu. S různými regionálními specifiky se funkce knížete-biskupa vyskytovala i v několika dalších zemích mimo Svatou říši římskou.
Světská panovnická funkce biskupů byla výsledkem politiky německých králů raného středověku, jejichž záměrem bylo, aby byl vliv mocných knížecích rodin na králem jmenované biskupy co nejmenší. Několik z těchto biskupů tehdy získalo dokonce propůjčení královských práv (tzv. regálií). Souběžně s rozvojem územních států si i knížata-biskupové budovali svá panství jako světská území, a to mnohdy použitím vojenské síly. Příkladem jsou vojenské výboje pasovských biskupů.

### Stručné dějiny a charakteristika knížecích biskupství

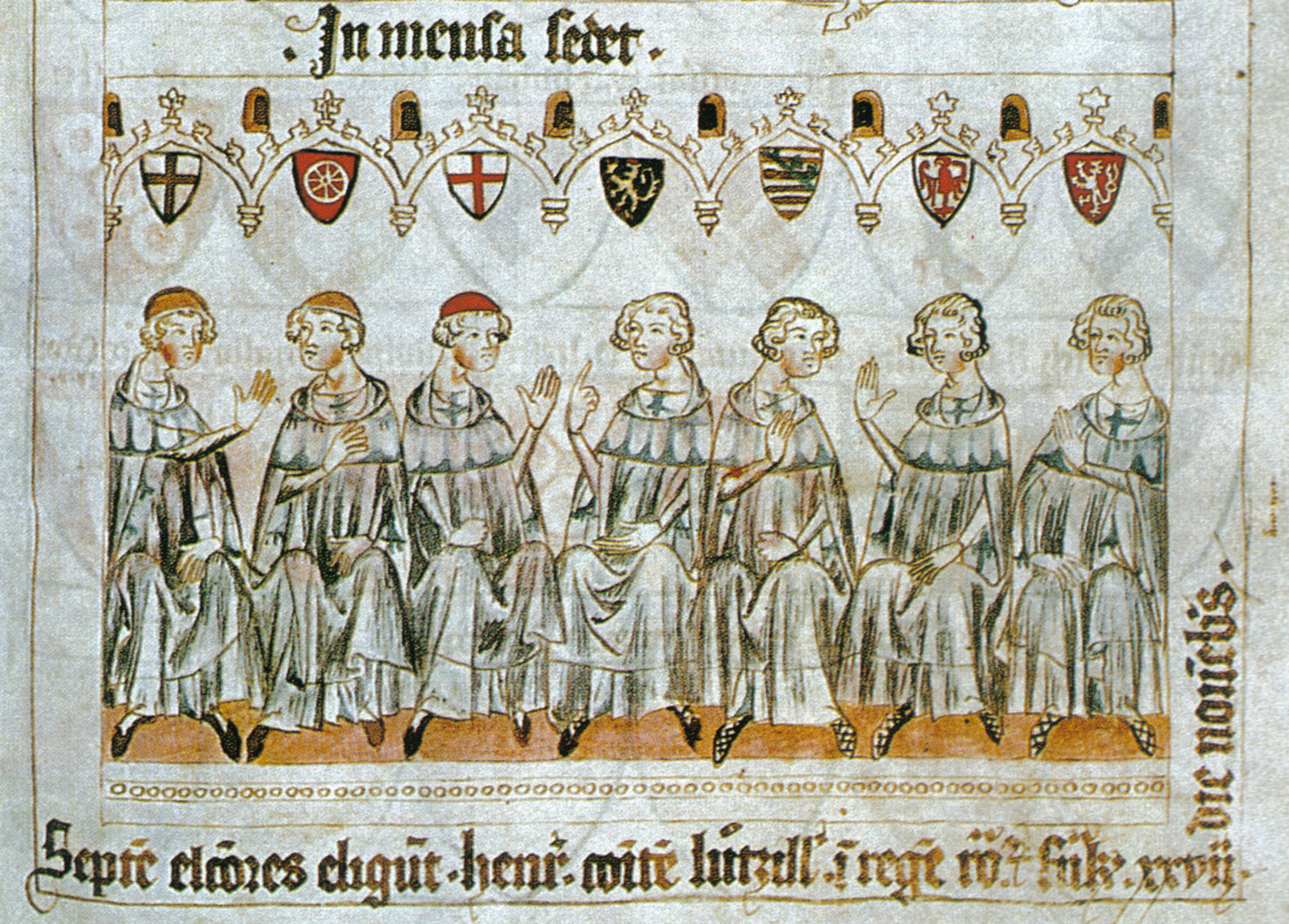
Sedm kurfiřtů volí Jindřicha VII. Lucemburského králem. Vlevo na obrázku lze podle pokrývek hlavy rozpoznat tři kurfiřty, kteří byli zároveň arcibiskupy (tzn. kolínského, mohučského a trevírského arcibiskupa)

Základy světské moci říšských biskupů byly položeny v dobách vlády Otonů. Dobová státní idea líčila panovníka jako nástupce Kristova a biskupy jako nástupce apoštolů. Král či císař dával světskou investiturou symbolicky najevo, že biskupové patří k prvním velmožům říše a stojí dokonce výše než vévodové. Již Ota I. a Ota II. udíleli biskupským statkům celní a tržní práva, právo razit mince a od konce 10. století a vlády Oty III. a Jindřicha II. získávali někteří biskupové i skutečnou vládu, neboť panovníci jim udíleli říšská hrabství či jiné domény stejně jako právo horního regálu, právo opevňovat svá města a právo držet si vlastní vazaly. V Itálii byla tato práva pro biskupy běžná již na počátku 10. století, kdy takto biskupy vyznamenávali tamní králové Hugo z Arles a Lothar. Již tito dva králové spolu s Otou I. v Německu také využívali služeb biskupů jako osobních kaplanů a rádců. Knížecí biskupství v říši vznikala postupně, tak jak docházelo k procesu teritorializace, tedy štěpení původních kmenových vévodství a jiných větších celků na stále menší feudální panství. Svrchovaná biskupská léna, podřízená jen císaři, byla původně biskupskými závislými statky, které biskupství získávala většinou cestou donací. Jako poslední obdrželi postavení říšských knížat a s tím spojené právo účastnit se aktivně říšských sněmů biskupové v Sasku po pádu Jindřicha Lva v roce 1180, kdy se původní Sasko-engernsko-vestfálské kmenové vévodství rozpadlo, a z tamních biskupů se stali plnoprávní zeměpáni v rámci říše. Není však bez zajímavosti, že přinejmenším někteří saští arcibiskupové i biskupové bývají v dobových pramenech počítáni mezi knížata již před tímto datem a tedy před získáním říšské bezprostřednosti a naopak sufragánní biskupové brémského a magdeburského arcibiskupa s diecézemi na dříve slovanských územích bývají po velkou část středověku jako knížata zpochybňováni, ačkoli byli říšskými vládci na malých územích.
Z počátku budilo spojení světské a duchovní moci jisté rozpaky, neboť duchovní osoby měly zakázáno přijímat a zastávat světské úřady, což se ovšem v raném středověku pravidelně porušovalo. Zatímco emancipace biskupů jako feudálů v říši Otonů nacházela alespoň částečně pochopení, pak spojení funkce arcibiskupa kolínského a vévody v jednom z pěti kmenových vévodství Germánie, Lotharingii v rukou bratra Oty I., Bruna, vzbudilo patrně nemalý odpor, který musel kronikář Widukind z Corvey výslovně mírnit.
| „                                | ...třetím pak byl Bruno, jehož jsme znali když byl v úřadě arcibiskupa a zároveň velikého vévody. Ať ho kvůli tomu nikdo neviní, protože jsme totéž četli o svatém Samuelovi a mnohých dalších biskupech, kteří byli zároveň i vládci. | “ |
| — Widukind z Corvey, Dějiny Sasů | |   |

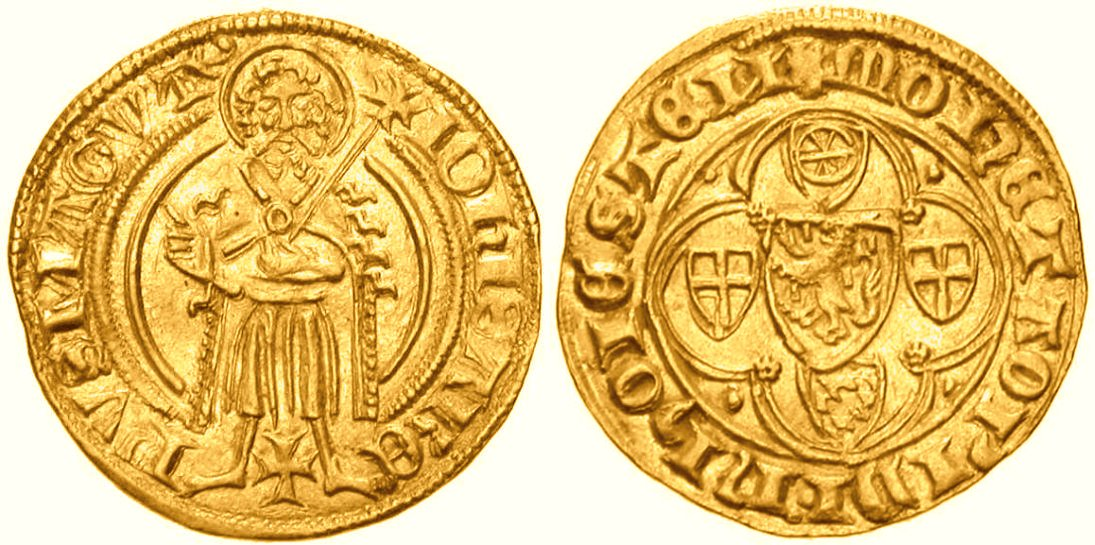
"Zlaté rýnské", byly raženy kurfiřty-arcibiskupy z Mohuče, tento z r. 1617

V raných obdobích říše, v podstatě po většinu středověku, bylo právo účastnit se říšských sněmů v podstatě synonymum pro hodnost říšského knížete, ať už světského či duchovního. Titul knížete jako takový, až na naprosté výjimky, neexistoval. Šlo o souhrnné označení vévodů, lantkrabat, falckrabat, markrabat a samozřejmě i arcibiskupů a biskupů. Členství v elitní skupině říšských knížat nebylo možné získat bez získání svrchovanosti, přesněji říšské bezprostřednosti nad (alespoň některými) svými statky, čímž byl v případě biskupů vytvořen tzv. Hochstfit či u arcibiskupů Erzstift, ono duchovní knížectví. Počátek existence knížecího biskupství bývá proto obvykle datován oním uvedením na sněm nebo první zmínkou o účasti immediátního biskupa na sněmu. Teprve od 15. století a zejména v novověku začalo být zařazení mezi říšská knížata otázkou vystavení knížecího diplomu císařem, i když většina takovýchto nových knížat politická práva říšských knížat na říšském sněmu vůbec nezískala. Knížat-biskupů se ale otázka nových nobilitací dotkla jen okrajově, protože většina knížecích biskupství již existovala (hranice diecézí byly dokonce z větší části utvořeny již v době ohraničené vládou Karla Velikého a Oty I.). Zřejmě to byl císař Fridrich Barbarossa, za jehož vlády se titul říšského knížete začal užívat v jednoznačném a současném významu. Každopádně v době jeho vlády byla vydána tzv. Gelnhausenská listina (13. dubna 1180), která vymezila postavení, práva a povinnosti jak světských, tak i duchovních knížat. Práva říšských knížat potvrdilo, rozšířilo a do značné míry na příští staletí definovalo tzv. Confoederatio cum principibus ecclesiasticis vydané dne 26. dubna 1220 Fridrichem II. a dále tzv. Statuta in favorem principum, vydaná spolukrálem Jindřichem Švábským 1. května 1231 a Fridrichem II. následně potvrzená. Zvláštní skupinu říšských knížat tvořili kurfiřti, volitelé císaře, přičemž již od poloviny 13. století byli mezi nimi tři bezprostřední arcibiskupové: mohučský, kolínský a trevírský. Pevné ohraničení počtu kurfiřtů, v té době již přes sto let de-facto existující, právně ztvrdila r. 1356 Zlatá bula Karla IV. Během 14. a 15. století bývaly biskupské země stále častěji označovány jako knížectví a staly se vlastně prvními říšskými knížectvími i podle názvu. Pravomoci biskupů jako knížat odpovídaly právům knížat světských. Šlo v první řadě o práva soudní svrchovanosti v první i druhé instanci, právo horního regálu, právo držet si vlastní leníky, právo zemského sněmu (tzv. Privilegium Fori), právo výběru cel a poplatků, a právo výběru daní a užitku z poddanských robot. Několik duchovních knížectví (Trevír, Salcburk, Trident, Brixen, Pasov, Chur, Kostnice, Mety, Toul a Verdun) dokonce neznámo kdy postupně získali právo povyšovat do šlechtického stavu a udílet znaky. Všichni knížecí biskupové ovšem mívali vlastní lenní šlechtu, například münsterský biskup Franz z Waldecku shromáždil v roce 1534 při svolání rytířské hotovosti 115 šlechticů a 26 erbovníků.

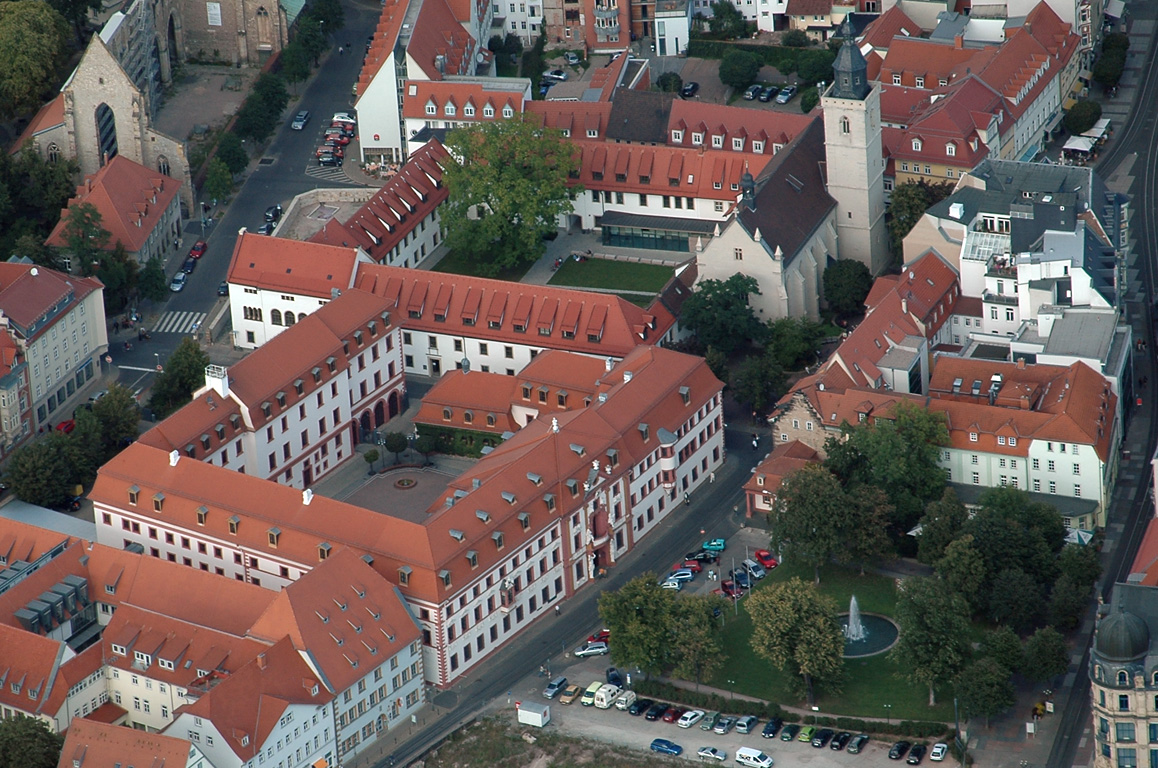
Budova Mohučského kurfiřtského místodržitelství v Erfurtu

Biskupská knížectví se od sebe značně lišila velikostí, od těch největších (Mohuč, Lutych, Münster, Salcburk), až po zcela nepatrné (Kostnice, Lübeck, Lebus, Řezno). Ta největší bývala někdy rozdělena na dvě části, pojmenované „Horní a Dolní knížectví“ (Oberstift a Niederstift). To byl případ Mohuče, Utrechtu a Münsteru. Mnohdy vládli knížecí biskupové také nad dalšími územími, což bývalo vyjádřeno jejich doplňkovými (tzv. subsidiárními) tituly. Takto byl např. kurfiřt-arcibiskup mohučský knížetem eichsfeldským a hrabětem gleichenským, kurfiřt-arcibiskup kolínský hrabětem recklinghausenským, kníže-arcibiskup brémský hrabětem ze Stade, kníže-biskup utrechtský hrabětem z Drenthe, kníže-biskup lutyšský hrabětem z Hoornu a hrabětem z Loonu, kníže-biskup freisinský hrabětem z Werdenfelsu či kníže-biskup míšeňský pánem stolpenským. V jiných případech titul knížecího biskupství plně splýval s jiným historickým územím, jehož titul se v titulatuře biskupů udržel. Příkladem může být kníže-arcibiskup z Vienne jako hrabě z Vienne, kníže-biskup sionský jako hrabě wallisský nebo kníže-arcibiskup z Cambrai jako hrabě a posléze vévoda z Cambrai. Knížecí biskupství bývala obvykle výrazně menší, než diecéze svěřená biskupovi a také leželo zcela v jejích hranicích, takže biskup byl ve svém knížectví svrchovaným světským i duchovním pánem. Nebylo tomu tak ale vždy. Například Münsterské biskupství, k němuž patřilo vůbec největší duchovních knížectví říši, zaujímalo původně jen oblast biskupského Horního knížectví (Oberstift) a několika drobných suverénních feudálních panství, zato biskupovo Dolní knížectví (Niederstift), patřilo z duchovního hlediska až do roku 1668 pod jurisdikci biskupa z Osnabrücku, který sám vládl jako světský vladař jen nad nevelkým knížectvím. Světská moc münsterského biskupa tak původně sahala podstatně dále, nežli moc duchovní.

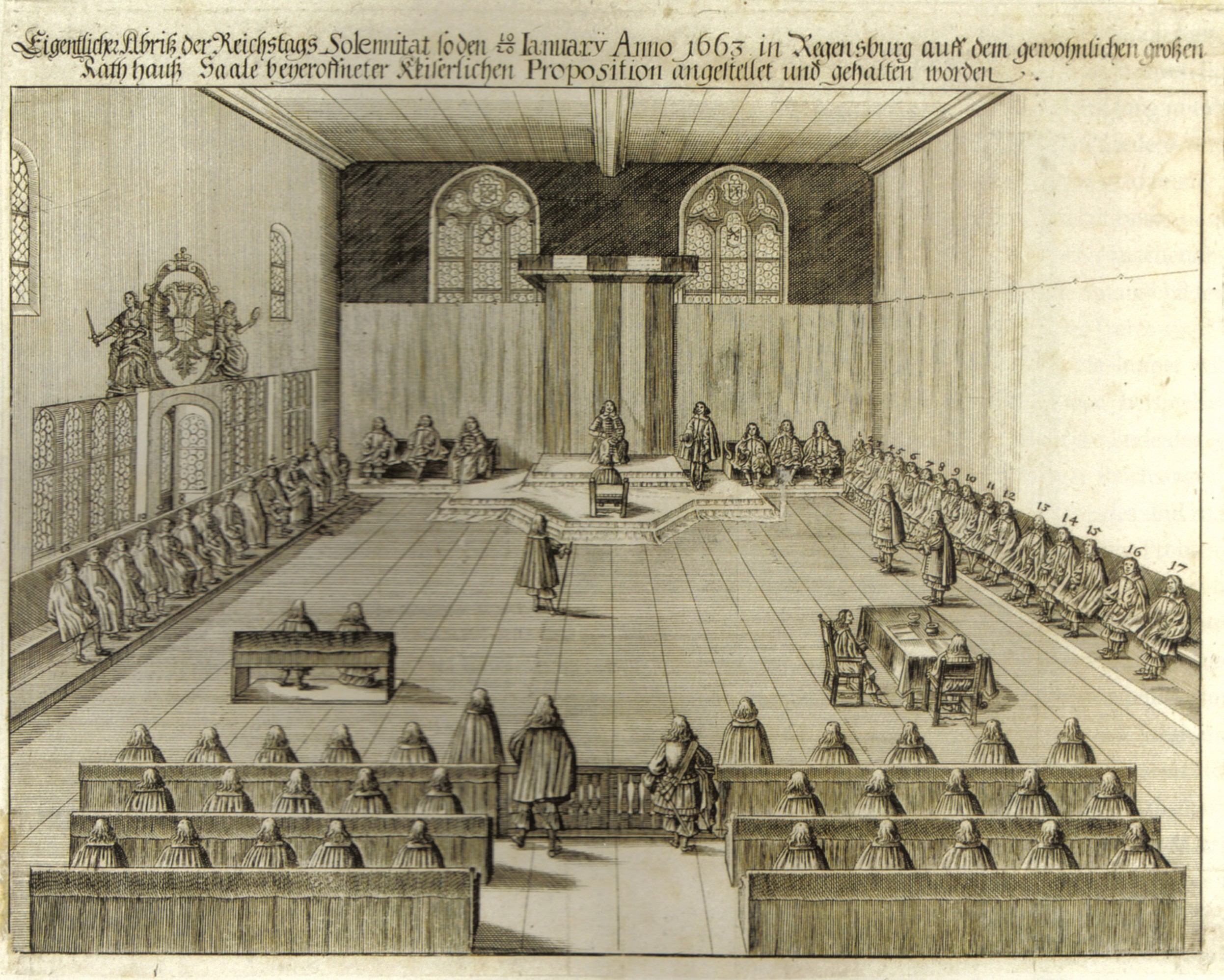
Zasedání Říšského sněmu v roce 1663, vlevo duchovní katolická knížata, na dvoučlenné lavici luterští knížecí biskupové z Lübecku a Osnabrücku

Častým kamenem úrazu byl vztah biskupů a arcibiskupů k městům, v nichž stály jejich svěřené katedrály. Jak ve vrcholném a pozdním středověku rostly moc, bohatství a také ambice měst, snažily se tyto setřást světskou vládu svých biskupů jako nevítané jho, což bývalo v případě duchovních vladařů snazší, než u světských pánů, vládnoucích na dynastickém principu. Z mnoha biskupských sídelních měst se tak postupně stávala svobodná říšská města (Kolín, Besançon, Augsburg, Špýr, Worms, Štrasburk, Mety, Řezno, Kostnice aj.) či se město připojilo k Švýcarskému spříseženství (Basilej). Někdy však nedošlo přímo k osamostatnění, ale jen k faktickému „vyhnání“ biskupů z jejich rezidenčního města. Biskupové si pak zřídili vedlejší rezidenci v menším městě svého knížectví a do města se svým mateřským kostelem (katedrálou), zajížděli pouze kvůli výkonu duchovních povinností (Mohuč, Trevír, Brémy, Osnabrück). Město jako takové jim ovšem nadále zůstalo poplatným. Někdy byli biskupové donuceni přeložit svou rezidenci i v případě, že jejich sídelní město jim nikdy nepodléhalo jako zeměpánům, ale bylo buď svobodné, nebo náleželo některému ze světských knížat, ovšem i přesto byla trvalá přítomnost biskupského dvora pro měšťany či městského zeměpána obtížně snesitelná (Míšeň, Schwerin, Lübeck). Někdy se ale také biskupům podařilo zarazit snahy svého města emancipovat se a znovu jej, občas již jako právně svobodné město, opět podřídit své vládě (Lutych, Verden, Hildesheim). Samozřejmě špatný vztah biskupa s jeho rezidenčním městem nebyl pravidlem bez výjimky a někde se dařilo udržet vzájemné vztahy v relativně bezkonfliktní rovině (Salcburk, Magdeburg, Trident, Münster, Eichstätt, Würzburg, Merseburg, Cammin, Halberstadt aj.).

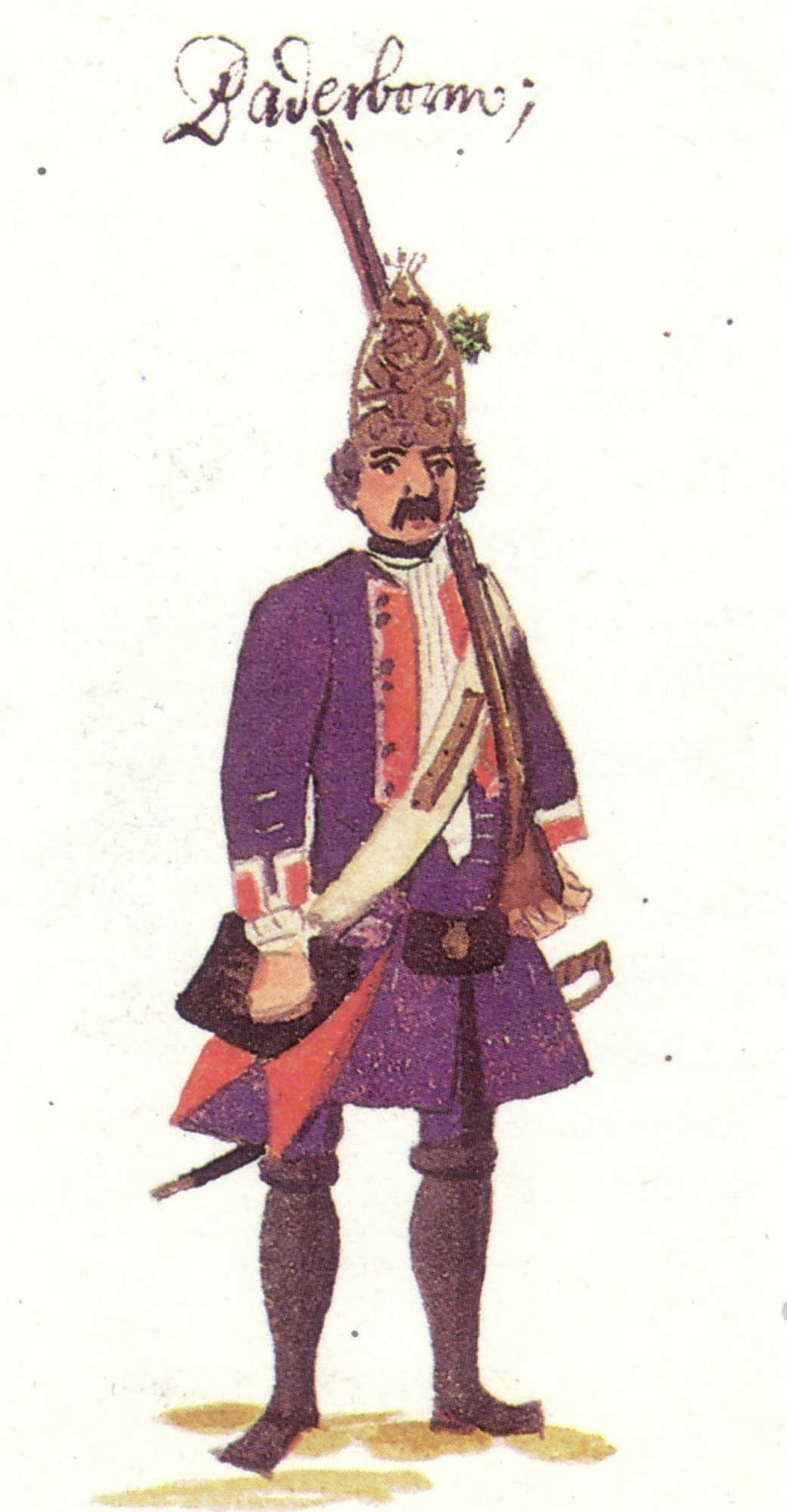
Granátník vojska Knížecího biskupství Paderborn, 1734

Velké změny přinesla knížecím biskupstvím protestantská reformace. Do poloviny 16. století se luteránům či kalvinistům podařilo ovládnout pole v řadě biskupství a nebylo výjimkou, že se biskupové oženili a přešli na novou víru. Několik málo diecézí a jejich duchovních knížectví zaniklo již kol. poloviny 16. století (Míšeň, Havelberg, Braniboř, Lubuš/Lebus) augšpurský náboženský smír z roku 1555 a říšský sněm z roku 1582 fakticky vylučovaly změny aktuálního statu-quo. Diecéze, kde zvítězilo protestantství, byly tedy fakticky zrušeny a jednotlivá knížectví (Hochstift) řízena světskými administrátory, většinou z řad mladší synů významných protestantských říšských knížat. Tito administrátoři nebyli v žádném směru biskupy, pouze užívali bývalých biskupských domén jako svého světského knížectví, kterému vládli doživotně, nikoli však dědičně. Administrátory se v některých případech se mohla stát i knížata katolického vyznání, příkladem je třeba Albrecht z Valdštejna, který se roku 1629 stal knížetem v Biskupství schwerinském, které převzal současně s Meklenburským vévodstvím. Tuto praxi ukončil až vestfálský mír v roce 1648, který zrušil většinu luterských biskupských knížectví (Brémy, Verden, Ratzeburg, Minden, Schwerin, Cammin, Zeitz, Merseburk, Halberstadt a také Magdeburk, který ovšem zanikl definitivně až roku 1680) a také protestantských diecézí (kromě jmenovaných Utrecht a jemu podřízená biskupství). Naproti tomu v biskupstvích Osnabrücku a Lübecku se podařilo uchovat luterskou víru a to tak, že oběma zemím vládli luterští knížecí biskupové: v Lübecku působili nastálo biskupové pouze z dynastie holštýnsko-gottorpských vévodů, v Osnabrücku se napříště střídali luterský biskup z rodu vévodů brunšvicko-lüneburských s voleným biskupem katolickým. Katedrální kapitula byla v Lübecku plně složená z luterských kanovníků, v Osnabrücku pak měli luteráni převahu. Luterští biskupové však byli skutečnými, byť většinou ženatými, biskupy, nikoli jen světskými administrátory knížectví. Pro všechna biskupství v říši pak od augšpurského míru, potažmo od míru vestfálského platil neměnný status quo v rozšíření protestantských a katolických farností. V katolických knížecích biskupstvích, nikoli však v diecézích jako církevně-správních jednotkách, nebyla od roku 1648 již uplatňována zásada „Cuius regio, eius religio“, nýbrž zde panovala náboženská svoboda při zachování reformačního rozdělení farností. Kníže-biskup, který by ve svém knížectví dopustil pokles katolického obyvatelstva pod 20%, měl být ihned vyměněn. Augšpurský mír stanovil dvě kompromisní ustanovení, upravující princip Cuius regio, eius religio. Jednak šlo o tzv. Reservatum ecclesiasticum, které nařizovalo duchovnímu knížeti, který by přestoupil na protestantskou konfesi, okamžitě odstoupit z úřadu a vzdát se vlády. Opatření, které mělo zabránit sekularizaci dalších duchovních knížectví a tvorbě nových protestantských dynastických států, se plně podařilo prosadit až Vestfálským mírem, který přesně stanovil počet katolických a protestantských duchovních knížectví. Naproti tomu se císař v tzv. Declaratio Ferdinandea musel zavázat garantovat v katolických duchovních knížectvích nejen vyznávání některé protestantské konfese, ale i politická práva evangelických stavů, především zemské šlechty. Vestfálský mír dal knížatům-biskupům, stejně jako světským knížatům, právo zahraniční politiky nezávislé na císaři pouze s vágním dodatkem, že uzavírané mezinárodní smlouvy nesmí „býti ke škodě říše“. Zároveň také všem říšským knížatům povolil stavět vlastní ozbrojené síly.

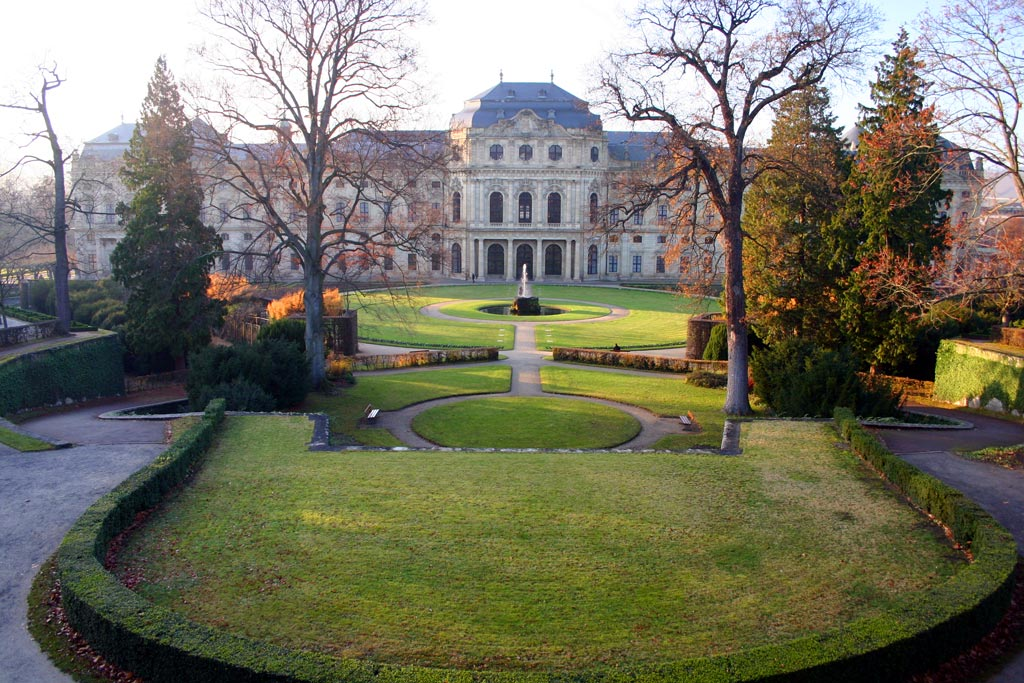
Barokní rezidence würzburských knížat-biskupů — památka Světového dědictví

Armády knížecích biskupů sice obvykle velikostí příliš nepřesahovaly osobní gardy, přesto však hojně vznikaly. Ačkoli některá duchovní knížata, jako mohučský kurfiřt Jan Filip Schönborn před císařskou korunovací Leopolda I. či některá duchovní knížata z rodu Wittelsbachů, užívala tohoto práva k politice nepřátelské císařům a dokonce ve shodě s Francií, tradičním rivalem Svaté říše, většina knížat-biskupů tvořila v novověku konzervativní, prohabsburskou a vlastně i proříšskou sílu, ostře se vymezující vůči rozkladným snahám Francie nebo Pruska. Novověk také znamenal kumulaci biskupských a prelátských hodností v několika málo rukou. Mladším synům z nejvýznamnějších katolických knížecích rodů říše, zejména Habsburků a Wittelsbachů, umožňovala knížecí biskupství odpovídající příjem, ovšem reálná administrace takových biskupství pak byla téměř zanedbatelná. Někteří princové, jako např. arcivévoda Leopold Vilém Habsburský, či pozdější kolínský kurfiřt, Clemens August Bavorský (1700–1761), dokázali získat i šest nebo sedm vrcholných duchovních úřadů spojených většinou i s hodností knížete.

#### Knížata-biskupové v Boji o investituru
Postavení, práva a povinnosti říšských biskupů spolu se ziskem jejich knížecího titulu a vytvořením jeho reálného obsahu se zformovala během série zápasů římsko-německých panovníků s papežstvím, s církevní, ale i světskou opozicí v 11.-12. století. Tyto střety, dnes ne zcela přesně zvané Boj o investituru (z latinského vestio, vestire, tj. šatit, oblékat, investitura symbolicky znamenala předání duchovní, případně i světské moci biskupovi), změnily a právně zakotvily pozici říšských biskupů, jak se vytvořila v době Otonů. Otonsko-sálská koncepce univerzálního západního císařství vycházela z tezí, že římský císař stojí v pozici panovníka nadřazeného všem křesťanským králům, jeho císařství v rámci křesťanského světa  „nemá hranice“ (Imperium orbi universo) a císař je nejen nejvyšším ochráncem papežství a církve obecně, ale i tím, kdo má bezvýhradné právo rozhodovat na svém vlastním území o ustanovení všech duchovních, biskupy nevyjímaje. Za to mu náleží pouze povinnost takováto duchovní beneficia (tj. úřady s příslušným financováním) řádně zabezpečit. V době vlády Otonů byla léna říšských biskupů a jejich vládci významnou oporou císařské moci, ovšem zhruba od poloviny 11. století s nástupem Clunyjské klášterní reformy a období reformních papežů, pocházejících vesměs z Lotrinska, se církev pokoušela o vybudování vlastní univerzální koncepce, nezávislé na císaři a také o plný papežský primát při správě církevních záležitostí nejširším slova smyslu. Císařská a papežská koncepce, která vyvrcholila počátkem 13. století pontifikátem Inocence III., se brzy dostaly do nevyhnutelného střetu, který se významně dotkl otázky říšských knížecích biskupství. Ještě císařovna-regentka Agnes, vdova po Jindřichovi III., udílela bez omezení biskupům v léno jak světské statky, tak duchovní úřady (symbolicky prstenem a berlou), ovšem již její sesazení (1061), prosazené kolínským arcibiskupem Annem, pozdějším vychovatelem korunního prince Jindřicha, předznamenalo otřes císařské moci v této oblasti. Ostatně ještě předtím, roku 1059, kdy byl za papeže zvolen „Lotrinčan“ Fridrich z Lutychu (jako Štěpán V.) ztratilo císařství kontrolu nad volbou papeže, kterou již nikdy nezískalo zpět. Papež Alexandr II. se pak s Jindřichem IV. dostal do sporu o povahu říšských biskupství, na která nahlížel jako na autonomní, na světské moci nezávislé církevní instituce.
Plně to formuloval nový papež Řehoř VII., který v roce 1075 vydal dokument Dictatus Papae, jenž byl z části encyklikou a zčásti politickým manifestem. Dokument obsahoval 27 bodů, které jednostranně posilovaly moc a vliv papežství. Otázky biskupů se dotýkaly tři z nich. Článek III. říkal, že jen papež má právo jmenovat a sesazovat biskupy, článek XIII. papeži přikládal právo přemísťovat biskupy na různá místa podle své potřeby a článek XXV., který ustanovoval, že papež má právo o biskupech volně rozhodovat i bez rozhodnutí církevního synodu. Dictatus papae se nesetkal s odporem jen na císařském dvoře, ale i mezi některými říšskými biskupy, mnohdy pevně svázanými s císařskou politikou a závislé na císařské přízni. Dictatus papae však dával papeži daleko rozsáhlejší práva i v oblastech, které se biskupů netýkaly (např. odvolávat krále i císaře) a vedl k razantnímu vyhrocení konfliktu. Po exkomunikaci Jindřicha IV. a následném smíření obou aktérů v Canosse roku 1077 se však císařská opozice začala formovat z řad světských knížat a papež krátce stál dokonce na císařské straně, což záležitosti jmenování a podřízenosti biskupů odsunulo do pozadí. Dictatus papae se netýkal jen biskupů říšských a knížecích, ale všech, nicméně v jiných zemích bylo jeho naplnění vázáno na politickou situaci a ve vztahu k papeži chyběl na rozdíl od říše precedent. Takto byl papež Urban II. nucen ustoupit králi Rogerovi II. Sicilském v otázce jmenování a obojí (tj. světské i duchovní) investitury biskupů v jeho království (1098), naopak Westminsterský konkordát z roku 1107 uzavřený mezi papežem Paschalisem II. a králem Jindřichem I. Anglickým za přítomnosti arcibiskupa Anselma z Canterbury dával papeži právo obojí investitury, zakazoval biskupskou investituru z rukou laiků, tedy i krále, a králi dával pouze právo pasivně se účastnit biskupského jmenování nebo volby (tam, kde kapitula měla privilegium si biskupa zvolit) a také právo udělit biskupovi světské léno k jeho zajištění.
V říši bylo pro nejednotný postup jinde, a tedy neexistující vzor třeba uzavřít mezi papežstvím a císařstvím vlastní dohodu. Již od roku 1106 zprostředkovával jednání zástupce „říšské církve“, arcibiskup Bruno Trevírský. Brunovi snahy vyústily v roce 1111 v uzavření dohody, zpečetěné dne 4. února v dnes již neexistujícím kostele Santa Maria in Turri v Římě u příležitosti nadcházející císařské korunovace Jindřicha V. Papež Paschalis, považovaný historiky za slabého, Jindřichovi plně ustoupil v otázce obojí investitury, dosazování i lenní poddanosti říšských biskupů a prelátů a vymínil si lenní svrchovanost pouze k těm církevním statkům říšských duchovních, které ležely mimo hranice Svaté říše. Dohoda vzbudila okamžitý odpor říšských církevních představitelů, kteří se od dob Otonů a prvních sálských císařů emancipovali a nyní již odmítali zejména faktické předání církevních majetků v říši císaři. Odpor vůči dohodě si vynutil uzavření kompromisního Wormského konkordátu (1122), uzavřeného císařem Jindřichem V. a papežem Kalixtem II. (fakticky jde o dvě listiny, z nichž každá byla sepsaná jednou ze stran) který napříště dělil investituru na světskou, tedy císařskou, spojenou s předáním léna a posléze také udělováním knížecího titulu (symbolizoval ji předaný prsten) a investituru duchovní, spojenou s uvedením do úřadu a biskupským svěcením (symbolizovala ji předaná berla). Rozhodování o osobě budoucího biskupa bylo již výhradně záležitostí papeže, případně nadřízeného arcibiskupa-metropolity či také kapituly, měla-li kapitula v příslušném biskupství právo volby. Biskup se však jako světský kníže musel chovat jako řádný vazal svého krále či císaře. Volba biskupů mohla probíhat za přítomnosti krále (Praesentium regis), tuto výsadu však měl panovník jen v Německém království, v Itálii a Burgundsku měl jmenovaný biskup dokonce lhůtu šesti měsíců od svého jmenování, aby přijal světskou investituru a léno od římského panovníka.
Ani Wormský konkordát ovšem neznamenal konečné rozhřešení sporů. Významným doplňkem a změnou v ustanoveních konkordátu byla dohoda z roku 1177, která veškeré duchovenstvo včetně biskupů v Italském království stavěla do pozice výhradních papežských poddaných či leníků a císaři Fridrichu I. tak v Itálii zbývala již jen lenní práva nad biskupskými statky a knížectvími, nikoli ale nad biskupy osobně.

#### Duchovní knížata jako říšská politická veličina
Podíl duchovních knížat mezi všemi knížaty ve Svaté říši římské od dob Štaufů setrvale klesal. Kolem roku 1190 se na říšské dvorské sněmy dostavovalo 92 duchovních knížat, z toho 1 patriarcha, 7 arcibiskupů, 39 biskupů, 29 opatů a 16 abatyší. Světských knížat bylo naproti tomu jen 14. O necelých sto let později, při královské volbě Rudolfa I. byl počet rodů světských knížat dokonce ještě o jeden nižší. K oněm 92 duchovním knížatům je navíc třeba připočíst knížata-biskupy arelatské a italské, kteří se dvorských sněmů neúčastnili pravidelně. S nimi by počet duchovních knížat vystoupal na 130–140. Již první říšská matrika z roku 1521 však eviduje jen 53 duchovních knížat vůči 24 knížatům světským. V roce 1648 zbývalo jen 23 knížecích biskupů či arcibiskupů a k nim ještě tři duchovní kurfiřti vůči 61 světským knížatům a pěti světským kurfiřtům. Přesto do roku 1792 počet knížat-biskupů nepatrně vzrostl na 25 virilních hlasů, které v roce 1792 reálně drželo 20 biskupů, mezi kterými byli i všichni tři duchovní kurfiřti. Spolu s nimi hlasovalo v knížecí radě také 9 knížecích prelátů, ovšem jen čtyři z nich byli v roce 1792 zvláštní osoby, zbylé prelátské virilní hlasy byly v držení duchovních kurfiřtů nebo jiných knížecích biskupů. Duchovním knížatům tehdy odpovídalo 61 virilních hlasů světských knížat (bez 5 světských kurfiřtů). Ačkoli se o tyto hlasy dělilo jen 37 osob, celkový počet říšských teritoriálních světských knížectví, tedy včetně těch, která neměla na sněmu virilní hlas, byl ještě výrazně vyšší, zatímco počet 25 knížecích biskupů, 3 kurfiřtů a 9 prelátů byl konečný.

#### Titulatura knížecích biskupů
Od dob novověku se ustálila titulatura knížecích biskupů. Základ pro pevný systém oslovení duchovních knížat položila Zlatá bula Karla IV. z roku 1356, přesněji její dodatek z roku 1375, kterým Karel IV. přiznal právo na oslovení „Vaše Jasnosti“ (latinsky Serenitas Vostra, v 3. os. Serenissimus) světským kurfiřtům a těm z duchovních kurfiřtů, kteří pocházeli z některé z rodin vládnoucích říšských knížat. V 17. století získávali postupně predikát Jasnost také různá říšská knížata, roku 1742 jej pak získaly paušálně všechny rody starých říšských knížat, tedy rody přijaté na říšský sněm do roku 1582. Kurfiřti, aby zvýraznili své postavení, měly od roku 1712 nárok na oslovení „Nejjasnější“ (německy Durchlauchtigst). Oslovení Durchlauchtigst pak bylo v roce 1746 přiznáno také starým říšským knížatům, zatímco knížata „nová“, získala téhož roku predikát „Jasnost“ (Durchlaucht, v 3. os. většinou Durchlauchtig-Hochgeboren).

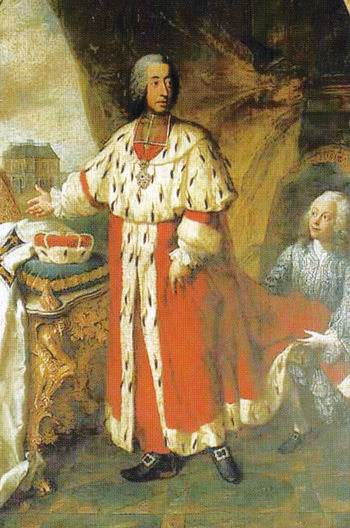
Clemens August Bavorský (1700–1761), kurfiřt-arcibiskup kolínský, kníže-velmistr Německých rytířů, kníže-biskup münsterský, osnabrücký, řezenský, paderbornský, hildesheimský, probošt v Altöttingu etc.

V praxi se tak v titulatuře duchovních knížat ustálila v 16.–18. století pravidla v rámci tzv. kuriálií či kuriálního stylu, kdy duchovní kurfiřt či kníže, který pocházel z rodu starých říšských knížat, byl v úvodním písemném nebo verbálním oslovení titulován: „Nejdůstojněji-nejjasnější kurfiřte/kníže a pane“ (Hochwürdigst-Durchlauchtigster Kurfürst/Fürst und Herr) a duchovní kurfiřt či kníže z rodu nových knížat: „Nejdůstojněji-jasný kurfiřte/kníže a pane“ (Hochwürdigst-Durchlauchtiger Kurfürst/Fürst und Herr). V průběhu rozhovoru či dopisu se pak užívalo oslovení: "Vaše kurfiřtská Jasnosti" (Eure kurfürstliche Durchlaucht) pro kurfiřta a Vaše Jasnosti (Eure Durchlaucht) pro knížete-biskupa. Výjimku tvořila duchovní knížata královského (od r. 1804 také císařského) původu, kteří užívali stejnou úvodní titulaturu jako stará knížata, ovšem s úvodním oslovení „Vaše královská (císařská) Výsosti, používané v průběhu rozhovoru či dopisu jako titul jediný. Pokud duchovní kurfiřt nebo kníže nebyl sám knížecího původu (či pocházel z rodu pouhých titulárních knížat), měl od 16. století nárok na úvodní oslovení: „Nejdůstojněji-vysokorodý kurfiřte/kníže a pane“ (Hochwürdigst-Hochgeborener Kurfürst/Fürst und Herr) a v průběhu rozhovoru či dopisu na oslovení: „Vaše kurfiřtská Milosti“ (Eure kurfürstliche Gnaden) pro kurfiřta a „Vaše knížecí Milosti“ (Eure fürstliche Gnaden) pro knížete-biskupa. Třem říšským kurfiřtům-arcibiskupům byl v roce 1630 také udělen papežem Urbanem VIII. predikát „Eminence“, který zároveň obdrželi všichni kardinálové (v té souvislosti papežem zrovnoprávnění s princi královských rodů) a také velmistr Maltézského řádu. Ve Svaté říši římské však v diplomatickém styku říšských knížat nebylo oslovení Eminence pro duchovní kurfiřty užíváno a kurfiřti takto byli oslovováni jen ze strany zástupců papežské kurie. 
O něco jednodušší titulatura duchovních knížat byla zavedena na francouzském královském dvoře. Duchovní kurfiřti knížecího původu bývali ve Versailles oslovováni: „Vaše kurfiřtská Jasnosti“ (Votre Altesse sérénissime electorale), kurfiřti neknížecího původu: „Vaše kurfiřtská Výsosti“ (Votre Altesse electorale) a knížata-biskupové/arcibiskupové pak bez ohledu na svůj původ titulováni stejně jako panující říšská světská knížata: „Vaše Výsosti“ (Votre Altesse). Ani ve Francii se neujalo oslovení "Eminence" pro duchovní kurfiřty, ovšem francouzští a italští kardinálové, pokud pocházeli z rodu panujících knížat či vévodů (obvykle italských), požívali ve Francii i v Itálii stejné oslovení jako maltézský kníže-velmistr „Vaše Výsosti a Eminence“ (francouzsky Votre Altesse éminentissime, italsky Vostra Altezza eminentissima). Toto oslovení se týkalo také kardinála Louise Édouarda de Rohan-Guéméné (1734–1803), který byl nejen kardinálem, ale též knížetem-biskupem štrasburským, jehož diecéze se rozkládala jak ve Svaté říši, tak ve Francii. Ještě jednodušší byla titulatura v latině. Pokud nebyl vůči duchovním kurfiřtům užit predikát "Vaše Eminence" (Eminencia Vostra), pak duchovním kurfiřtům i knížatům-biskupům původem z rodů vládnoucích knížat náležel titul "Jasnost" (Serenitas, Serenissimus), těm, kteří byli původu méně urozeného pak predikát Celsissimus, který česky doslova znamená "nejvýsostnější", ovšem v německých zemích býval obvykle překládán jen jako "knížecí Milost". Protože tyto predikáty užívala též světská knížata, bývaly někdy u knížecích biskupů a knížecích opatů doplněny o titul Reverendissimus (česky "nejdůstojnější").

### Knížecí biskupství kolem roku 1795

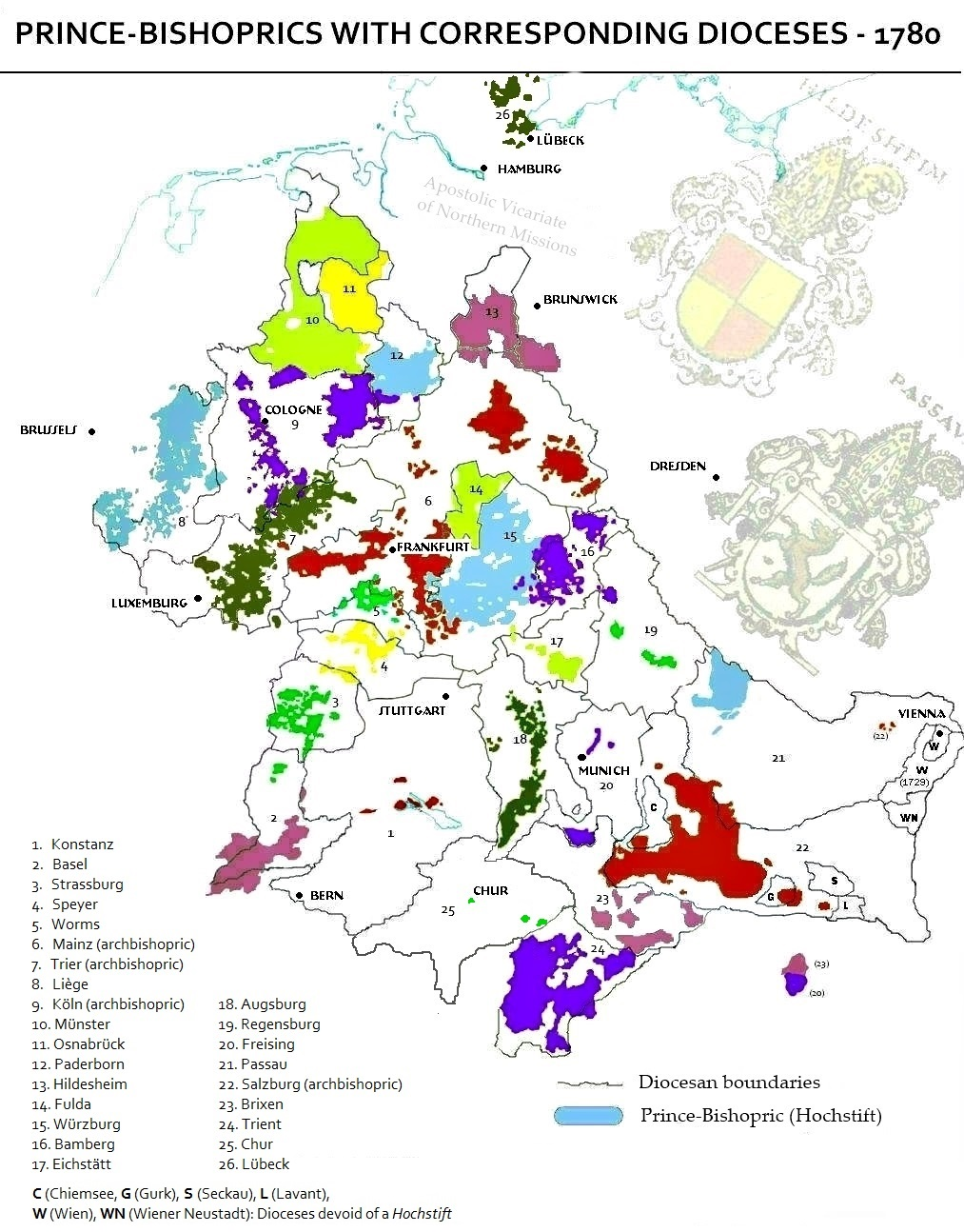
Duchovní knížectví ve Svaté říši římské r. 1780. Plnými barvami: rozloha duchovních knížectví, čarami: hranice diecézí.

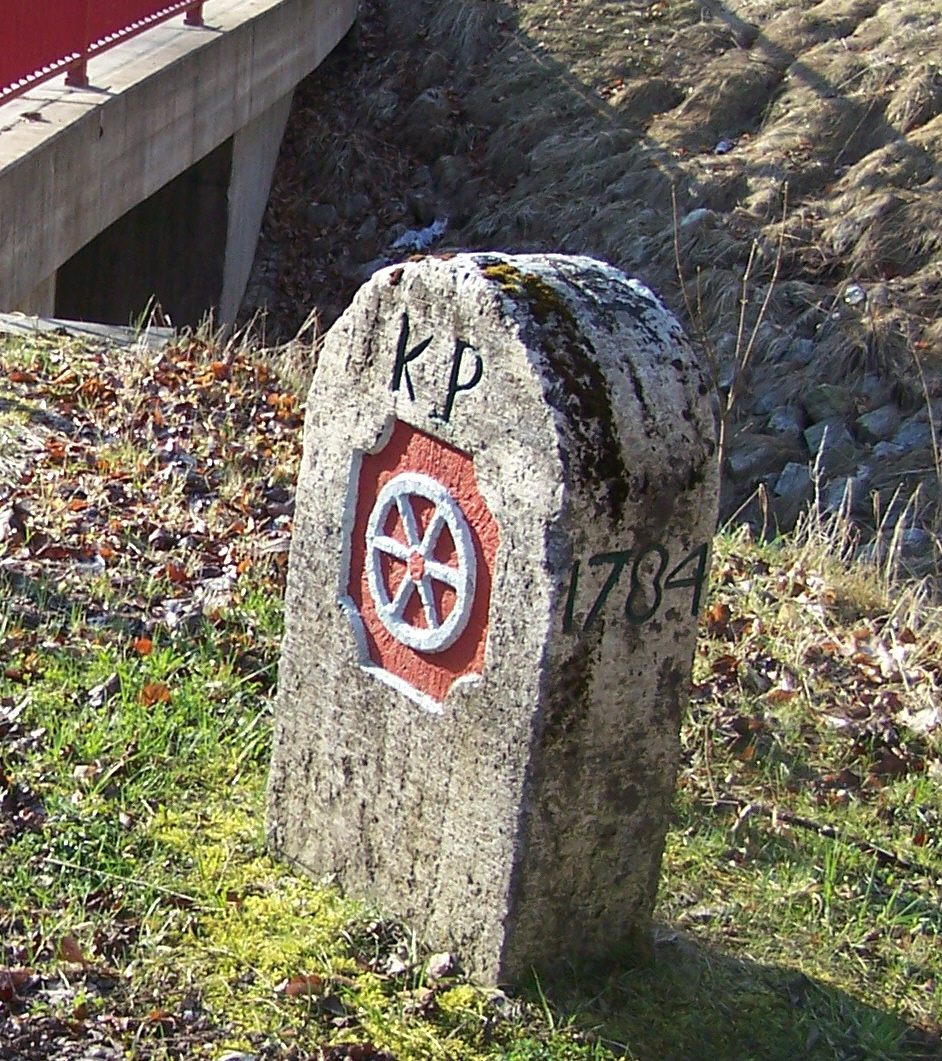
Hraniční kámen se znakem země mohučských kurfiřtů a arcibiskupů

Před svým zánikem, kolem roku 1795, měla Svatá říše římská (často nazývaná s přídavkem „národa německého“) tato knížecí biskupství:
Data znamenají vznik a zánik duchovních knížectví, nikoli biskupství. Datum za lomítkem označuje vznik či zánik knížecího titulu, pokud se neshoduje s datem vzniku nebo zániku biskupského bezprostředního státečku.
- Kurfiřtství a knížecí arcibiskupství mohučské (Kurmainz), (cca 780–1803) od roku 1802 Biskupství mohučské (Bistum Mainz)
- Kurfiřtství a knížecí arcibiskupství kolínské (Kurköln), (953–1803) dnes Arcibiskupství kolínské (Erzbistum Köln)
- Kurfiřtství a knížecí arcibiskupství trevírské (Kurtrier), (1198–1802) od roku 1802 Biskupství trevírské (Bistum Trier)
- Knížecí arcibiskupství salcburské (1328–1803/1951)
- Knížecí biskupství Augsburg (cca 888–1803)
- Knížecí biskupství Bamberg (1304–1802)
- Knížecí biskupství Basilej (999/1032-1802)
- Knížecí arcibiskupství Besançon (1034–1679/1797) – do roku 1384 patřilo jako bezprostřední knížectví k Arelatsku, roku 1408 ztráta bezprostředních území od roku 1679 bylo součástí Francie, přesto mělo právo (nevyužívané) zasedat na říšském sněmu
- Knížecí biskupství brixenské (1027/1179–1802/1918)
- Knížecí biskupství Corvey (1783–1802) – povýšeno z okněžněného opatství
- Knížecí biskupství Eichstätt (1099–1802)
- Knížecí biskupství Freising (1294–1802) – od roku 1817 Arcibiskupství Mnichov a Freising (Erzbistum München und Freising)
- Knížecí biskupství Fulda (1752–1802) – povýšeno z okněžněného opatství
- Knížecí biskupství Hildesheim (1235–1802)
- Knížecí biskupství Chur (831/1170-1526 resp. 1717[22]/1803) – duchovní knížectví zaniklo za reformace připojením k Švýcarskému spříseženství, ale biskup dál hlasoval na sněmu
- Knížecí biskupství kostnické (1155–1802)
- Knížecí biskupství Lübeck (1180–1803) – od reformace (1542) jediné trvale luterské říšské biskupství[23][24]
- Knížecí biskupství lutyšské (1312–1802)
- Knížecí biskupství Münster (1180–1802)
- Knížecí biskupství Osnabrück (1225–1802) – od reformace (1553) se střídali katolický a luterský biskup
- Knížecí biskupství Paderborn (1321–1802) od roku 1930 Arcibiskupství Paderborn (Erzbistum Paderborn)
- Knížecí biskupství pasovské (999/1217-1803)
- Knížecí biskupství řezenské (13. století-1803/1810) – v letech 1803–1817 arcibiskupstvím
- Knížecí biskupství špýrské (888–1803)
- Knížecí biskupství štrasburské (1082–1803) – v roce 1988 povýšeno na arcibiskupství
- Knížecí biskupství tridentské (1027–1802/1951)
- Knížecí biskupství Worms (1156–1803)
- Knížecí biskupství Würzburg (1168–1803)

### Knížecí biskupství zaniklá v pozdním středověku, za reformace či třicetileté války

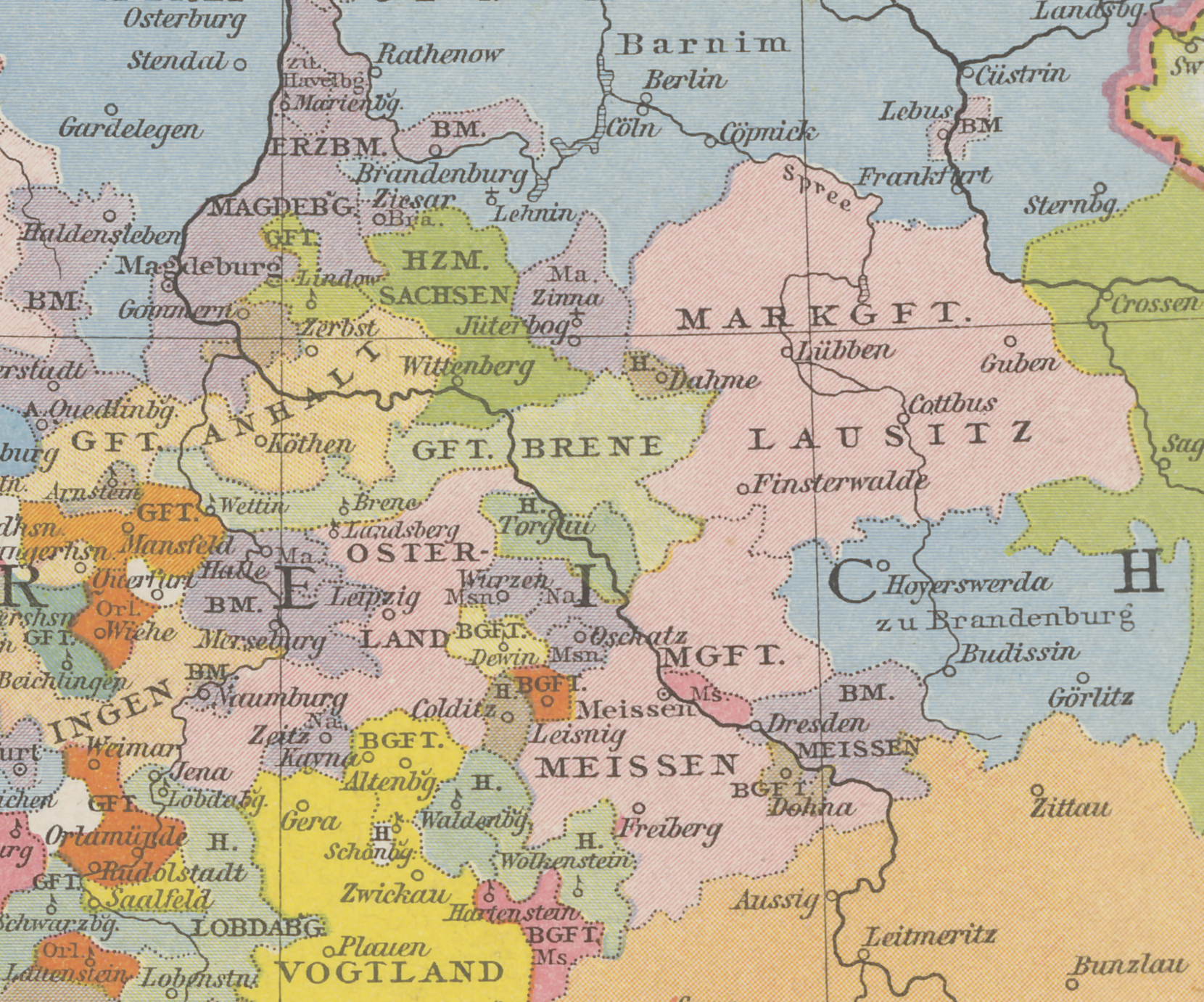
Mapa území dnešního Saska kolem roku 1250. Zobrazeno mj. arcibiskupské knížectví v Magdeburgu a jeho sufragáni s knížectvími v Míšni (Meissen), Naumburgu-Zeitzu, Merseburgu, Lubušsku (Lebus) a Braniboři (Brandenburg).

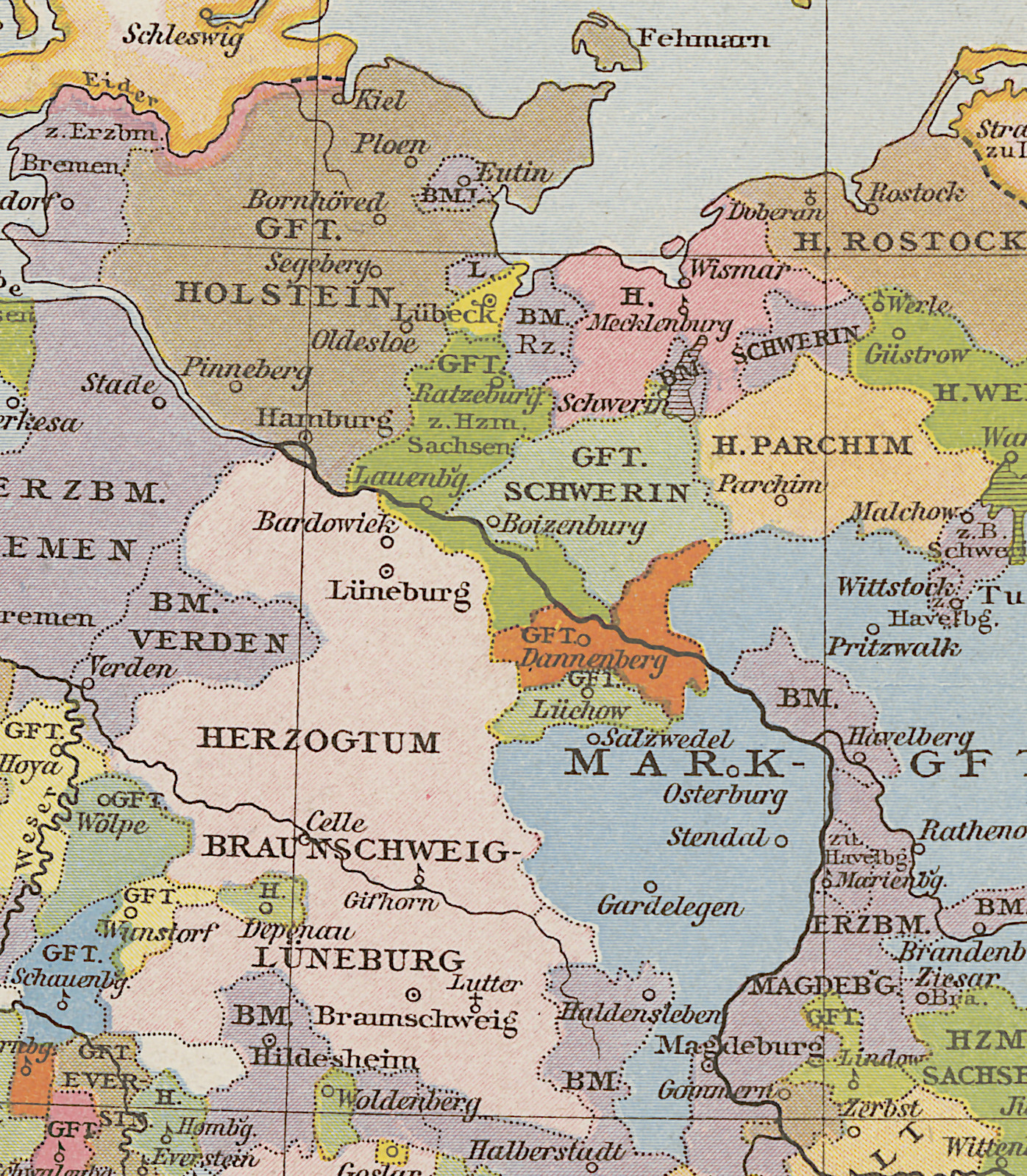
Severní Německo r. 1250. Na mapě mj. knížectví mohučských sufragánů Verden, Halberstadt a Hildesheim a knížectví brémských arcibiskupů s knížectvími jeho sufragánů v Lübecku (B.M.L. a L.), Meklenburku-Zvěříně (Schwerin a Schw.) a Ratzeburgu (Rz.) a také Magdeburské arcibiskupské knížectví s jeho sufragánním biskupským knížectvím v Havolíně (Havelberg)

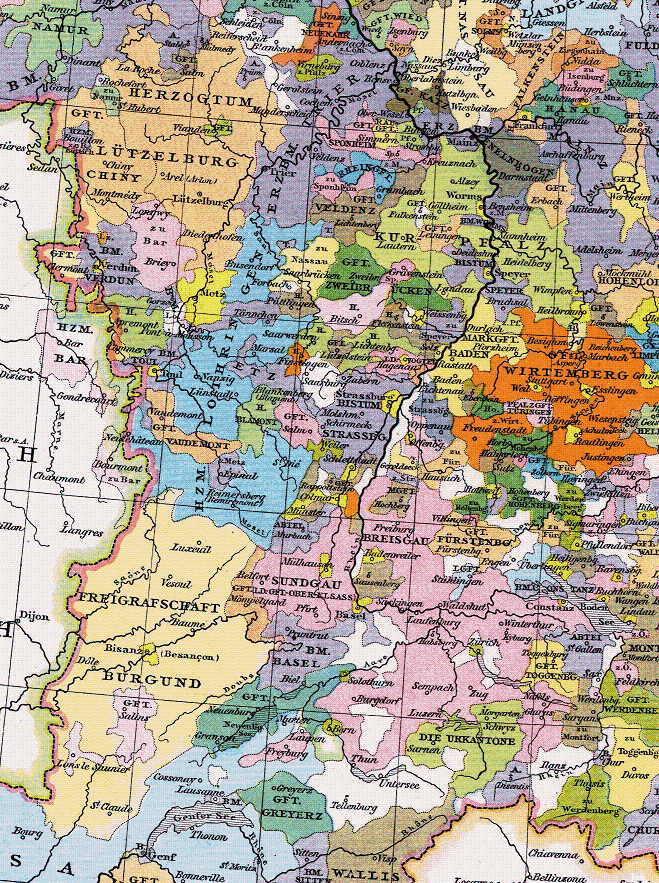
Západ Svaté říše kol. r. 1400. Mapa znázorňuje mimo dalších biskupských knížectví a říšských opatství také knížecí biskupství zaniklá v 16. a 17. stol.: Mety (Metz), Toul, Verdun (všechno sufragáni v arcibiskupa z Trevíru), Lausanne (sufragán arcibiskupa z Besanḉonu jehož knížectví bylo roku 1400 již po mediatizaci, a proto zaniklé), Ženeva (Genf, sufragán arcibiskupství ve Vienne), Sion (Sitten, sufragán arcibiskupa z Tarantaise) a Chur (sufragán arcibiskupa z Mohuče). Na mapě je též možno sledovat původní rozsah knížecího biskupství štrasburského před ztrátou jeho statků na levém břehu Rýna a tím větší části biskupského knížectví včetně sídelního města.

- Knížecí biskupství Braniboř (cca 1165–1373/1544) – biskupství Braniborsko, Havelberg a Lubušsko se postupně dostala pod svrchovanost Braniborského markrabství, biskupové ovšem zůstali říšskými knížaty s právem hlasovat na říšském sněmu[25]
- Knížecí biskupství Havelberg (1151-1427[26]/1548)[25]
- Knížecí biskupství lubušské (1004–1354/1598)[25] – sídlo většinu času ve Fürstenwalde
- Knížecí biskupství Míšeň (1230–1559/1581) – domény biskupství Míšeň, Naumburg a Merseburg připadly za reformace Sasku
- Knížecí biskupství Naumburg-Zeitz (1296–1564)
- Knížecí biskupství Merseburg (1231–1561)
- Knížecí biskupství Wolin-Cammin (1248–1650) – knížectví připadlo Braniborsku
- Knížecí biskupství Mecklenburg-Schwerin (1180–1648) – schwerinské a ratzeburské biskupství, od reformace luteránská, přiřkl vestfálský mír Meklenbursku
- Knížecí biskupství Ratzeburg (1236–1648)
- Knížecí biskupství Utrecht (1024–1528) – připojeno k Habsburskému Nizozemí, roku 1559 povýšeno na arcibiskupství
- Knížecí biskupství Mety (10. stol. – 1552, resp. 1648) – Mety, Toul a Verdun byla zvána jako Trojbiskupství (francouzsky Trois-Évêchés), předána Francii
- Knížecí biskupství Toul (10. stol. – 1552, resp. 1648)
- Knížecí biskupství Verdun (10. stol. – 1552, resp. 1648)
- Knížecí biskupství Minden (1180–1648) – vestfálským mírem předáno Braniborsku náhradou za dědické nároky v Předních Pomořanech
- Knížecí biskupství Halberstadt (1180–1648) – Vestfálským mírem přiřknuto Braniborsku
- Knížecí biskupství Verden (1180–1648) – Verden a Brémy předal Vestfálský mír Švédsku jako válečnou kořist
- Knížecí arcibiskupství Brémy (1180–1648)
- Knížecí biskupství/arcibiskupství Cambrai (1007–1678) – r. 1559 povýšeno na arcibiskupství
- Knížecí arcibiskupství Magdeburg (1180–1680) – r. 1648 předáno Braniborsku s odkladem do smrti posledního evangelického administrátora
- Knížecí biskupství Sion (999/1189-1517/1798) – po začlenění do Švýcarské konfederace r. 1517 bylo vyřazeno z říšského sněmu, kde se naposledy objevuje roku 1577, do roku 1384 spadalo pod burgundskou (arelatskou) část Svaté říše
- Knížecí biskupství ženevské (1154–1526/1801) – do roku 1384 spadalo pod burgundskou (arelatskou) část Svaté říše, roku 1526 začleněno do Švýcarské konfederace, knížecí titul zachován
- Knížecí biskupství Lausanne (1273[27]–1536/1803) – do roku 1384 spadalo pod burgundskou (arelatskou) část Svaté říše, roku 1536 začleněno do Švýcarské konfederace, knížecí titul zachován
- jednotlivá knížecí biskupství ve východním Pobaltí (viz dále)

### Knížata biskupové v burgundské části Svaté říše římské
Knížecí hodnosti biskupů v Arelatském/Burgundském království jsou obtížně sledovatelné v porovnání s knížecími biskupstvími v Království německém. Základními atributy říšských knížecích biskupů bylo přímé oblénění císařem či jeho zástupcem (tedy přijetí světské investitury z říše), které se vztahuje na biskupský úřad (tj. de facto říšská bezprostřednost vázaná na osobu biskupa a jeho katedrálu), dále držba bezprostředního říšského území (s titulem knížectví), právo zasedat na říšském sněmu a také biskupův knížecí titul. V Burgundsku mnohdy jeden či více z těchto atributů chyběly a navíc někteří z biskupů jsou císařskou kanceláří označeni ne jako říšský kníže (Princeps Imperii), ale jen jako "Náš kníže" (Princeps noster), což značí, že biskup nebyl plnoprávným říšským knížetem s právem zasedat na říšském sněmu, ale spíše "císařský soukromý kaplan a dvořan". Říšská bezprostřednost všech burgundských knížecích biskupství (ve smyslu územních jednotek, nikoli úřadů) zanikla do roku 1365. Výjimku tvořila jen ta knížectví, která přešla pod Království německé. Království burgundské navíc v letech 1378/81/84 přešlo pod svrchovanost Francie a jako království zaniklo. K burgundským knížecím biskupům, kteří naplňovali alespoň po jistou dobu veškeré základní podmínky říšských knížecích biskupů patřili tito:
- Knížecí arcibiskupství Aix-en-Provence (1225-?)
- Knížecí biskupství Apt (1355–1365)
- Knížecí arcibiskupství Arles (1136/1144-1365) – 1136 Princeps Noster, 1144 říšská investitura, posléze říšský kníže z Mondragonu[4]
- Knížecí biskupství Avignon (asi 1238–1308) – 1157 říšská investitura a Princeps Noster, asi 1238 říšský kníže, 1309–1398 spojeno s papežstvím
- Knížecí biskupství Belley (1172-?/1601)
- Knížecí biskupství Carpentras (?-1320) – knížecí titul znovu potvrzen roku 1350[4]
- Knížecí biskupství Dié (1178-?/po 1448) – již před rokem 1378 se území stalo říšským lénem v rukou hrabat z Dauphiné, naposledy zastoupeno na říšském sněmu r. 1448[4]
- Knížecí arcibiskupství Embrun (1147?-1432?) – ještě roku 1432 se objevuje na říšském sněmu[4]
- Knížecí biskupství Gap (1178? – asi 1238) – připadlo hrabství Provence
- Knížecí biskupství Marseille (1164–1320/33)
- Knížecí biskupství Tarentaise (1186–1365)
- Knížecí arcibiskupství Vienne (1166-po 1416)
- Knížecí arcibiskupství Besançon a knížecí biskupství Sion, Ženeva a Lausanne (viz výše)

Někteří burgundští biskupové nebyli říšskými knížaty, zastoupenými na sněmu, pouze získali světskou investituru od císaře (mnohdy ovšem vázanou spíše na úřad, než na držbu bezprostředního území), někdy navíc také nosili titul "Náš kníže" (Princeps noster), občas i bez oné říšské investitury, jiní jednorázově v pramenech označeni za říšského knížete:
- Biskupství Digne – roku 1350 biskup označen za říšského knížete[4]
- Biskupství Glandèves – jeho biskupové byli zhruba od roku 1250 spoluvládci stejnojmenné baronie (společně s barony z Beuil aux Ferand)
- Arcibiskupství Lyon – diecéze ležela napůl ve Francii a napůl v Burgundsku (v Savojském hrabství), 1162 společná francouzsko-savojská investitura, ve 12. a 13. století vlastní feudální panství, 1333 pouze říšská investitura, 1360 Princeps Noster[4]
- Biskupství Mâcon – jen z malé části v říši, pouze francouzská investitura, r. 1365 biskup uveden jako říšský kníže
- Biskupství Orange – 1154-po 1333 říšská investitura[4]
- Biskupství St. Paul Trois Chateaux – ve 12. a 13. stol. opakovaně říšská investitura[4]
- Biskupství Sisteron – 1251 říšská investitura[4]
- Biskupství Viviers – diecéze z větší části ve Francii, z menší v Burgundsku, sídlo ve Francii, přijal roku 1149 investituru od císaře, poté se o světskou investituru se od roku 1177 dělili francouzský král a římsko-německý císař[4] a roku 1228 přijal odznaky moci jen od francouzského krále. Byl také vládnoucím hrabětem z Viviers

### Knížata-biskupové v italské části Svaté říše římské

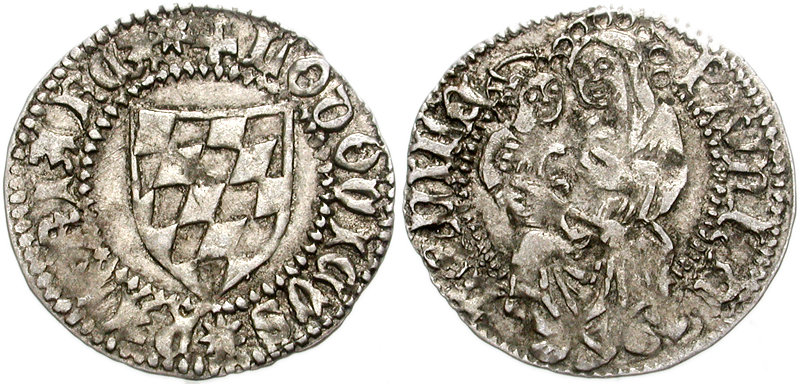
Stříbrné solidy ražené posledním vládnoucím akvilejským patriarchou, Ludvíkem z Tecku (1412–1420)

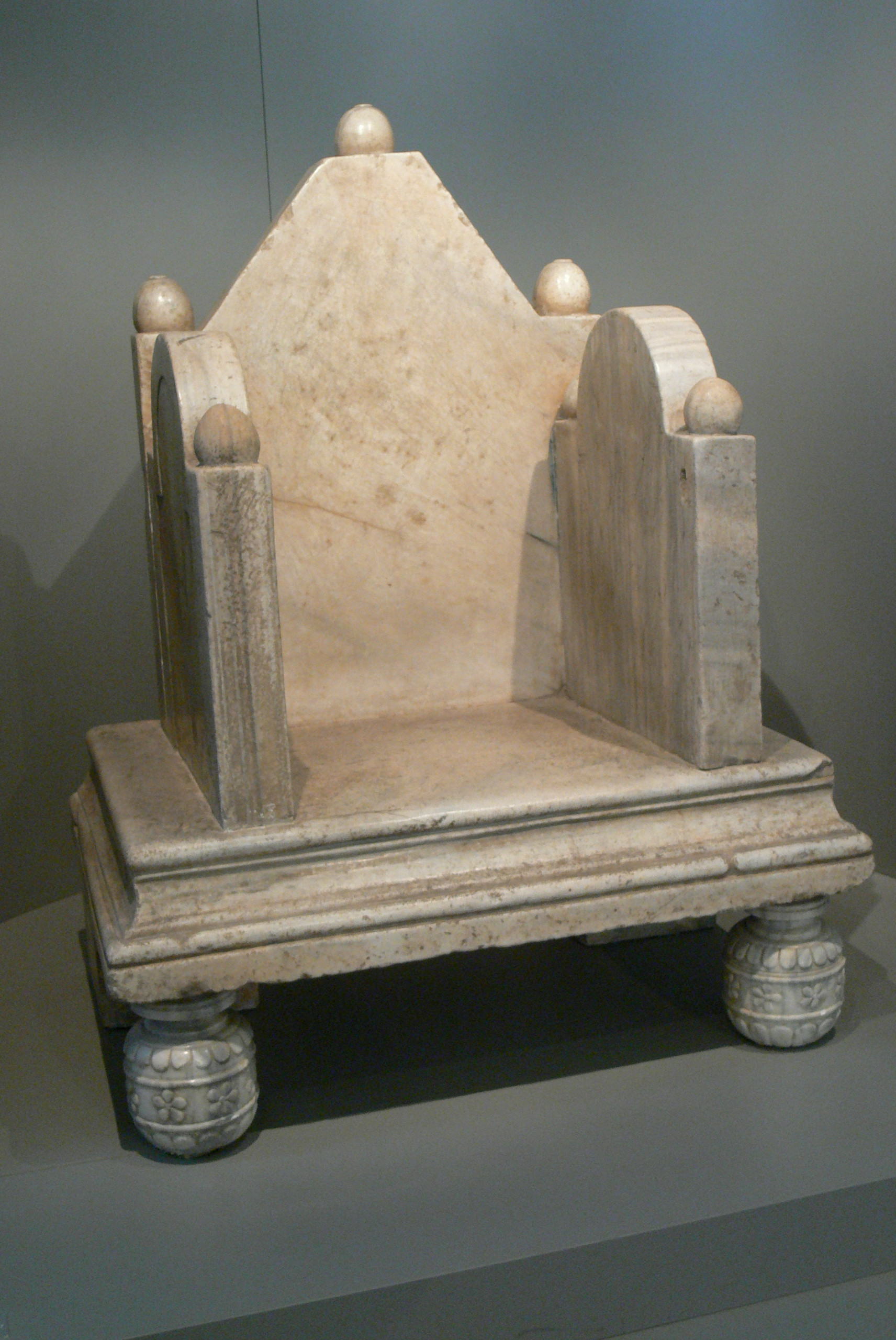
Trůn akvilejských patriarchů z 11. století

Italští biskupové nebývali účastni na říšském sněmu a nehlasovali tam, nýbrž se orientovali výlučně na italské záležitosti. Mnozí z nich vlastnili říšské léno, které nebylo knížectvím, ale např. hrabstvím. Jiní biskupové byli zase císaři označováni v pramenech za říšská knížata, ale nevlastnili bezprostřední říšské léno a někteří nebyli zřejmě říšskými knížaty v plném slova smyslu, ale byli jen tzv. Principis Nostri (jedn. č. Princeps Noster), tedy knížaty ze soukromé vůle císařovy.
- Biskup z Arezza byl plnoprávným říšským knížetem vlastního území od r. 1281 až do doby po r. 1414
- Biskup z Ascoli získal r. 1150 říšskou investituru i titul říšského knížete, již před r. 1185 ale obojí znovu ztratil
- Patriarcha aquilejský byl v letech 1077 až 1420 knížetem-biskupem vlastního území, dále též  vévodou z Furlanska a  markrabětem istrijským.[4]
- Biskup brescijský obdržel roku 844 od císaře Ludvíka II. propůjčený titul hraběte z Brescii, r. 1311 získal říšskou investituru a r. 1477 označen za knížete[4]
- Biskup z Florencie (od roku 1419 arcibiskup) byl roku 1364 povýšen na říšského knížete a dědičného císařského místodržícího v Toskánsku[27]
- Biskup z Orta San Giulio biskup zde nosil knížecí titul až do roku 1786
- Biskup z Como označen roku 1163 za "Našeho knížete" (Princeps Noster) a r. 1311 obdržel císařskou investituru.
- Biskup pávijský nenesl knížecí titul, ve středověku mu ovšem byla pravidelně udílena říšská světská investitura a až do napoleonských válek byl suverénem na říšských panstvích Cecima a San Ponzio[4]
- Arcibiskup pisánský získal roku 1098 z dědictví po Matyldě Toskánské vlastní říšské léno, roku 1313 zmíněn jako Princeps Noster[4]
- Arcibiskup ravennský byl od roku 1160 suverénním říšským knížetem[4]
- Biskup z Volterry získal od Fridricha Barbarossy říšskou investituru a vládu nad městem Volterrou, roku 1185 titulován jako Princeps Noster, 1355 titulován jako říšský kníže[4]
- Biskup z Lodi obdržel jako říšský kníže r. 1164 císařskou investituru, v l. 1310 a 1311 znovu označen za říšského knížete
- Biskup turínský udržel říšskou bezprostřednost vůči hrabatům savojským do roku 1252, snad byl do té doby také říšským knížetem, roku 1350 označen za knížete bez upřesnění
- Biskup parmský označen za "Našeho knížete" r. 1187, roku 1210 získal od císaře regálie a roku 1355 byl označen za knížete bez bližšího upřesnění

Někteří biskupové byli v jistém období označeni císařem za říšského knížete či "Našeho knížete" (Princeps Noster), avšak není známo, že by drželi vlastní říšské léno.
- Arcibiskup janovský označen císařem Jindřichem VII. za "Našeho knížete" (Princeps Noster) roku 1313[4]
- Biskup boloňský označen za říšského knížete 1194 a 1220[4]
- Biskup z Vercelli označen za říšského knížete v roce 1191
- Biskup z Novary označen v l. 1155, 1395, 1438 a 1529 za říšského knížete
- Biskup z Feltre označen za říšského knížete 1360[4]
- Biskup mantovský označen za "Našeho knížete" v l. 1159 a 1178

Někteří italští biskupové sice podle dostupných zdrojů nebyli nikdy označeni za knížata, získali ale světskou investituru (regálie) od císaře či byli pány na některém feudálním území nižšího stupně (hrabství panství).
- Arcibiskup milánský přijal roku 1185 regálie z rukou císaře a roku 1275 je ve svědečné řadě na listině uváděn před některými knížecími biskupy (např. besançonským)
- Biskup z Terstu byl v letech 948–1295 říšským hrabětem z Terstu
- Biskup z Puly přijímal ve středověku opakovaně investituru z rukou císařů[4]
- Biskup z Bobbio byl od roku 1133 říšským hrabětem z Bobbio
- Biskup z Luny byl od roku 1183 říšským hrabětem z Luny[4]
- Biskup z Ivreie získal r. 1219 říšskou investituru
- Biskup z Acqui získal r. 1311 říšskou investituru
- Biskup ze Savony získával přinejmenším v l. 967–1313 říšskou investituru
- Biskup modenský přijal r. 1160 regálie z rukou císaře, knížetem však nikdy nebyl

### Duchovní říšská vévodství

Mapa Vestfálského vévodství a jeho sousedů. Sytě oranžově Vestfálské vévodství, slabě oranžově ostatní země Kolínského kurfiřtství a knížecího arcibiskupství

Někteří knížecí biskupové nosili rovněž doplňkově titul vévody, odvozený od držby skutečného říšského vévodství. Řazení vévodského titulu až za titul knížete-biskupa neznamenalo, že by říšské vévodství stálo hierarchicky níže než knížecí biskupství (ve skutečnosti tomu bylo naopak), ale titul knížete-biskupa měl přednost, protože se tento titul a knížectví s ním spojené přímo pojily s biskupským úřadem, zatímco vévodství mohlo být (se souhlasem císaře) koupeno, prodáno či uděleno prakticky komukoli. Těmito biskupskými vévody byli:

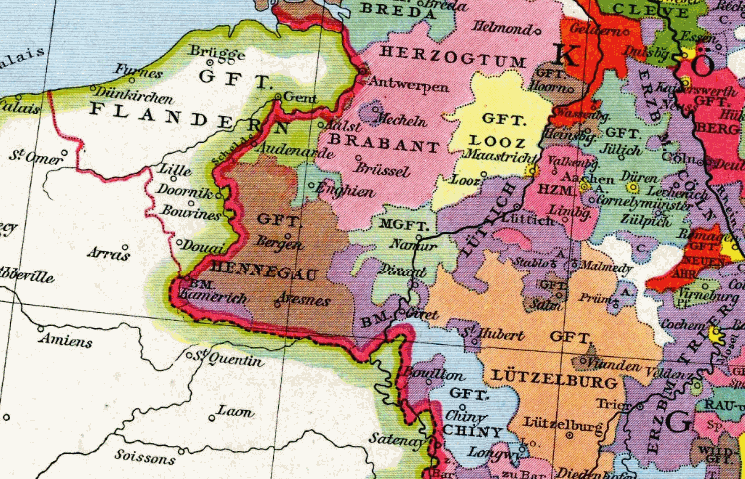
Mapa zachycující hrabství, posléze vévodství Cambrai (na mapě německy jako Kamerich) a také vévodství v Bouillonu, patřící lutyšským biskupům. Stav roku 1250

- vévoda vestfálský pro kurfiřta-arcibiskupa kolínského (1180–1803) – území vzniklo ze západní části rozpadlého vévodství Sasko-Engernsko-Vestfálsko (zkráceně jen Sasko), odebrané císařem Fridrichem Barbarossou Jindřichu Lvovi.
- vévoda francký pro knížete-biskupa würzburského (1168-cca 1254; 1675–1683) – Na základě zfalšované listiny udělil Fridrich Barbarossa r. 1168 víceméně prázdný titul franckého vévody würzburským biskupům. S koncem štaufské epochy a zánikem kmenových vévodství se toto privilegium přestalo užívat. Myšlenka obnovy původního kmenového vévodství, sestávajícího ze sekularizovaných duchovních knížectví Würzburk a Bamberk vznikla v 17. století jako nápad Bernarda Sasko-Výmarského, který si Franky nechal udělit v léno od krále Gustava Adolfa (v l. 1633-34). Po bitvě u Nördlingenu Bernhard o své vévodství opět přišel, ale myšlenka se uchytila i v katolickém prostředí. Císař Leopold I. vévodský titul nakrátko obnovil za časů biskupa Dernbacha o 40 let později, když se biskupovi podařilo obě stolice spojit pod svou vládu a nárok na vévodství tak znovu povstal.
- vévoda z Bouillonu pro knížete-biskupa lutyšského (13. století – 1496, znovu 1522–1552) – biskupové lutyšští drželi Bouillon od roku 1095, neznámo kdy, nejpravděpodobněji za vlády Rudolfa I. Habsburského, byla země povýšena na vévodství, v jehož držbě se vystřídaly mnohé rody, titul náležel biskupům výlučně v dobách, kdy Bouillon opravdu drželi. S konečnou platností měli biskupové – pokud v Bouillonu opravdu vládli – pojištěn vévodský titul od roku 1456.
- vévoda z Cambrai pro knížete-biskupa/knížete-arcibiskupa z Cambrai (1510–1678, ve Francii do roku 1789) – v tomto případě se území vévodství zcela krylo s knížecím biskupstvím
- vévoda furlanský pro knížete-patriarchu akvilejského (1077–1420) – patriarchové z Aquileie zdědili Vévodství furlanské (italsky Friuli) zřízené po r. 568 Langobardy, po zániku patriarchátu připadlo území vévodství Benátkám jako tzv. Terra Ferma, tedy pevná země na pobřeží.

V říši bývalo pravidlem, že pokud nějaké knížecí arcibiskupství zaniklo, ovšem uchovalo si územní celistvost a jednotnou správu, bývalo prohlášeno světským vévodstvím, zatímco sekularizovaná knížecí biskupství se stávala jen knížectvími. Tak roku 1648 získala švédská královna Kristina vévodství Brémy, roku 1680 braniborský kurfiřt Bedřich Vilém I. vévodství Magdeburk a roku 1803 toskánský velkovévoda Ferdinand III. Habsburský vévodství a kurfiřtství Salcburk.

### Knížata-biskupové bez říšského knížectví a politických práv
Ve Svaté říši římské se vyskytovali také knížata-biskupové, kteří nikdy nebyli pány svého říšského knížectví a nikdy také nezasedali na říšském sněmu na lavici ostatních duchovních knížat. Jejich říšský knížecí titul tak byl pouhým vyznamenáním bez státoprávního významu a politických práv. K takovýmto knížatům-biskupům patřili i biskupové čeští.
Nepočítaje některé knížecí biskupy v burgundské a italské části Svaté říše, pak vůbec prvním titulárním knížetem-biskupem se stal roku 1218 biskup v rakouském  Seckau a jeho titul platil až do roku 1918. Řada rakouských biskupů získalo knížecí důstojenství za vlády Habsburků:
- Lavant (1457–1918) – 16. listopadu 1620 mu byl knížecí titul výslovně potvrzen i v dědičných zemích[28]
- Gurk (1460–1918)
- Lublaň (1533–1918)
- Vídeň (1631–1918) – v roce 1722 povýšení na arcibiskupství
- Gorice (1766-1918)[29] – v roce 1751 povýšení na arcibiskupství

Není přesně známo, kdy získalo knížecí titul  biskupství Chiemsee na dnešním bavorském území kolem jezera Chiemsee. Toto území bylo zcela uvnitř území arcibiskupství salcburského, avšak nedisponovalo žádným bezprostředním územím. Z hlediska církevní správy se ovšem rozkládalo od jezera Chiemsee až po Thurnský průsmyk v Tyrolsku. V roce 1325 máme poprvé doloženo titulování zdejšího biskupa jako knížete ze strany druhé osoby. V letech 1445 a 1489 oslovuje král, resp. císař Fridrich III. biskupa jako „Našeho knížete“ (Unser Fürst), čímž dává najevo, že biskup z Chiemsee není říšským knížetem ve smyslu politických práv, ale spíše císařovým „soukromým kaplanem a dvořanem“. V roce 1630 se tehdejší biskup, hrabě Johann Christoph Liechtenstein-Kastelkorn jako první z těchto biskupů sám začal označovat za knížete. Časté protesty bavorských vévodů proti knížecímu titulu biskupů z Chiemsee byly ukončeny teprve v roce 1700, kdy byl podán poslední protest. Rakouští a bavorští knížecí biskupové bez vlastního knížectví ovšem v 16. století patřili ke krajským stavům. V Rakouském kraji zasedali mezi stavy biskupové ze Seckau, Lavantu a Gurku, v Bavorském kraji biskup z Chiemsee. V 17. století již říšská matrika tyto biskupy mezi stavy neuvádí.
Jsou známy i zmínky o ještě starší držbě knížecího titulu těchto biskupů. Již roku 1162 však byl za knížete označen biskup z Gurku. Šlo ale zřejmě o chybu či ojedinělý případ, protože, hned roku 1174 se objevuje nejen bez titulu, ale až na konci seznamu svědečných řad říšských biskupů. V roce 1231 byl takto označen biskup ze Seckau a v l. 1274 až 1281 a 1312 opakovaně biskupové ze Seckau, Gurku a Chiemsee.

#### České země
Také v Českých zemích se objevuje titul knížete-biskupa, udílený někdy z moci českého krále, někdy jako říšský titul od císaře či krále Svaté říše římské. Čeští knížecí biskupové však nikdy nevlastnili suverénní panství ani nezasedali na říšském sněmu spolu s ostatními říšskými biskupy. Titul knížete-biskupa v zemích Koruny české udělen pouze biskupům a arcibiskupům dříve vzniklých biskupství. Později zřízená biskupství v Litoměřicích (1655), Hradci Králové (1664), Brně (1777) a Českých Budějovicích (1785) knížecí hodností vyznamenána nebyla.
Celkem v Českých zemích existovala tato čtyři knížecí biskupství:
- Knížecí biskupství vratislavské (1290-1918) – od roku 1930 arcibiskupství
- Knížecí biskupství/arcibiskupství olomoucké (1588-1918) – od roku 1777 arcibiskupství
- Knížecí biskupství/arcibiskupství pražské (1187–1212; 1348-1425; 1603-1918) – od r. 1344 arcibiskupství
- Knížecí biskupství litomyšlské (1344–1418?)

##### Vratislav

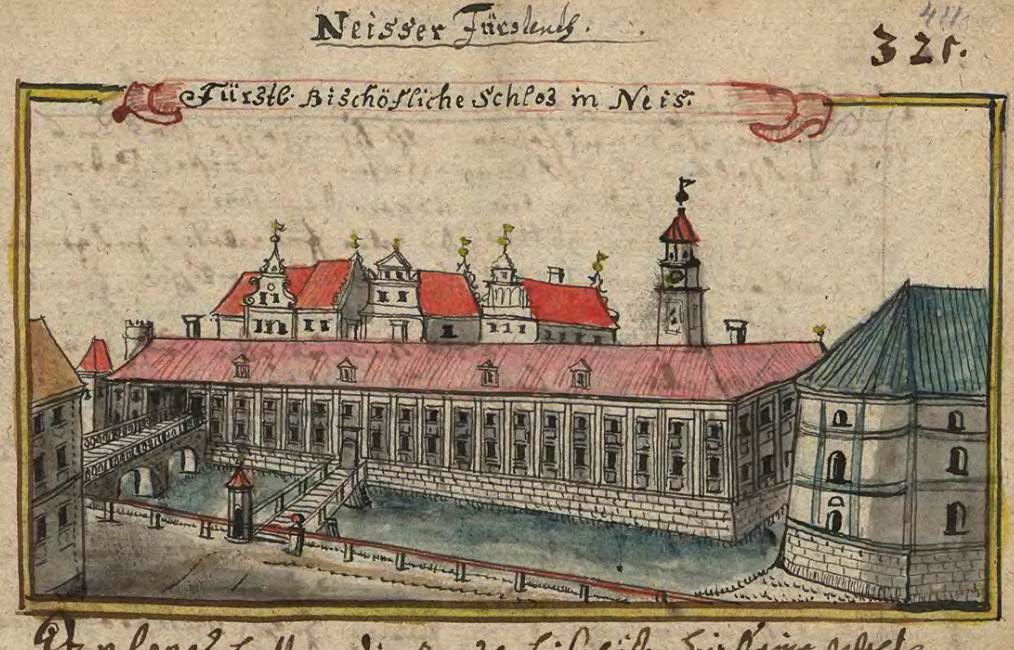
Zámek vratislavských knížat-biskupů v Nise v 18. století

Vratislavští biskupové ve Slezsku, které tehdy ještě nebylo součástí Svaté říše, získali roku 1290 od slezského vévody Jindřicha IV. Proba  Knížectví niské. V roce 1368, kdy již celé Slezsko patřilo k zemím Koruny české i ke Svaté říši římské, udělil císař Karel IV. biskupům další ze slezských knížectví (vévodství), a to Knížectví grotkovské. Ačkoli ve Slezsku často kolísá terminologie mezi knížectvím a vévodstvím, v případě biskupů byl titul důsledně uváděn jako „biskup vratislavský, kníže niský a vévoda grotkovský“. K tomu byli biskupové v letech 1548–1765 také stavovskými pány na Pštině. Biskupové však stále nebyli knížaty-biskupy, ani nepatřili k říšským, ale pouze k českým knížatům. Teprve císař Rudolf II. jim v roce 1585 udělil titul kníže-biskup vratislavský vázaný na úřad a nikoli na některé ze slezských knížectví. Ačkoli se jednalo zároveň o udělení hodnosti říšského knížete, šlo pouze o čestné důstojenství platné na celém území říše, nikoli o právo zasedat s ostatními říšskými knížaty na říšském sněmu. Knížectví Niské a Vévodství Grotkovské v Prusku zanikly v roce 1810. V Rakousku, kam zasahovalo částečně Niské knížectví (do oblasti kolem Javorníku ve Slezsku) skončila autonomie knížectví až v roce 1918, kdy také v obou zemích skončila platnost biskupského knížecího titulu.

##### Olomouc

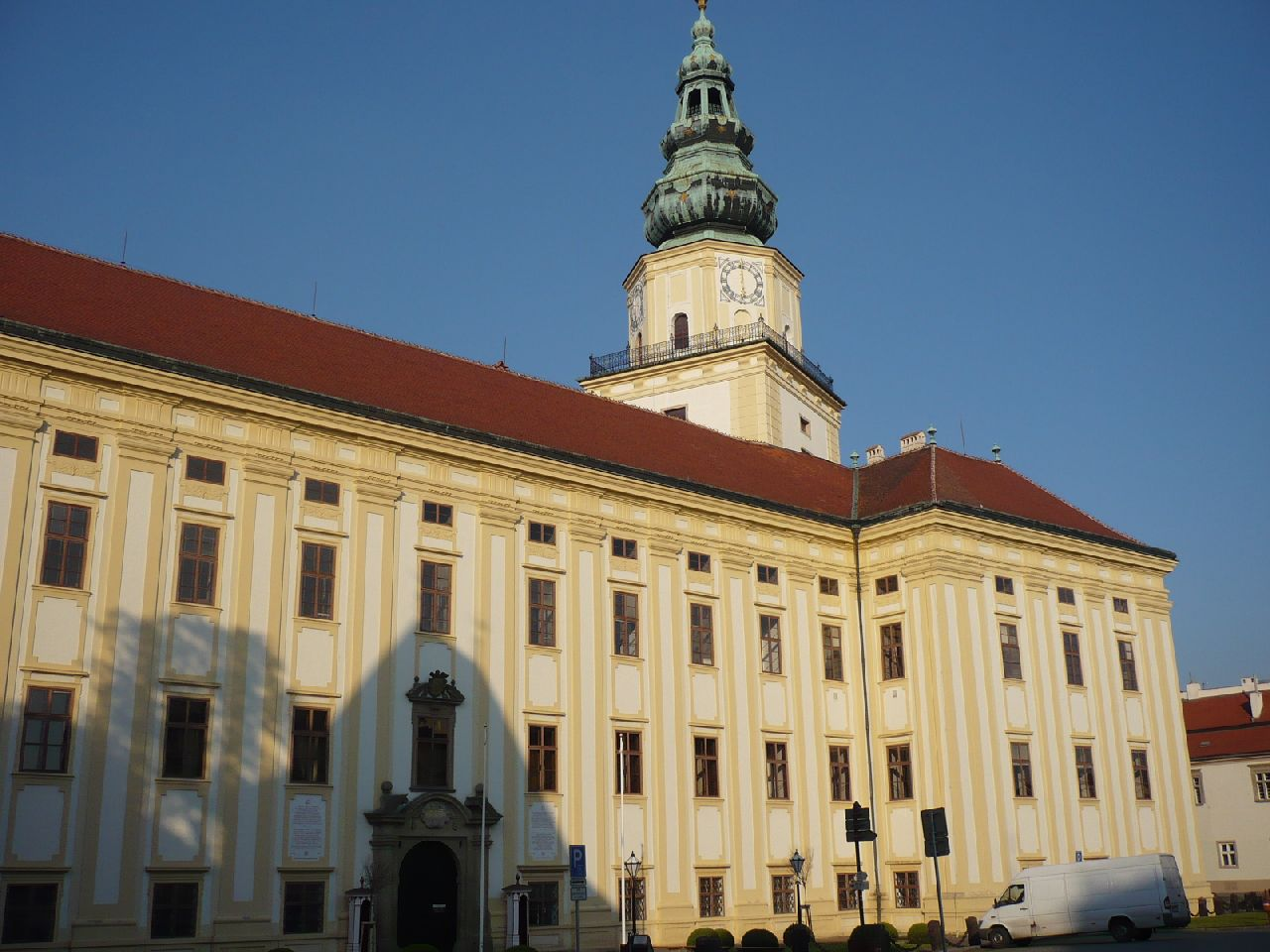
Kroměřížský zámek, letní rezidence olomouckých biskupů a arcibiskupů

První nejasné doklady o knížecím titulu olomouckých biskupů nacházíme v letech 1146 a 1147, kdy se objevují na císařském říšském dvorském sněmu (Reichshoftag) ve Špýru a Frankfurtu, aniž by sice byli výslovně označováni za knížata, ovšem jsou uvedeni v oficiálních seznamech před některými německými knížaty-biskupy, což by na jejich knížecí hodnost ukazovalo. Za Karla IV. dne 7. dubna 1348 se biskupové stali přímými leníky české koruny a svého druhu „knížaty de facto“, resp. získali autonomii, která v českých podmínkách odpovídala držbě říšského Hochstift. Příslušná listina uvádí olomoucké biskupy na stejné úrovni s markrabaty moravskými a vévody opavskými a přiznává biskupům právo na vlastní leníky, které ovšem biskupství mělo již od dob biskupa Bruna ze Schaumburku. Biskupové i jejich knížectví takto byli zcela vyjmuti z pravomoci moravského zemského hejtmana. Karel IV. dále udělil 1. května 1365 biskupům vyšší zemský úřad „hraběte královské kaple“ (latinsky Comes regiae Capellae Bohemiae). V roce 1380 vzniká biskupský manský soud, potvrzený Rudolfem II. roku 1590 a roku 1625 obnovený. Biskupství mělo vlastní leníky, kteří nepodléhali moravským zemským orgánům a jejich statky (tzv. podléna neboli Afterlehen) nebyly evidovány v Zemských ani Dvorských deskách. Lenní statky, řídící se lenním právem císaře Fridricha II. přetrvaly až do alodizace lén roku 1869, mezi biskupskou lenní šlechtou byla později i hrabata. Biskupové olomoučtí získali od císaře Rudolfa II. 10. října 1588 titul českého knížete-biskupa s právem razit mince a titulovat se "Z Boží milosti" stejně jako suverénní knížata a králové. Zároveň Rudolf II. biskupské statky povýšil na knížectví v rámci Moravy. Biskupskými statky pod přímou biskupskou správou byly Chrlice, Hukvaldy, Kelč, Kroměříž, Mírov, Osoblaha, Vyškov a Žďár nad Sázavou, který byl roku 1615 vyměněn za Chropyni. Kromě toho biskupové vládli nad statky svých manů. Svévolně si olomoučtí biskupové přisvojili také titul vévody (Herzog), proti čemuž v r. 1672 neúspěšně protestoval moravský zemský tribunál. Olomoučtí biskupové měli dostatek ekonomických prostředků k vedení nákladného dvora. Například za biskupa Karla II., hraběte z Lichtenštejn-Castellcornu činil biskupský dvůr kolem 100 osob včetně biskupské kapely, 20členné gardy a dvorního šaška. Dne 5. prosince 1777 bylo biskupství povýšeno na arcibiskupství a zároveň s tím byli biskupové povýšeni Josefem II. na titulární říšská knížata, i když bez politických práv říšských knížat-biskupů. Vedle autonomních práv ve svém moravském knížectví byli biskupové již od pozdního středověku hlavou moravské stavovské obce a předsedali moravskému zemskému sněmu. Právo razit vlastní mince bylo biskupům odejmuto teprve českou královnou Marií Terezií dne 2. srpna 1747, panovnice však zároveň toto privilegium mimořádně ponechala doživotně stávajícímu biskupu, hraběti Troyerovi (k definitivnímu zákazu mincování pak došlo 15. září 1759 za biskupa hraběte Egkha). Knížecí titul olomouckých arcibiskupů zanikl v roce 1918. Právní rozsah dřívější světské moci olomouckých biskupů a arcibiskupů dokumentují i hmotné památky, např. tzv. Manský sál na zámku v Kroměříži, kde probíhaly biskupské lenní soudy nebo bývalá biskupská mincovna nedaleko téhož zámku.

##### Praha

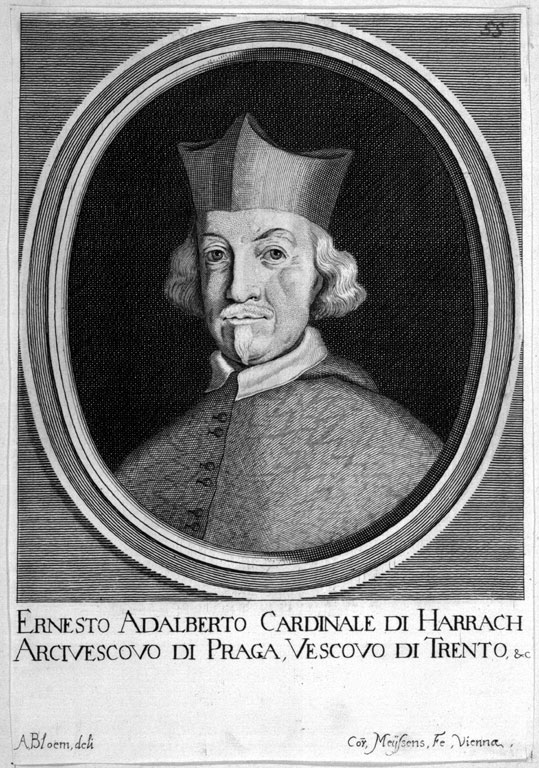
Arnošt Vojtěch z Harrachu, jeden z historicky nejvýraznějších knížat-arcibiskupů pražských

Je poněkud sporné, jestli pražští biskupové v raném středověku patřili k říšským či alespoň k českým knížatům nebo nikoli. V letech 1158, 1160, 1165 a 1194 jsou uváděni jako účastníci říšských dvorských sněmů a ačkoli nejsou přímo označováni jako knížata, jejich postavení v oficiálních seznamech, kdy pražští biskupové předbíhají některé říšské knížecí biskupy, pro jejich knížecí postavení hovoří. V roce 1159 je biskup Daniel I. spolu s biskupem z Verdenu vyslán k Fridrichu Barbarossovi jako posel a oba biskupové jsou římským panovníkem označeni za "naše knížata" (Principes Nostri). Podle právního historika Jiřího Kejře je ovšem vyloučené, že by pražský biskup patřil před rokem 1186 k říšským knížatům. V roce 1187, podle vyprávění kronikáře Jarlocha, pražský biskup Jindřich Břetislav přímo zažaloval u císaře na dvorském sněmu ve Wormsu českého knížete Bedřicha, což by v případě, že by biskup nebyl říšským knížetem, znamenalo přímé porušení věrnosti českému panovníkovi, jako biskupovu lennímu pánovi. Zda Jindřich Břetislav již byl knížetem z titulu biskupa alespoň v rámci českého státu nebo své právo si stěžovat odvozoval výhradně ze své přemyslovské krve a tedy příslušnosti ke knížecí rodině, není známo. Nicméně 5. března 1187 rozhodl Fridrich Barbarossa spor v biskupův prospěch tak, že biskupa povýšil na říšského knížete, ovšem patrně pouze pro jeho vlastní osobu, takzvaně ad personam. Jestli ono povýšení nebylo jen potvrzením dřívějšího stavu, se můžeme pouze dohadovat. Nepodařilo se však trvale vytvořit nové říšské knížectví a Čechy de facto nikdy rozděleny mezi duchovního a světského knížete nebyly. O významu tohoto privilegia by mohla svědčit knížecí stříbrná čelenka, nalezená v roce 1937 v Českých Budějovicích, uchovávaná v Jihočeském muzeu a připisovaná právě Jindřichu Břetislavovi. Není však jisté, i kdyby opravdu patřila Jindřichovi, jestli vyjadřuje jeho knížecí hodnost z moci biskupa, či jeho pozdější hodnost svrchovaného vládce nad Českým knížectvím, resp. vévodstvím. V roce 1197 pražský biskup Daniel II. opět vystupuje na říšském dvorském sněmu a označuje sám sebe za „vévodu“ (dux et episcopus Bohemiae). Na druhou stranu již sloučení biskupské hodnosti a vlády v Českém knížectví předznamenalo zánik knížecího titulu pražských biskupů i jakéhokoli vlivu císaře v této oblasti. Investitura Daniela II. byla již opět v rukou českého panovníka, což trvale ztvrdila Zlatá bula sicilská.
Teprve v roce 1348 udělil císař Karel IV. pražskému arcibiskupství říšský i český knížecí titul, ovšem bez politických práv říšských knížecích biskupů a bez bezprostředního říšského léna. Knížecí titul však zanikl spolu se samotným arcibiskupstvím za husitských bouří a teprve po jeho obnovení roku 1561 udělil císař Rudolf II. pražskému arcibiskupství 15. června 1603 říšský i český knížecí titul znovu. I tentokrát se jednalo toliko o čestný titul bez říšského léna a politických práv říšského knížete. Navíc s tímto titulem nebyla spojena ani držba nějakého autonomního knížectví v rámci zemí Koruny české, jako tomu bylo v případě biskupa vratislavského a olomouckého. Knížecí titul pražských arcibiskupů zanikl spolu s koncem monarchie v roce 1918.

##### Litomyšl
Údajně již od vzniku biskupství v roce 1344 nesli biskupové litomyšlští (říšský?) knížecí titul, který zanikl spolu s biskupstvím samotným za husitských bouří.

### Knížata-biskupové s osobním knížecím titulem
Knížata.biskupové měli nárok na knížecí titul z moci svého úřadu. Takový knížecí titul byl považován za automatický a získával se při nástupu do úřadu, aniž by musel být zvlášť potvrzován. Přesto někteří z knížat-biskupů obdrželi od císaře ještě osobní (ad personam) knížecí hodnost, což posilovalo jejich postavení říšských knížat. Někteří biskupové tento knížecí titul získali ještě před nástupem do biskupského úřadu. Nejznámější je případ kardinála Františka z Ditrichštejna, jenž k osobnímu knížecímu titulu získal i privilegium adoptovat dědice z řad vlastního rodu, čímž se knížecí hodnost dědičně přenesla na rod Ditrichštejnů. Osobní knížecí tituly biskupů byly uděleny vždy císařem jako tituly říšské a nikoli např. z pravomoci českého krále. Vždy je také obdržela osoba, která nepocházela z knížecího rodu. Navíc vždy byli takto vyznamenáni jen "úřední" knížata-biskupové, či přinejmenším ti minulí nebo budoucí. Nikdy se osobní knížecí hodnosti nedostalo biskupovi, který během života nevykonával nebo neměl v budoucnu vykonávat svůj úřad v alespoň jedné již okněžněné diecézi. Osobní knížecí hodnost byla udělena v následujících případech:
- Eitel Fridrich kardinál Hohenzollern-Sigmaringenský (28. března 1623) – v l 1623-1625 kníže biskup osnabrücký[49][50] Titul knížete získal spolu s bratrem, prvním dědičným knížetem Hohenzollern-Sigmaringen a spolu s příbuzným, prvním knížetem z větve Hechingen.
- František kardinál z Ditrichštejna (16. března 1624) – v l. 1599–1636 kníže-biskup olomoucký, roku 1631 byl knížecí titul novým císařským privilegiem přenesen na kardinálova synovce Maxmiliána ještě za kardinálova života (v rozporu s původním právem adopce).[51][52]
- Franz Egon z Fürstenbergu (12. května 1664) – v l – 1658–1663 kníže-biskup métský, v l. 1663–1682 kníže-biskup štrasburský, v l. 1664–1682 kníže-opat (administrátor) z Murbachu a Lure v l. 1657–1682 kníže-opat ze Stavelotu a Malméd; titul získal spolu se dvěma bratry, z nichž Hermann Egon byl prvním dědičným knížetem z Fürstenbergu (linie Heiligenberg)[53]
- Wilhelm Egon z Fürstenbergu (12. května 1664) – v l. 1663–1668 kníže-biskup v Metách, v l. 1682–1704 kníže-biskup štrasburský a v l. 1682–1704 kníže-opat ze Stavelotu a Malméd; titul získal spolu se dvěma bratry, z nichž Hermann Egon byl prvním dědičným knížetem z Fürstenbergu (linie Heiligenberg)[53]
- František Antonín z Losensteinu (20. prosince 1691) – titulární biskup z Dury, koadjutor olomoucký, pro předčasnou smrt se nestihl ujmout biskupského úřadu[54]
- František Antonín z Harrachu (10. července 1706) – v l. 1702–1705 kníže-biskup vídeňský, v l. 1709–1727 kníže-arcibiskup salcburský[55]
- Filip Karel z Fürstenbergu (10. prosince 1716) – v l. 1708–1718 kníže-biskup lavantský, knížecí titul obdržel spolu s bratrem a bratrancem, dědičnými knížaty z Fürstenbergu (z rodových linií Meßkirch a Stühlingen)[56]
- Johann Philip z Walderdorffu (12. srpna 1754, titul v podobě "kníže z Prümu")[57] – v l. 1756–1768 kurfiřt a kníže-arcibiskup trevírský, v l. 1763-1768 kníže-biskup wormský
- Virgilius Augustin von Firmian (24. června 1755) – v l. 1744-1753 kníže-biskup lavantský
- Franz Xaver Ludvík von Breuner (14. prosince 1776) – v l. 1773-1777 kníže-biskup lavantský, v l. 1786-1797 kníže-biskup z Chiemsee
- Vincenc Josef ze Schrattenbachu (27. listopadu 1788) – v l. 1777-1790 a 1795-1800 kníže-biskup lavantský, v l. 1800-1816 biskup brněnský[58]
- François Antoine Marie de Méan de Beauriex (24. září 1792), v l. 1792–1801 kníže-biskup lutyšský, v l. 1817–1831 arcibiskup mechelenský, knížecí titul mu byl dne 5. března 1816 potvrzen také v Nizozemském království

### Neříšští knížecí biskupové v říši
Udělování knížecího titulu v říši bylo až na drobné výjimky (České země, Burgundsko, po r. 1741 také Prusko) výlučnou pravomocí císařů a římských králů. Pozoruhodnou výjimku, týkající se biskupských knížat, nacházíme v případě biskupů ze Seckau v l. 1609 a 1625. Biskupové ze Seckau byli již od středověku říšskými knížaty (viz výše). Dne 31. října 1609 jim pro země pod svou vládou udělil knížecí titul arcivévoda Ferdinand Štýrský (budoucí císař Ferdinand II.). Ač vlastně šlo jen o potvrzení titulu, je privilegium stylizováno jako nové udělení. Tentýž Ferdinand, již jako císař a král povýšil knížete-biskupa ze Seckau Jakoba Eberleina 8. dubna 1625 navíc do osobní knížecí hodnosti (ad personam), ovšem nikoli pro říši, ale opět jen pro oblast dědičných zemí.
Říšským knížetem-biskupem, který ovšem obdržel ještě před biskupskou volbou pruský osobní knížecí titul byl  Filip Gotthard ze Schaffgotsche, kterého pruský král Fridrich II. úspěšně protlačil na vratislavský biskupský stolec, který biskup spravoval v l. 1748–1795. Ještě před biskupskou volbou, dne 16. března 1744, jej pruský král povýšil do osobního knížecího stavu.

### Neknížecí říšští biskupové
Ve svaté říši římské ovšem existovala i taková biskupství, jejichž biskup žádný knížecí či jiný šlechtický titul nenesl a nijak se nelišil od biskupů dnešních. V Rakouských zemích šlo o ta biskupství, která vznikla později: (Wiener-Neustadt 1469, St. Pölten 1785, Linec 1785, Leoben 1786), rovněž biskupství Tournai, Arras a Therouanne (posl. zrušené r. 1537) nikdy nebyla okněžněna. Původně ležela na území pod suzerenitou francouzského krále a teprve r. 1521, resp. definitivně roku 1529, byla připojena k Habsburskému Nizozemí a tím i k Svaté říši římské. Totéž se týkalo i nizozemských biskupství vzniklých bulou papeže Pavla IV. Super universas z roku 1559. Šlo o krátce (1559-1580) existující sufragánní diecéze utrechtského arcibiskupa v Haarlemu, Deventeru, Groningenu, Leeuwardenu a také Middelburgu, dále o sufragánní diecéze arcibiskupa z Cambrai v Namuru a Saint-Omer (existovaly v l. 1559-1801) a o nově zřízené arcibiskupství v Mechelenu a jemu podřízené biskupy v Antverpách, Gentu, Hertogenboschi, Bruggách, Ieperu a Roermondu (s výjimkou dosud existujícího Mechelenu fungovaly letech 1559–1801). Čtyři neokněžněná biskupství se nacházela i v českých zemích (viz výše).
V odtrženém Arelatském království se toto týkalo biskupství či arcibiskupství Vaison, Gavaillon, Toulon, Nice (arcibiskupství), Vence, Riez, Fréjus, Sens (arcibiskupství) a Grasse. V Království italském šlo dokonce o více než tři desítky biskupství. Několikrát byl za plnoprávného říšského knížete označen také biskup ze Schleswigu, jehož diecéze i závislé biskupské statky ležely na území Šlesvického vévodství a vůbec nepatřily ke Svaté říši římské. Zařazení biskupa mezi říšská knížata bylo vždy omylem bez jakýchkoli důsledků. Biskupství Hamburg velmi brzy splynulo s Arcibiskupstvím brémským v trvalou personální unii a proto nikdy nebylo okněžněno (původně ale příslušela arcibiskupská hodnost Hamburku a biskupská Brémám). V 8. století založená biskupství v Erfurtu, Neuburgu an der Donau a Büraburgu zanikla nejpozději poč. 9. století za vlády Karla Velikého a proto nikdy nebyla spojena s knížecí hodností.

### Knížata-biskupové po zániku Svaté říše římské
Spolu s rozpadem říše vymizel politický význam knížecích biskupství a titul téměř ve všech zemích byl zrušen. Pouze Karl Theodor z Dalbergu, bývalý kurfiřt a arcibiskup mohučský se stal nově arcibiskupem řezenským a formálním předsedou Napoleonem zřízeného Rýnského spolku s titulem kníže-primas (německy Fürstprimas) a kníže aschaffenburský. Bylo mu také přiznáno unikátní oslovení "nejdůstojnější Výsost" (hochwürdigste Hoheit). Suverénní Aschaffenburské knížectví, skládající se z části bývalého mohučského knížecího arcibiskupství a ze svobodných měst Frankfurt a Wetzlar. Knížectví ovšem bylo přiznáno jmenovitě Dalbergovi osobně a nemělo být trvale spjato s důstojností řezenského arcibiskupa. Zároveň s tím mu zůstalo Řezenské knížecí biskupství (pro jeho osobu dočasně povýšené na arcibiskupství), ovšem s poněkud nejasným vztahem mezi světskou a duchovní složkou. Proto bývalo většinou nazýváno jen Řezenské knížectví. Řezno i Aschaffenburg stále byly částečně spojeny s úřadem arcibiskupa. V roce 1810 ovšem Napoleon přiřkl Řezenské knížectví Bavorsku a Aschaffenburské knížectví rozšířil o většinu zrušeného Nasavsko-oranžsko-fuldské knížectví, čímž vytvořil tzv. Velkovévodství frankfurtské, vytvořené přímo a jmenovitě pro Dalberga. Toto Dalbergovo velkovévodství již ovšem nemělo žádný vztah k jeho řezenské arcibiskupské stolici. Vídeňský kongres však Frankfurtské velkovévodství zrušil a Dalberg dožil jako řezenský arcibiskup bez jakékoli suverénní vlády i bez knížecího titulu. Titul knížete-biskupa se udržel již jen v Rakouském císařství a poté v Rakousku-Uhersku. Zde navíc od zavedení parlamentarismu v roce 1861 (po r. 1867 již jen v předlitavské části monarchie) platilo, že všichni arcibiskupové (knížecí i neknížecí) a ti z biskupů, s jejichž úřadem je spojeno knížecí důstojenství, byli nositeli virilního hlasu v panské sněmovně rakouské říšské rady. Tato praxe trvala do roku 1918, avšak arcibiskup salcburský a biskup tridentský si udrželi své knížecí tituly až do roku 1951.

## Knížata-biskupové mimo Svatou říši římskou
Mimo Svatou říši římskou nebyl titul knížete-biskupa obvyklý. Přesto však existovaly výjimky a to prakticky po celé Evropě

### Knížata-biskupové v neříšské Itálii

#### Papežský stát
V té části Itálie, která, alespoň po většinu své historie, nepatřila ke Svaté říši římské, byl biskupem s vladařskými pravomocemi papež, jenž byl zároveň biskupem římským, který vládl nad Církevním státem, tzv. Patrimoniem svatého Petra, rozsáhlým územím ve střední Itálii. Vladařská práva papežů se datují od Pipinovy donace a byla římsko-německými císaři mnohokrát potvrzena a upřesněna. Přinejmenším před rokem 1870, kdy byl Papežský stát okleštěn jen na území dnešního Vatikánu, lze papežská vladařská práva přirovnávat spíše ke královským nežli knížecím, což se také dělo. Papežové byli v dobovém právním myšlení srovnáváni spíše se světskými králi než s knížaty. Papeži například spolu s římsko-německými císaři příslušelo právo udílet nové královské hodnosti. Toto právo navíc neměl v západokřesťanském světě vyjma papeže a císaře Svaté říše již nikdo další, dokud si toto privilegium po roce 1804 neuzurpoval francouzský císař Napoleon Bonaparte. Dokonce královská povýšení udělená císaři papež obvykle potvrzoval (první dva čeští králové Vratislav I. a Vladislav I. papežské potvrzení nezískali, což také snižovalo váhu jejich královských titulů). Vedle svých světských privilegií má papež také nárok na čestný titul "kníže apoštolů" (latinsky Princeps Apostolorum).
Hraběcí biskupové Papežského státu
Několik biskupů v oblasti Pentapolis, dnešní provincii Marche, získalo od papežů hraběcí titul a správu nad vlastním hrabstvím v rámci Papežského státu (tedy podřízeného papežské jurisdikci ve světských věcech). Důvodem snad mohla být bývalá příslušnost oblasti k říši, ale již krátce po r. 1150 říše svou lenní svrchovanost nad touto částí Papežského státu ztratila. Místní biskupské hrabství neslo vždy stejné jméno jako biskupovo sídelní město a zahrnovalo jak toto sídlo biskupství, tak jeho nevelké okolí. Souhrnně je zmiňuje císařská listina z roku 1210. Listina zmiňuje následující biskupy:
- Biskup z Ascoli – v l. 1150-před 1185 byl krátce i říšským knížetem (oblast tehdy ještě náležela k říši, viz výše)
- Biskup z Fermo
- Biskup z Umany
- Biskup z Camerina
- Biskup z Ancony
- Biskup z Osimo
- Biskup z Jesi
- Biskup ze Sinigaglie
- Biskup z Fossombrone – v l. 1228–1231 byl navíc lenním hrabětem modenských markrabat z rodu Este
- Biskup z Fano
- Biskup z Pesara
- Biskup z Cagli[4]

Kardinálové
V kolegiu kardinálů, má každý kardinál (jenž je vždy zároveň biskupem některého z kostelů v Římě či jeho okolí) nárok na čestný titul "kníže církve" (latinsky Princeps Ecclesiae), který vlastně ani skutečným šlechtickým titulem není. Od roku 1630 až do současnosti navíc všem kardinálům náleží stejné postavení jako královským princům v první generaci (synům vládnoucího krále) mimo princů korunních. Kardinál od toho roku nesměl užívat v erbu žádné feudální atributy, ani ty odvislé od jeho rodového původu. Bylo to proto, aby se podtrhl význam samotného kardinálského stavu, který již neměl mít zapotřebí další zdůrazňování vznešenosti.

#### Zbytek neříšské Itálie
V letech 1321–1367 bylo na biskupství přechodně povýšeno územní opatství Monte Cassino v jižní Itálii, jehož opat tradičně vládl zemičce nazývané Terra Sancti Benedicti. V době, kdy se z opatů stali biskupové, byli tito nadále vládci svého feudálního teritoria, ovšem, tak jako předtím i potom, nedrželi žádný konkrétní feudální titul.
Osobní říšský knížecí titul získal 18. března 1710 od císaře Josefa I. Annibale kardinál Albani, v době povýšení kuriální kardinál-jáhen od kostela Santa Maria in Cosmedin, v závěru kariéry v l. 1730–1743 extrakuriální kardinál-biskup a biskup v Sabině, též kardinál camerlengo (tj. komoří). Titul získal spolu se svým bratrem, prvním dědičným říšským knížetem.
V Italském království byl z historických důvodů titul knížete výslovně přiznán a potvrzen biskupovi tridentskému a to dne 11. března 1927, dne 14. června 1929 pak biskup získal nárok na oslovení "nejdůstojnější Výsost" (Altezza reverendissima).

### Knížata-biskupové v Anglii

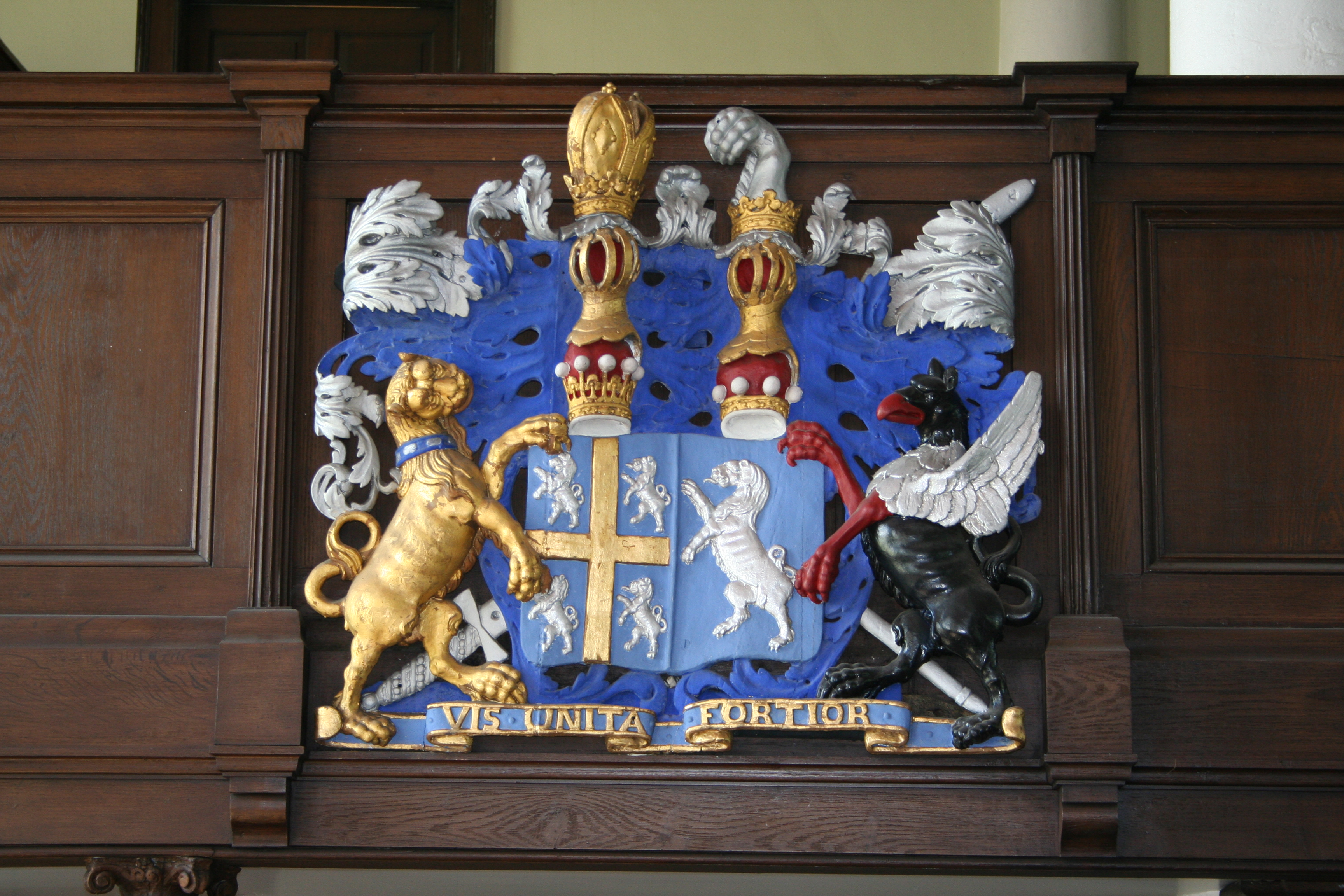
Znak biskupství Durham v dvojici s osobním erbem jednoho bývalého biskupa. Zatímco biskupův erb (opticky vpravo) je kryt baronskou čelenkou (coronet), je znak biskupství (opticky vlevo) krytý čelenkou britských hrabat (Earl), což odpovídalo postavení biskupů mezi britskou šlechtou. Nad hraběcí čelenkou se nachází další ze symbolů sepětí světské a duchovní moci – přilba završená heraldickou helmovní korunkou, z níž vyrůstá mitra, obecný heraldický symbol a klenot britských biskupství

Biskupství Durham mělo díky své poloze v sousedství se Skotskem strategický význam. Knížata-biskupové z Durhamu (angl. Prince Bishops) proto měla ve středověku od anglického krále propůjčeny zvláštní pravomoci, jako např. moc nad životem a smrtí. Tyto pravomoci biskupovi zajišťovala držba tzv. velkého palatinátu čili komitivy (biskup měl v angličtině titul Count Palatine). Titul knížat-biskupů, zavedený roku 1071, však v Anglii, kde se jinak knížecí titul takřka vůbec nevyskytuje, neodpovídá nejvyšším britským šlechtickým titulům vévody či markýze, ale jen titulu anglického hraběte (Earl). V letech 1836, 1858, 1869 a 1889 vydala anglická koruna soubor dokumentů, z nichž každý byl nazýván Durham County Palatine Act které postupně zrušily zvláštní pravomoci durhamských biskupů. Do současnosti (2015) biskupům zůstala práva výlučně ceremoniální: právo stát po králově pravici v době korunovace, přednost před všemi anglikánskými biskupy s výjimkou všech arcibiskupů a rovněž biskupů londýnského a winchesterského, stejně jako právo nosit původní znak s feudálními atributy. Již vydáním prvního z aktů, rušících biskupská zvláštní práva, ze dne 21. června 1836, byla zrušena platnost biskupského knížecího titulu. Na britských ostrovech existuje však dalších 29 biskupů (25 v Británii a 4 v Irsku), kteří zasedají, či před odtržením Irska zasedali ve sněmovně lordů a jako britští peeři jsou oficiálně rovní hrabatům, i když sami nemají udělený hraběcí titul. Jejich postavení bylo či je prakticky rovné s bývalými knížecími biskupy z Durhamu. Biskup z Durhamu má nárok, stejně jako ostatní britští lordi-biskupové, nárok na titul „V pravdě důstojný“ (The Right Reverend) a oslovení: „Mylorde biskupe“ (My Lord Bishop).

### Knížata-biskupové v Irsku
V Irsku neexistovala žádná knížecí biskupství. V období raného středověku, když bylo Irsko rozděleno až na 150 drobných gaelských království (staroirsky túath), se ale mnoho králů (s titulem rí ruirech) z království Cashel stalo zároveň biskupy nebo opaty. Nešlo o náhodu. Cashel byl centrem šíření křesťanství v Irsku a jeho králi se stávali výlučně králové svazů více království z oblasti Munsteru, kteří pocházeli z různých větví dynastie Éoganachtů, která držela nad Cashelem ochranný patronát.

### Knížata-biskupové ve Francii

#### Duchovní paiři francouzské koruny

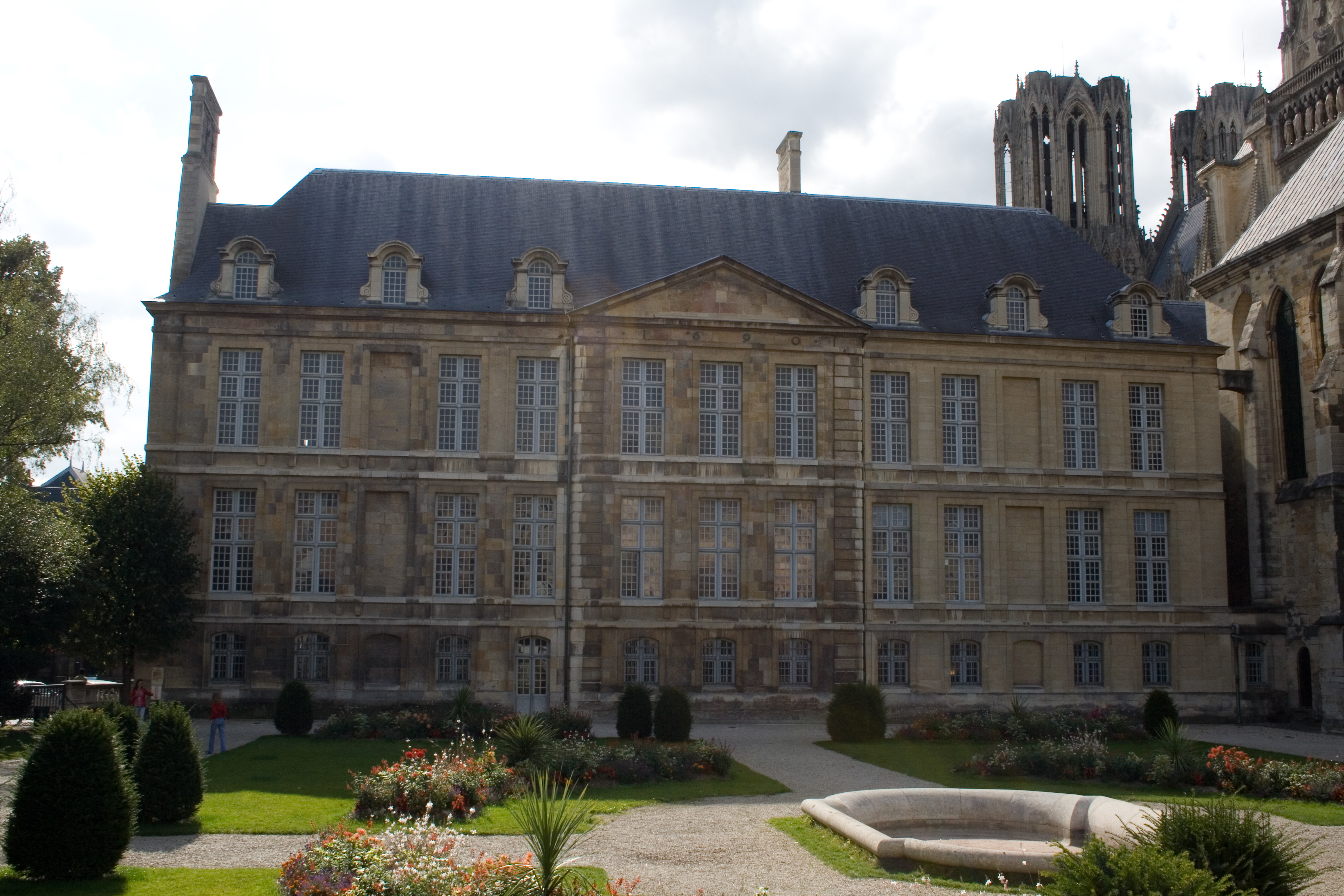
Palác Tau, rezidence arcibiskupa remešského

Někteří z biskupů ve Francii patřili ke starým pairům království. Jejich feudální državy se rozkládaly na severovýchodě země. Není přesně známo, kdy byli zařazeni mezi pairy, snad v průběhu 12. století. Nejstarší seznam pairů pochází z roku 1216. V několika případech je ale známo datum zřízení biskupského vévodství či hrabství.
Vévodští biskupové
- Arcibiskup remešský, se stal v letech 925–945 a definitivně v roce 1023 hrabětem remešským a již před rokem 1216 vévodou remešským – měl právo korunovat francouzské krále
- Biskup v Langres, se ještě před rokem 1216 stal vévodou z Langres – nesl při korunovaci žezlo

Hraběcí biskupové
- Biskup z Beauvais se stal roku 1015, tedy ještě před rokem 1216 také hrabětem z Beauvais – nesl královský plášť
- Biskup z Châlonsu se před rokem 1216 stal hrabětem z Châlonsu – nesl královský prsten
- Biskup z Noyonu se stal před rokem 1216 hrabětem z Noyonu – nesl královský pás

Zvláštní případy
- Vévoda z Laonu se před rokem 1228 stal biskupem z Laonu – pomázaval krále svatým olejem
- Arcibiskup pařížský, se roku 1674 stal držitelem  vévodství Saint-Cloud a roku 1690 francouzským pairem, nebyl však na rozdíl od ostatních duchovním pairem, nýbrž jen držitelem světského vévodství a pairství.

#### Drobnější feudální biskupové
Ve Francii existovali také biskupové s vlastními feudálními dominii, kteří nepatřili k pairům, nikdy nebyli vévody a jen v některých případech hrabaty. Panství těchto biskupů se ve většině případů (s výjimkou Tournai) nacházela v jižní části státu, často na území bývalého Toulouského hrabství. Stejně jako duchovní paiři i těmto biskupům v pozdním středověku a během novověku ubývala jejich vladařská moc v souvislosti s postupnou centralizací francouzské monarchie.

Francie roku 1180, fialově znázorněna duchovní léna

- Biskup z Lodève byl v l. 1225–1790  hrabětem z Lodève
- Biskup z Le Puy byl od roku 915 do r. 1790  hrabětem z Velay, a v l. 915–1345 také  vikomtem z Polignacu a baronem ze Saint Vidal
- Biskup z Limoges byl pánem na  panství (posléze baronii) Donzenac
- Biskup z Cahors byl od roku 1088 pánem stejnojmenného feudálního dominia
- Biskup z Agde byl v l. 1187–1790  vikomtem z Agde
- Biskup z Mende byl v l. 1307–1790  hrabětem z Gévaudanu s rozsáhlou autonomií, vlastními leníky a soudní pravomocí
- Biskup z Clermontu byl ve středověku pánem malého panství kolem sídelního města
- Biskup z Maguelonne (od roku 1536 sídlil v Montpellier), byl v l. 1215–1790 hrabětem z Malgueil, toto hrabství náleželo v l. 1209–1215 papeži
- Biskup z Albi byl pánem  města Albi a malého teritoria okolo, vklíněného mezi Hrabství Albi a stejnojmenné vikomtství
- Biskup z Tournai byl pánem  města Tournai a okolního feudálního teritoria

Francouzští biskupové, kteří nepocházeli z knížecích nebo královských rodin, měli za Starého režimu nárok na oslovení: „Vaše Urozenosti“ (Vôtre Grandeur) a to bez ohledu na to jestli k biskupství patřilo feudální dominium či dokonce právo paira anebo nikoli. Arcibiskupům pak náleželo, opět bez ohledu na status arcibiskupství, oslovení: Vaše Excelence (Vôtre Excellence).

#### Papežské hrabství Venaissin

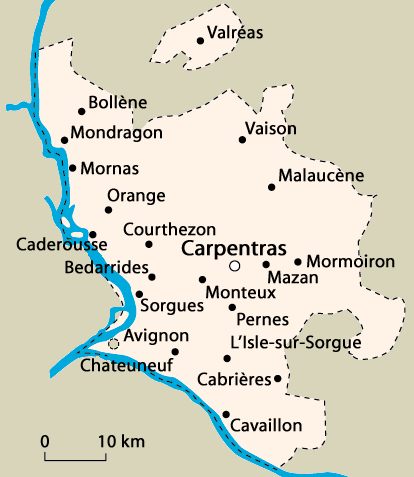
Mapa Venaissinského hrabství po r. 1348

Biskupské knížectví Avignon, stejně jako zdejší diecéze ležely na rozhraní lenních práv římsko-německých panovníků a francouzských králů. V téže oblasti ležel také kraj Venaissin, nejprve léno říšských hrabat z Provence a poté francouzských hrabat z Toulouse. Již roku 1229 však Venaissin zakoupila jako  svrchované hrabství papežská kurie a její neomezená vlastnická i vladařská práva byla ještě potvrzena roku 1274 francouzskou korunou. V roce 1309 započalo tzv. Avignonské zajetí papežů a funkce avignonského biskupa a papeže se spojily v jedněch rukou, takže bezprostřední statky avignonských biskupů připadly venaissinskému hrabství V roce 1348 navíc papežství zakoupilo od hraběnky Jeane z Provence město Avignon s okolními pozemky. Město samo dosud nepatřilo k avignonskému biskupskému knížectví, jak bývalo ostatně ve Svaté říši vcelku běžné. Avignon s okolím přímo sousedil s Venaissinem a tvořil napříště s hrabstvím jeden celek. Papežství si Venaissin udrželo i po návratu papežů do Říma a suverénní hrabství s centrem v Avignonu zaniklo teprve připojením k Francii v roce 1791.

#### Bývalí biskupové Svaté říše římské
V průběhu 14.–17. století se pod moc francouzských králů dostalo množství říšských knížat-biskupů, z nichž některým byl uznán jejich knížecí titul i v rámci Francie. Navíc, protože ve středověké Francii panoval zvyk označovat za knížete (francouzsky Prince) každého držitele suverénního panství, byl tento titul přiznán i některým biskupům, kteří ho v říši patrně nikdy nenosili (šlo zejména o biskupy bývalého Arelatského království, definitivně připojeného k Francii roku 1384). Titul byl vždy vázán na konkrétní knížectví a neobjevoval se ve formě "kníže-biskup". Navíc byl přiznán mnohdy i těm říšským biskupům, jejichž knížectví se ocitlo pod francouzskou mocí jen z části a oni zůstávali říšskými knížaty (Štrasburk). Byli to:
- Biskup z Apt byl  knížetem z Apt a  knížetem z Tourrettes
- Arcibiskup z Besançonu byl od r. 1679 stejnojmenným knížetem – zároveň zůstal říšským knížetem-personalistou
- Biskup z Arrasu byl  knížetem z Denain
- Biskup z Viviers byl od 15. století  knížetem z Donzères a Châteaneauf-du-Rhône a již od 11. století hrabětem z Viviers
- Arcibiskup z Embrunu byl  stejnojmenným knížetem
- Biskup z Grenoblu byl  stejnojmenným knížetem
- Biskup ze Sisteronu byl  knížetem z Lurs
- Biskup z Verdunu byl po roce 1648 knížetem z Verdunu (jako pokračování jeho zaniklého říšského knížecího titulu)
- Biskup z Mondragonu byl stejnojmenným knížetem (po jistou dobu)
- Arcibiskup z Arles byl  knížetem z Mondragonu a  knížetem ze Salonu
- Biskup z Nice byl  stejnojmenným knížetem
- Biskup z Valence si nárokoval titul knížete ze Sayans (spolu s vévodou z Uzès, držba knížectví i titulu byla tedy sporná)
- Arcibiskup z Moûtiers byl  knížetem z Tarentaise v Savojském vévodství mimo území Francie
- Biskup ze Štrasburku byl od roku 1685 stejnojmenným knížetem a snad? i knížetem z Tournonu – zároveň zůstával říšským knížetem[72]
- Arcibiskup z Cambrai byl od r. 1678 vévodou z Cambrai a hrabětem z Cambrésis, i jeho titul říšského knížete byl uznán ve Francii
- Biskup z Met byl po roce 1648 knížetem z Met (jako pokračování jeho zaniklého říšského knížecího titulu)
- Biskupům z Toul zůstal po roce 1648 titul knížat-biskupů a navíc jim byl často, i když ne vždy udělován titul  hrabat z Toul
- Arcibiskup z Vienne byl ve Francii i po roce 1384  hrabětem z Vienne

### Knížata-biskupové v Andoře

Státní znak Andorry s poli s erby bývalých andorrských lenních pánů, v levém horním rohu (opticky) znak biskupů z Urgell, spoluknížat Andorry

Biskupové z Urgellu získali roku 1133 od urgellských hrabat Andorru jako vlastní nezávislou državu. V důsledku sporů o dědictví po svých lenících musel urgellský biskup v r. 1278 podepsat Smlouvu o spoluvládě (francouzsky Paréage), která znamenala rozdělení vladařských pravomocí nad Andorrou mezi biskupa a hraběte z Foix, čímž vznikla funkce spoluknížete. Biskupové zůstali andorrskými spoluknížaty dodnes, ovšem vymřelá hrabata z Foix následovali v této hodnosti jejich dědici: králové Navarry, Francie a dnes francouzští prezidenti. Biskupům, jako suverénům v Andoře náleží, stejně jako francouzským prezidentům, titul Excelence, resp. Excelentísímo Señor.

### Knížata-biskupové v Portugalsku
Biskupové z Coimbry byli v letech 1472–1967 hrabaty z Arganil. Coimberskému biskupovi, Domu Joãovi Galvãovi tento titul spolu s hrabstvím Arganil udělil portugalský král Alfons V. za biskupovu vojenskou pomoc při dobývání marockých přístavů Tanger a Arzila. Hrabaty z Arganil pak byli i další biskupové kteří všichni nesli ojedinělý titul biskup-hrabě (portugalsky bispo-conde). Titul byl zrušen spolu se zrušením šlechtických titulů v Portugalsku.
Poslední král z portugalské dynastie Avízů, Jindřich I., se stal králem v 66 letech po smrti svého prasynovce Sebastiána, za nějž původně vykonával regentskou vládu v království. Když byl roku 1578 korunován, měl tento vysvěcený duchovní již za sebou dlouhou církevní kariéru. Byl arcibiskupem v Braze, poté v Évoře a nakonec v Lisabonu. Od roku 1545 byl kardinálem. Po své intronizaci požádal tento král-kardinál papeže Řehoře XIII. o povolení odložit kardinálský purpur, opustit duchovní stav a oženit se, aby mohl přes svůj pokročilý věk zajistit nástupnictví dynastie. Papež však tuto žádost zamítl a Jindřich tak během své krátké vlády byl zároveň nejvyšší světskou i duchovní autoritou (jako zemský církevní primas) Portugalského království. Když v lednu 1580 zemřel, vypukla v zemi krátká nástupnická válka mezi Antonínem I., nelegitimním potomkem dynastie Avízů a králem Filipem II. Španělským.

### Knížata-biskupové ve Finsku a Švédsku
Podle švédského historika 15. století Erica Olaie († 1486) se měl Kol, biskup z Linköpingu († kolem r. 1196) stát finským vévodou (dux Finlandiae). Olaiovo tvrzení ovšem nedokládá žádný dnes známý dobový pramen, událost známe jen z Olaiova díla Chronica Regni Gothorum. I v případě, že Olai čerpal z hodnověrných zdrojů a Finsko skutečně spadalo pod biskupovu správu, lze o Kolově vévodském titulu pochybovat. Použitý latinský termín Dux, který běžně označoval jak vévodu, tak knížete, kmenového náčelníka, územního správce či vojevůdce, navíc ve Skandinávii sloužil někdy také jako překlad místního titulu jarl.
O sto let později, nyní již bez historických pochybností, získal Finské vévodství Benedikt (švédsky též Bengt, 1254–1291), mladší bratr krále Valdemara I. V roce 1284 byl jmenován vévodou (Dux) ve Finsku, tehdy nazývaném Österlandia. O dva roky později Benedikt rovněž nastoupil jako biskup ve švédském Linköpingu. Souběžné držení vévodské hodnosti a biskupského úřadu bylo ovšem spíše náhodou, protože Finsko bylo Benediktovi jako léno uděleno na základě jeho příslušnosti ke královské rodině, jak o tom svědčí i takto opakované udílení země v pozdějších staletích, kdy ale oblénění švédští princové už nedrželi zároveň úřad biskupa.

Znak linköpinského biskupství
Znak Finského vévodství (od r. 1581 velkoknížectví)
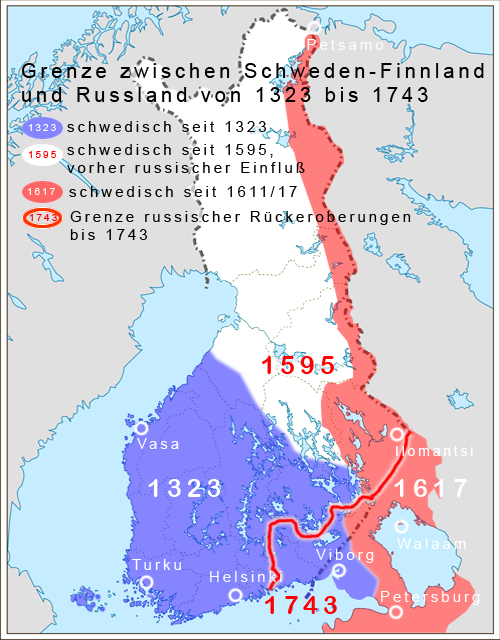
Rozsah švédské provincie Finsko ve středověku (modře)

Mapa území livonské větve řádu německých rytířů v dnešním Lotyšsku a Estonsku (tzv. Terra Mariana) s vyznačenými teritorii biskupských knížectví.

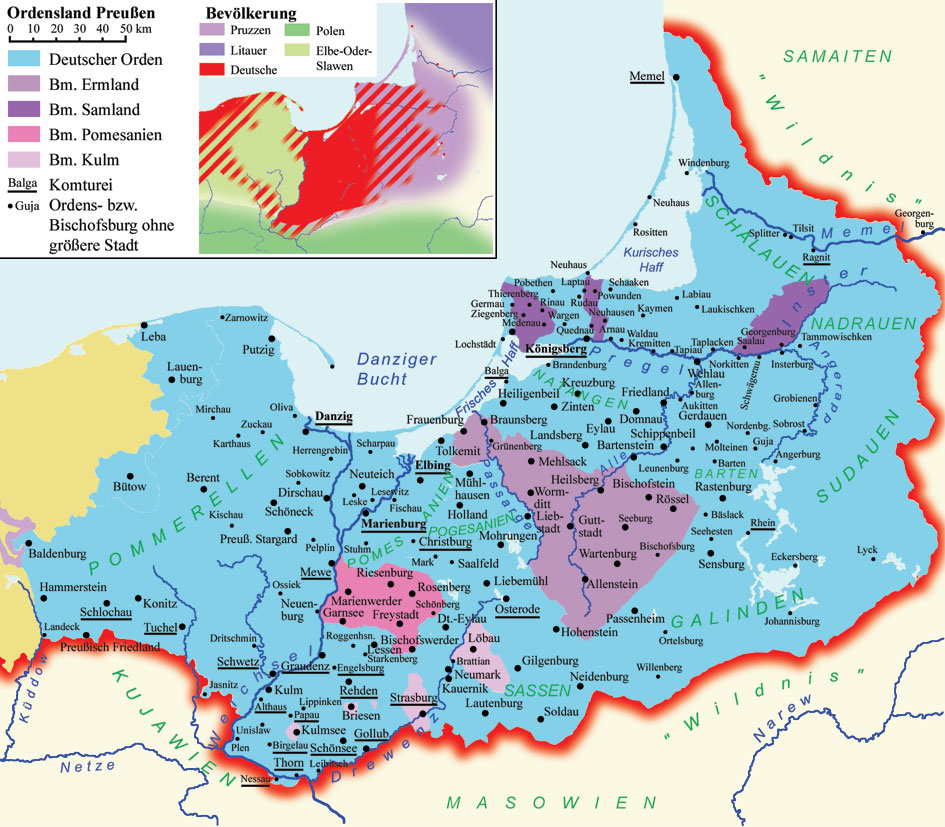
Mapa Pruska v době řádového státu s Varmijským knížectvím a ostatními světskými državami pruských biskupů

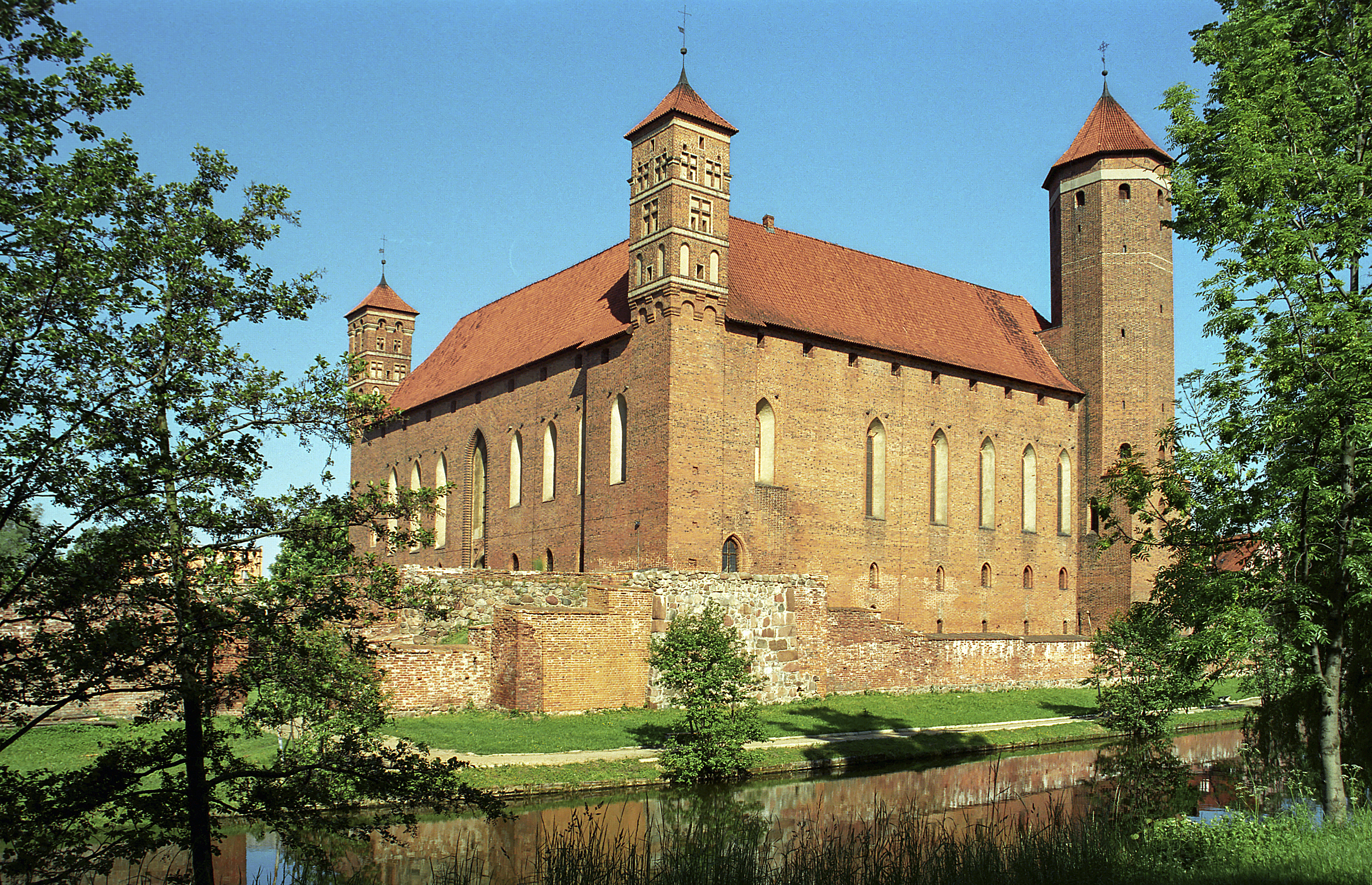
Mohutný hrad v Lidzbarku, sídlo knížat-biskupů z Varmie

### Knížata-biskupové ve východním Pobaltí
V oblasti teritoria Řádu německých rytířů vzniklo v pozdním středověku postupně pět knížecích biskupství. Papežská bula z roku 1243 měla zajišťovat, že jedna třetina každé nově založené diecéze měla patřit k biskupským statkům. V praxi se to ale nepodařilo plně dodržet a navíc šlo opatření týkající se Prus, nikoli Livonska a Estonska, kde bývaly biskupské statky větší. V rámci řádového státu měli biskupové rozsáhlou autonomii na vlastních knížectvích, zejména v oblasti soudní a daňové. Všichni biskupové obdrželi svou knížecí hodnost od římsko-německých panovníků, příslušnost řádových území k říši je ovšem historicky sporná, i když knížata-biskupové z oblasti dnešního Lotyšska a Estonska (tedy všichni s výjimkou biskupa varmijského) v 16. století prokazatelně zasedala na říšském sněmu. Nejdéle se udrželo Varmijské biskupství, které Řád přežilo a pod suzerenitou polského krále vydrželo až do prvního dělení Polska roku 1772, kdy bylo spolu se Západními Prusy připojeno k Prusku. Pruský stát jistá autonomní práva Varmie a jejích biskupských pánů i biskupský titul knížete uznával do roku 1837.
- Knížecí biskupství/arcibiskupství Riga (1225-1555)[77] – roku 1255 povýšeno na arcibiskupství
- Knížecí biskupství Tartu (německy Dorpat) (1225–1558)[78]
- Knížecí biskupství Saaremaa-Läänemaa (německy Ösel-Wiek) (1228–1560)
- Knížecí biskupství Varmie (německy Ermland) (1356–1772/1837) – teritoriální stát od r. 1251[79]
- Knížecí biskupství kuronské (německy Kurland) (1520–1558)[80] – teritoriální stát od r. 1245

V řádovém státě ležela ještě biskupství  Chełmno (Kulm) se sídlem v Chełmźi,  Sambie (Samland) se sídlem v Královci, a  Pomezánie (Pomesanien) se sídlem v Kwidzynu, která požívala podobnou autonomii na vlastních biskupských statcích a jsou někdy uváděna jako Hochstift, nebyla ale okněžněna. Naproti tomu biskupství v Tallinnu (německy Reval), které bylo založeno roku 1219 v Dánskem ovládaném Estonském vévodství nevlastnilo žádný (polo)nezávislý státeček ani jiné statky, žilo výhradně z poplatků a církevních dávek (např. desátku). Součástí řádového státu se stalo až roku 1346, nezískalo ovšem suverénní práva ostatních biskupů a také v církevních záležitostech podléhalo do roku 1374 arcibiskupům v tehdy dánském Lundu, zatímco všechna ostatní pobaltská biskupství podléhala arcibiskupům v Rize. Teprve v druhé polovině 15. století získal talinnský biskup nějaké malé majetky a hrad Porkuni, status těchto majetků ale odpovídal běžnému vrchnostenskému panství bez jakékoli autonomie. Přesto však zdejší biskup, v oné době již také rižský sufragán, získal v roce 1521 hodnost titulárního knížete Svaté říše římské, kterou si podržel do zániku biskupství v roce 1560. V Západních Prusích se rozkládala také část diecéze biskupa z Pomoří (Pommerellen) se sídlem v polském Włocławku mimo řádový stát. S tímto biskupstvím však nebyl spojen ani knížecí titul ani feudální teritorium. Jiná pobaltská biskupství nebyla nikdy okněžněna ani spojena s feudálními právy. Šlo o krátce existující (1217–1251) Sélsko-zemgalské biskupství a o Livonské biskupství, zřízené polskou Korunou r. 1585 s centrem v Cēsisu (německy Wenden, polsky Kieś) přestěhované roku 1621 do Daugavpilsu (něm. Dünaburg, pol. Dyneburg) než bylo roku 1798 zrušeno.

### Knížata-biskupové v Uhrách a Maďarsku
Od roku 1714 jsou ostřihomští arcibiskupové titulárními říšskými knížaty s titulem "kníže-primas" (maďarsky hercegprímás, myšleno uherský církevní primas). Protože Maďarsko po první světové válce formálně zůstalo monarchií, udržel si knížecí titul ostřihomských arcibiskupů formální platnost po celou dobu regentství Miklóse Horthyho i během krátké vlády proněmeckého hnutí Šípových křížů v letech 1944–1945 a zanikl až s oficiálním koncem monarchie roku 1946.

### Knížata-biskupové v Polsku a na Litvě
V Polsku patřili někteří arcibiskupové a biskupové ke knížatům a vládcům polských vévodství (knížectví). S výjimkou biskupa varmijského získali všichni svou knížecí hodnost z rukou polského panovníka či panovníka některého z dílčích polských vévodství. Tituly i vláda biskupů obvykle zanikly po některém z dělení Polska. Šlo o následující biskupy:
- Arcibiskup hnězdenský byl v letech 1137 (1. zmínka) až 1795 vévodou łowiczským
- Biskup krakovský byl v letech 1443 až 1791  vévodou seveřským
- Biskup płocký byl v letech 1339 až 1795 vévodou pułtuskským
- Biskup vilniuský byl polským knížetem a polosuverénním pánem taurožským
- k polským knížecím biskupům patřili po jistý čas i biskupové varmijský a vratislavský (viz výše)

Dne 24. prosince 1764 byl do osobního polského knížecího stavu povýšen Michał Poniatowski, arcibiskup hnězdenský a biskup płocký. Pro jeho povýšení ovšem nebyl rozhodující výkon vrcholných duchovních úřadů, nýbrž bratrský vztah ke králi Stanislavovi Augustovi. Téhož dne povýšil král ostatně i zbylé dva bratry, Andrzeje a Kazimierze, kteří, jako světské osoby, získali knížecí hodnost dědičně.
Po třetím dělení Polska r. 1795 a znovu po obsazení Krakovské republiky roku 1846 se krakovští biskupové stali rakouskými poddanými. V roce 1889 jim František Josef I. potvrdil titul kníže-biskup a vévoda/kníže seveřský. Zároveň s tím byl tehdejší krakovský biskup, Albín, rytíř Dunajewski, přijat jako první krakovský biskup za dědičného člena rakouské panské sněmovny a to ihned do jejího probíhajícího 10. zasedání. Titul byl v rámci Rakouska-Uherska platný do roku 1918, v rámci katolické církve pak až do roku 1951. V roce 1925 byl navíc krakovský biskup povýšen na arcibiskupa.

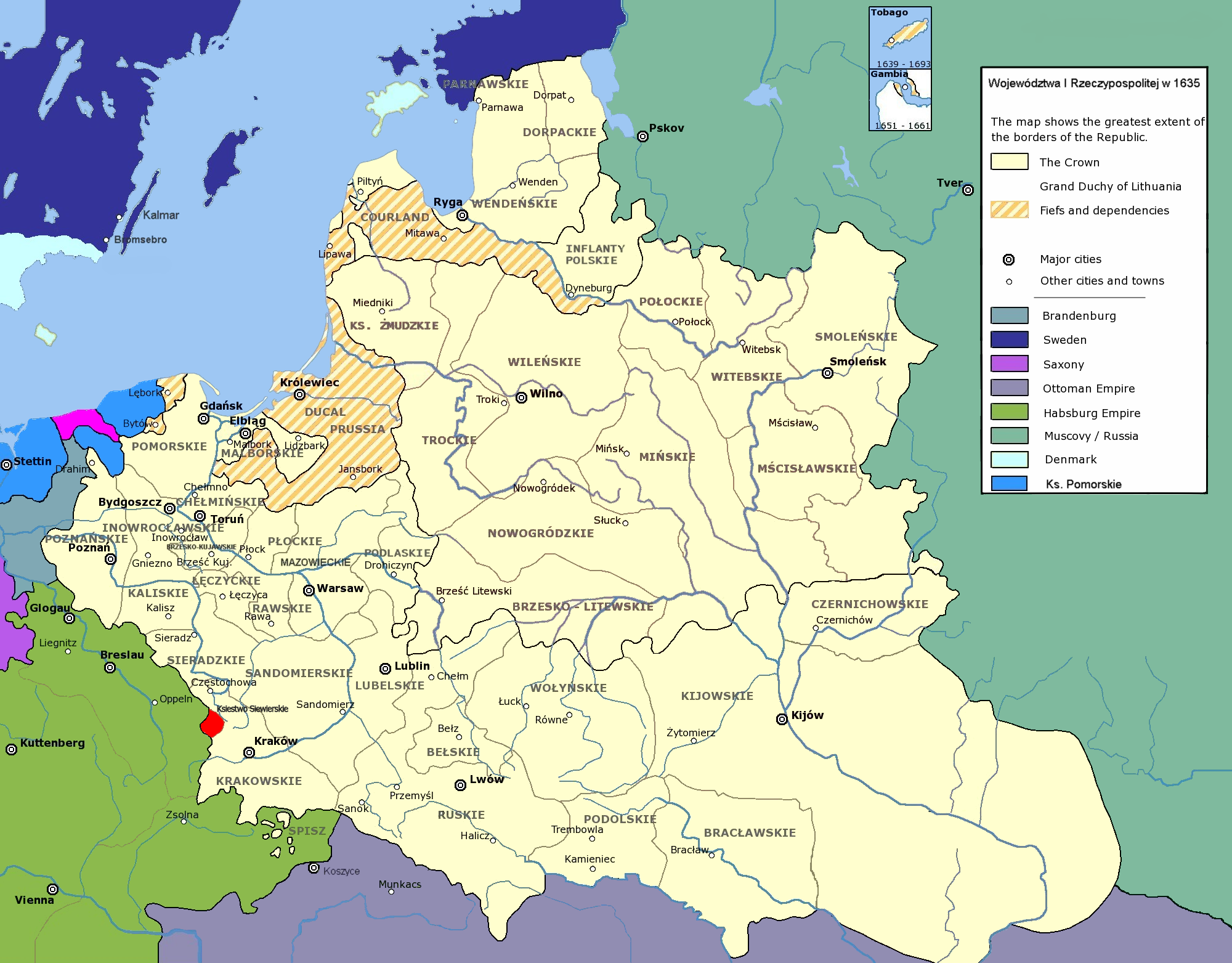
Seveřské knížectví (červeně) v rámci Polsko-litevské unie. Spolu s Varmijským knížectvím nebylo součástí žádného z administrativních vojvodství.
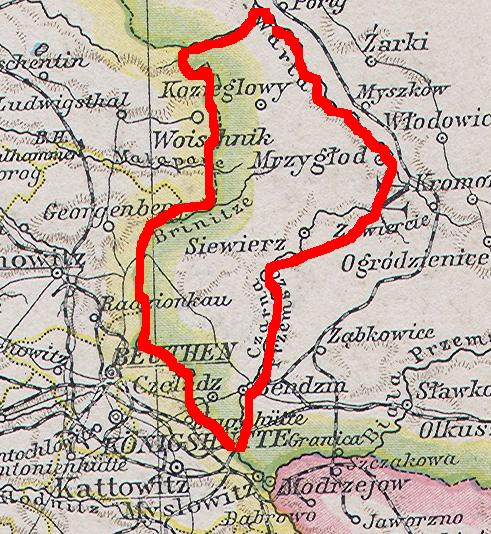
Hranice Seveřska
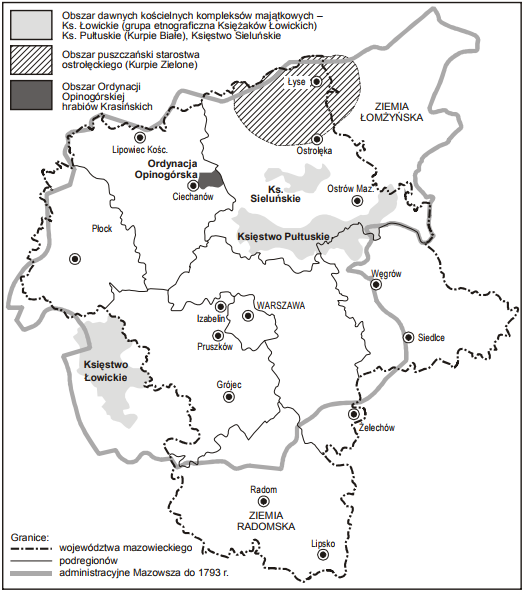
Mapa biskupských knížectví Łowiczkého a Pułtuskského a proboštského Knížectví sieluńského
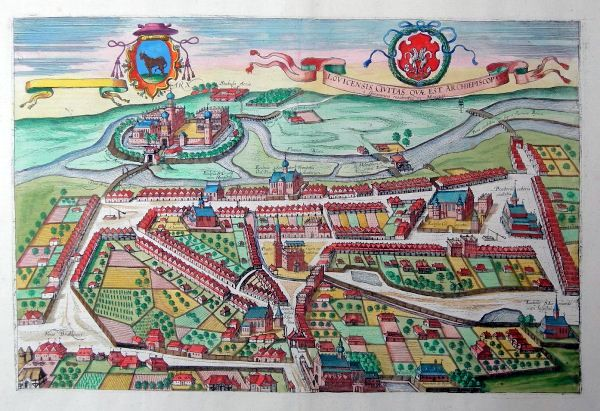
Łowicz s arcibiskupským zámkem v roce 1617 na rytině z dílny Georga Brauna a Franze Hogenberga
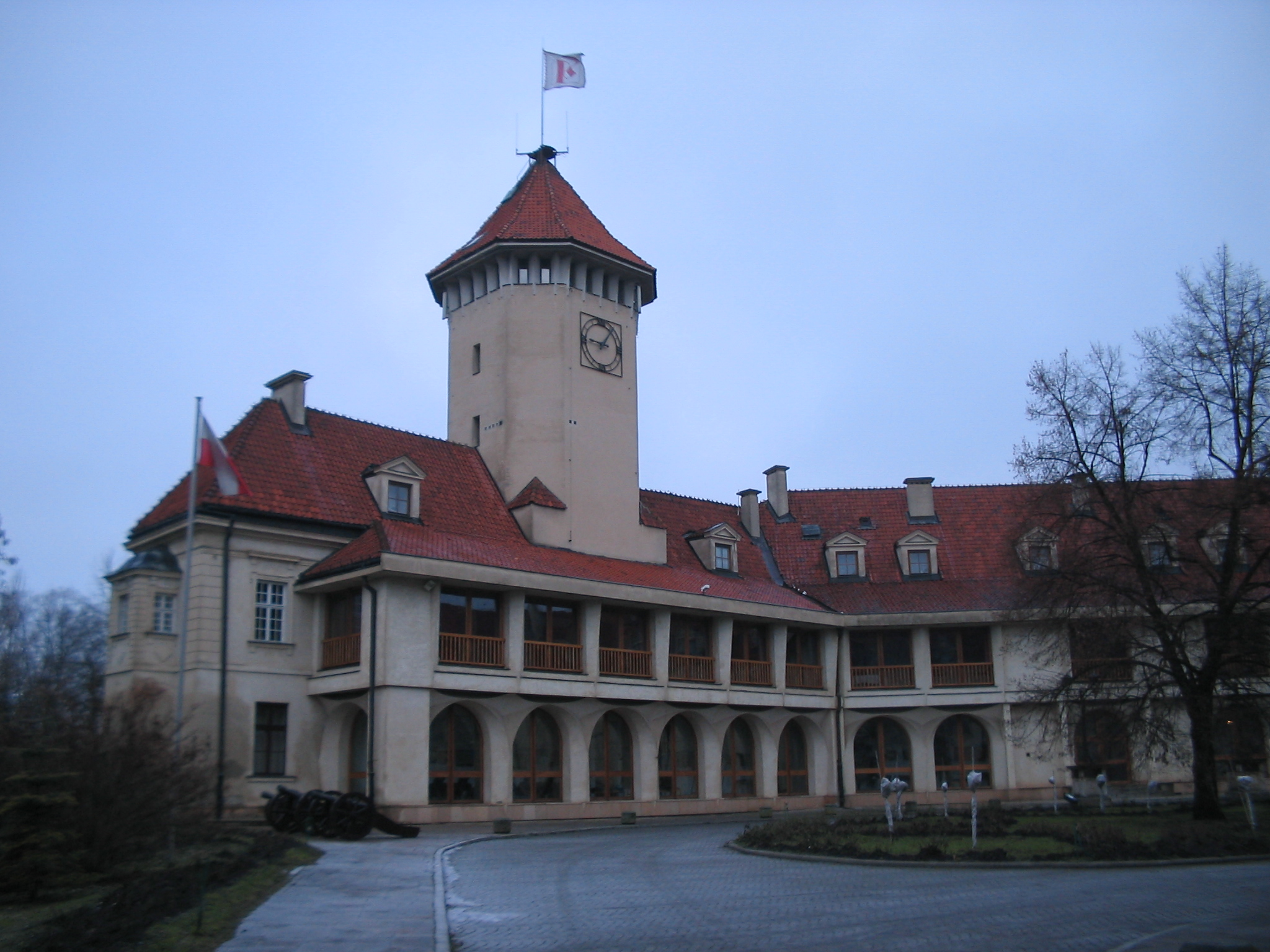
Biskupský zámek v Pułtusku
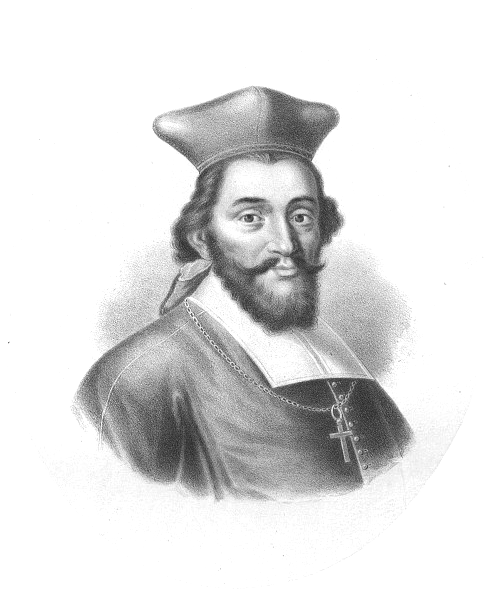
Jan Laský, hnězdenský arcibiskup, polský primas a łowiczský kníže

### Knížata-biskupové vSeverní Makedonii
Arcibiskupství ochridské zůstalo i po ovládnutí první bulharské říše Byzantskou říší (po roce 1018) a po celou dobu trvání druhého bulharského státu autonomním arcibiskupstvím, ve kterém pravoslavný arcibiskup disponoval také světskou mocí. Pod nadvládou Osmanské říše mu byla podřízena také velká část pravoslavných křesťanů v Srbsku, a to až do roku 1767, kdy bylo arcibiskupství v Ochridu se souhlasem konstantinopolského patriarchy zrušeno. Zvláštní práva arcibiskupství byla stanovena v listině císaře Basilea II. z roku 1018, kdy ochridští arcibiskupové získali světská vladařská práva na úrovni eparchie, správního obvodu Byzantské říše. 

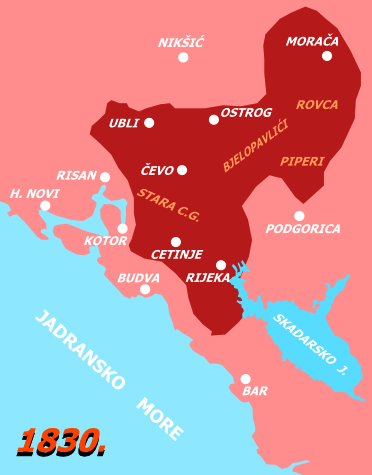
Knížecí biskupství Černá Hora r. 1830

 Arcibiskupství zůstalo nezávislé na byzantské církevní organizaci a po Velkém schizmatu mu bylo roku 1078 potvrzeno autokefální postavení (tedy nezávislost na konstantinopolském patriarchátu). Světské arcibiskupské panství spadalo v l. 1215–1259 pod Epirský despotát, v l. 1259–1343 pod Nikájské císařství a v l. 1343–1400 pod Srbské carství, než roku 1400 padlo pod vládu Osmanů. Vždy si však udrželo své autonomní postavení ve světských i duchovních otázkách.

### Knížata-biskupové v Černé Hoře
V roce 1516 přijal osmanský sultán Selim I. vazalský slib cetinjského pravoslavného biskupa a metropolity Vavily a umožnil mu loutkovou vládu nad tureckým vilájetem Cetinje. Biskup od toho roku užíval titul vojvoda nebo velkovojvoda Srbů. V roce 1696 navíc vzniklo spojením vilájetu Cetinje se sandžakem Zeta pravoslavné knížecí biskupství Černá Hora, pod vládou biskupů převážně z rodu Petrovićů-Njegošů. Odlehlá poloha zabránila Osmanům knížectví obsadit, ovšem jediné a nejisté spojení horské země s mořem zajišťoval přístav Kotor, za napoleonských válek od Černé Hory odtržený. Plný titul prvního černohorského knížete-biskupa, Danily I., zněl: "Danilo I., metropolita cetinjský, Njegoš, kníže Srbské země". Od roku 1715 byla knížata podporována pravoslavným Ruskem a v roce 1789 uznala Vysoká Porta knížectví za zcela nezávislý stát a rezignovala na svá svrchovaná práva. Z Černohorského knížecího biskupství pak vzniklo roku 1852 sekulární knížectví Černá Hora, když se poslední vládnoucí biskup Danilo II. vzdal duchovního úřadu a přijal v Moskvě z rukou ruského cara Mikuláše I. světský knížecí titul.

### Knížata-biskupové v Řecku
V dobách Latinského císařství držel katolický biskup z Patrasu sedm baronií v Achajském knížectví a byl přímým knížecím leníkem.

### Knížata-biskupové vLevantě
Latinský jeruzalémský patriarcha, obvykle sídlící v Bejrútu má udělený titul papežského markýze (Marchio Romanus).

## Knížata-preláti
Vedle knížat-biskupů existovali ve Svaté říši římské také knížata-preláti. Šlo většinou o opaty, řádové velmistry, abatyše a další představené významných duchovních institucí. Knížecího titulu se nedostalo ani zdaleka všem z nich.

### Knížecí preláti s říšským stavovstvím

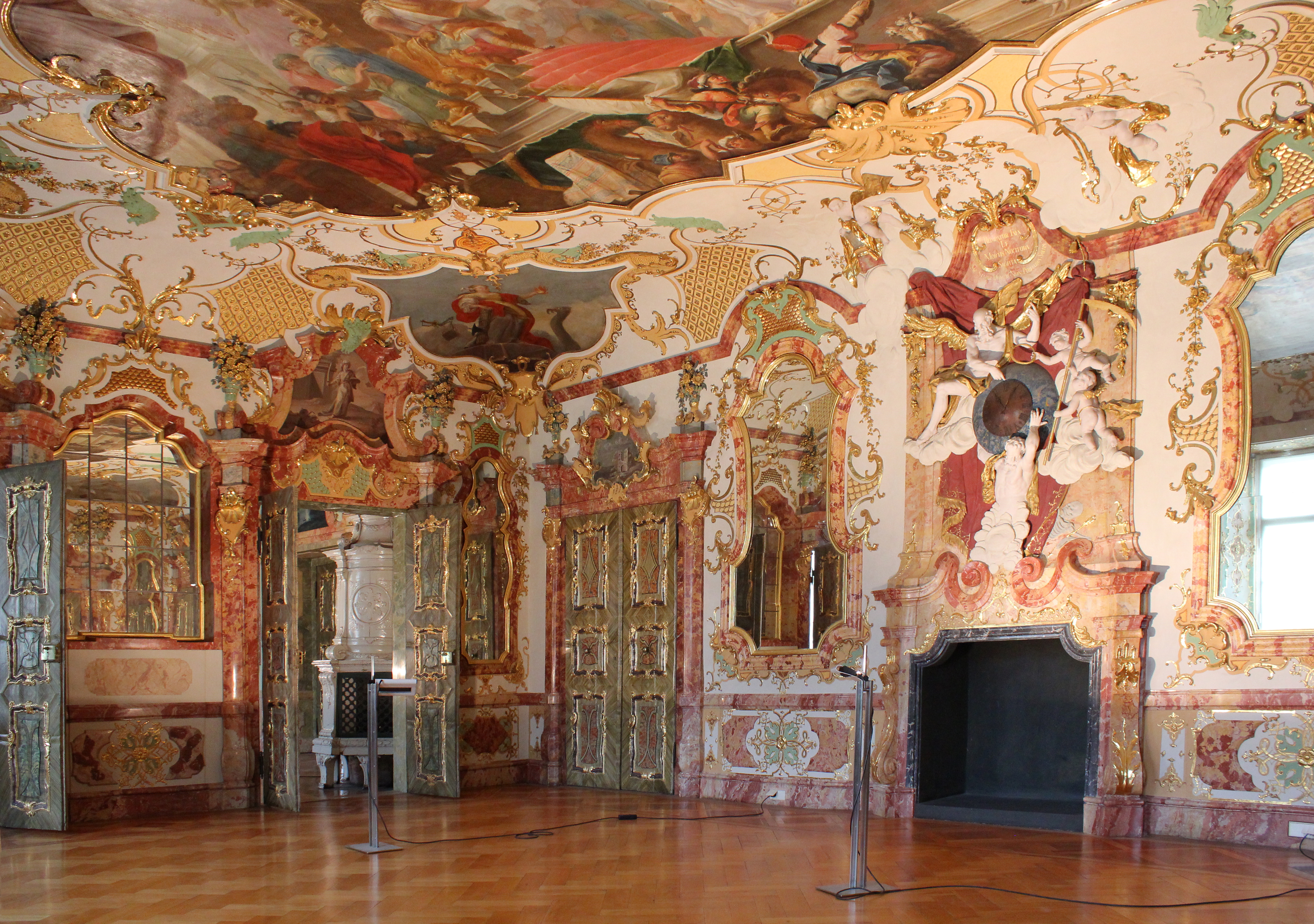
Audienční sál knížecí opatské rezidence v Kemptenu

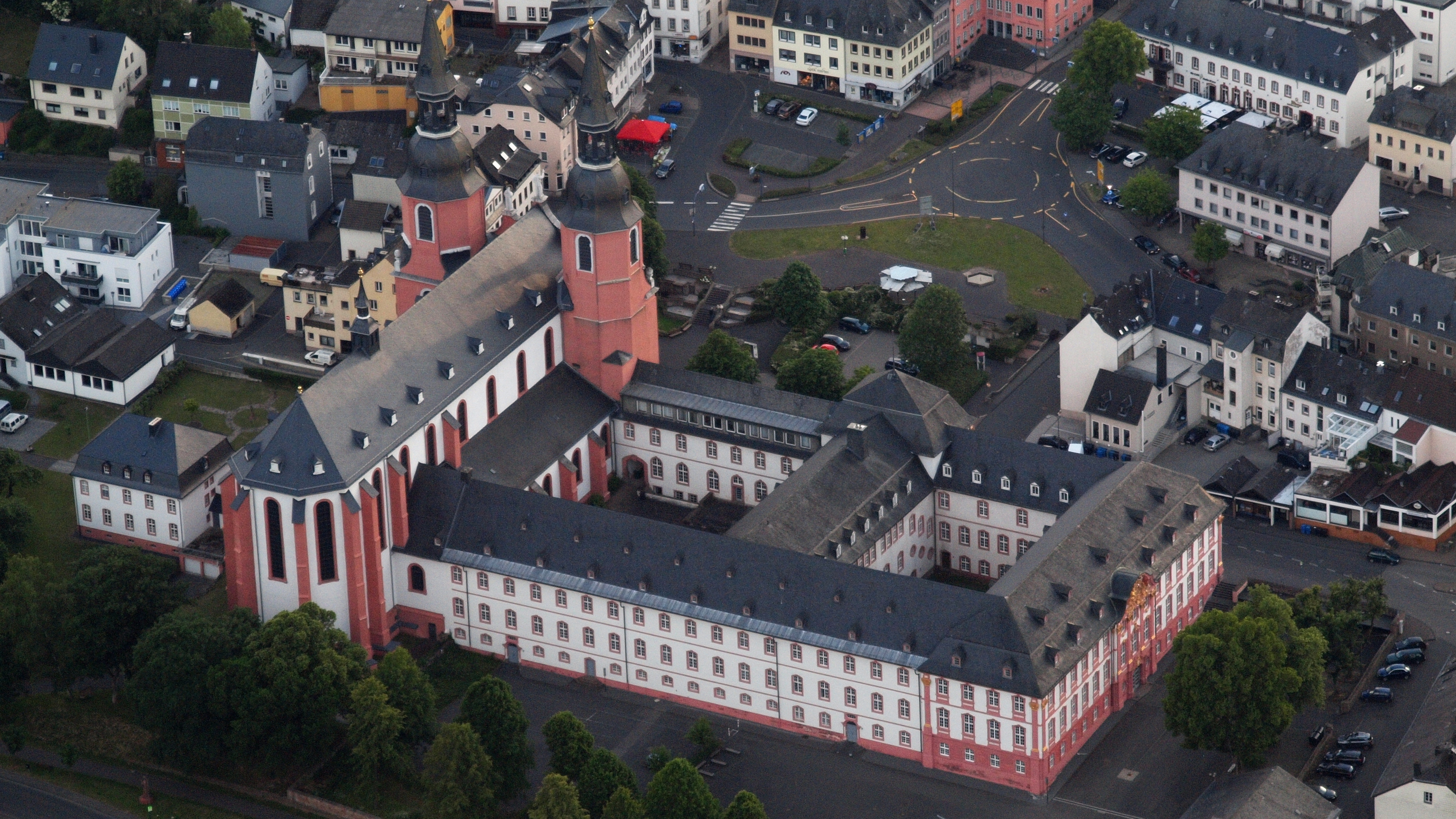
Bývalé knížecí opatství v Prümu, uchovávající Kristovy sandály, významnou křesťanskou relikvii.

- Kvalita prelátských knížecích titulů byla různá, ti vůbec nejvýznamnější zasedali spolu s knížecími biskupy na lavici duchovních knížat v knížecí radě říšského sněmu. Byli to:
  -  Vysoký mistr a německý mistr (od r. 1527 titul v jedněch rukou) řádu německých rytířů (knížecí titul 1494 (pro německého mistra)[90] v radě říšských knížat v letech 1529–1806,[61] suverénem do roku 1809, titul do r. 1918)
  -  Opat benediktinského kláštera ve Fuldě (kníže r. 1170, územní knížectví r. 1220, v radě říšských knížat 16. století-1752) – klášter povýšen na biskupství
  -  Opat benediktinského kláštera v Kemptenu (kníže r. 1220, územní knížectví 1524, v radě říšských knížat 1548-1803)
  -  Probošt kolegiátní kapituly v Ellwangenu (kníže r. 1213 (pro opata původního benediktinského kláštera), 1460 kolegiátní kapitula a kníže-probošt, v radě říšských knížat 1521–1802)
  -  Německý velkopřevor řádu Johanitů/Maltézských rytířů (kníže a rada knížat 1548–1805/1807)
  -  Probošt augustiniánské kanonie v Berchtesgaden (kníže r. 1380, rada říšských knížat 1559–1802)
  -  Probošt kolegiátní kapituly ve Wissembourgu (kníže od 13. století, rada říšských knížat 1546–1797) – od r. 1546 trvale spojeno s úřadem biskupa ze Špýru, 1680 území klášterních pozemků pozemků padlo pod svrchovanost Francie
  -  Opat benediktinského kláštera v Prümu (kníže r. 1222, rada říšských knížat 1576–1797) – od roku 1576 úřad opata spojen trvale s úřadem arcibiskupa v Trevíru
  -  Opat spojených benediktinských opatství ve Stavelotu a Malmédách (kníže a rada knížat 1576–1797)
  -  Opat benediktinského kláštera v Korbeji (kníže r. 1220, v radě říšských knížat nejpozději od r. 1582 do r. 1783) – klášter povýšen na biskupství[91]
  -  Opat benediktinského kláštera v Murbachu (kníže a rada knížat 1548–1764/1789) – svrchovanost připadla Francii roku 1680, v roce 1764 sekularizován v rytířskou akademii, knížecí titul jejího převora zanikl dobytím akademie vesnickou lůzou roku 1789
  -  Opat benediktinského kláštera v Hersfeldu (kníže nejpozději od 14. století, v radě knížat od 16. století, roku 1606 sekularizován, od r. 1617, resp. 1648 světské knížectví v rámci Hesenska).

- Mnoho dalších okněžněných prelátů vládlo nad malými říšskými bezprostředními teritorii, bylo zastoupeno na říšském sněmu, ovšem nikoli na lavici duchovních knížat, ale jen v řadách prelátů z prelátských kolegií, kde většina bezprostředních říšských prelátů okněžněna vůbec nebyla. Knížecí titul těchto prelátů tak byl paralelou k těm světským knížatům, která obdobně zasedala jen v hraběcích kolegiích a většinou nevládla nad říšským knížectvím, ale jen nad hrabstvím či panstvím (například Colloredo-Mannsfeldové či knížata de Ligne). Na rozdíl od světských hraběcích kolegií neznala duchovní kolegia institut personalisty. Všechny kláštery, koleje a kanonie měly formálně říšskou bezprostřednost, ne vždy však držely bezprostřední pozemky. Jejich říšská bezprostřednost se tak někdy vztahovala jen na budovy samotného kláštera a nejbližší příslušenství. Mezi knížecí preláty zastoupené jen kuriátním hlasem v některém prelátském kolegiu patřili např. abatyše z Quedlinburgu, abatyše z Gandersheimu, abatyše z Herfordu, opat z Ochsenhausenu, opat ze St. Blasien nebo opat od sv. Jimrama v Řezně.

### Knížecí preláti bez říšského stavovství
- Dále existovaly v říši také kláštery s bezprostředními statky, jejichž představení nezasedali ani mezi říšskými ani mezi krajskými stavy a přesto byli počítáni k říšským knížatům. Mezi ty, kteří se udrželi až do závěrečného období říše (do sekularizací roku 1802), patřila abatyše kláštera v Eltenu nebo abatyše kláštera v Lindau.

- Jiná opatství pozbyla v průběhu času své suverenity i stavovství, ale jejich představeným se podařilo udržet si knížecí titul. Mezi nimi byl také cisterciácký klášter ve Waldsassenu západně od Chebu, s nímž bylo již od roku 1147 spojeno pozemkové teritorium i knížecí titul jeho opata, a který se roku 1431 připomíná mezi říšskými stavy. V roce 1543 klášter připadl k Horní Falci, posléze k Bavorsku a v letech 1556–1661 byl dokonce přechodně sekularizován, aniž by jeho opati o svůj knížecí titul přišli (zanikl až sekularizací v roce 1803).[92] Stejně tak byla již od roku 1307 abatyše ústavu šlechtičen (Damenstift) v Säckingenu, v rakouském Breisgau, říšskou kněžnou, ale již roku 1388 se klášter musel trvale podrobit Habsburkům. Knížecí titul abatyše zanikl až při sekularizaci a v důsledku obsazení Breisgavska Bádenskem na jaře r. 1806.[93]

- Někteří knížecí preláti však nikdy nepožívali ani říšské stavovství ani říšskou bezprostřednost. Pouze získali říšský knížecí titul. Mezi ně patřila např. od roku 1772 abatyše Savojského ústavu šlechtičen ve Vídni, naproti tomu mistr livonské větve Řádu německých rytířů, Wolter von Plettenberg, kterého Karel V. roku 1525 povýšil na říšského knížete, byl sice suverénem, nikoli ale na území říše, nýbrž ve východním Pobaltí.

### Říšská knížata-preláti v Itálii a Francii

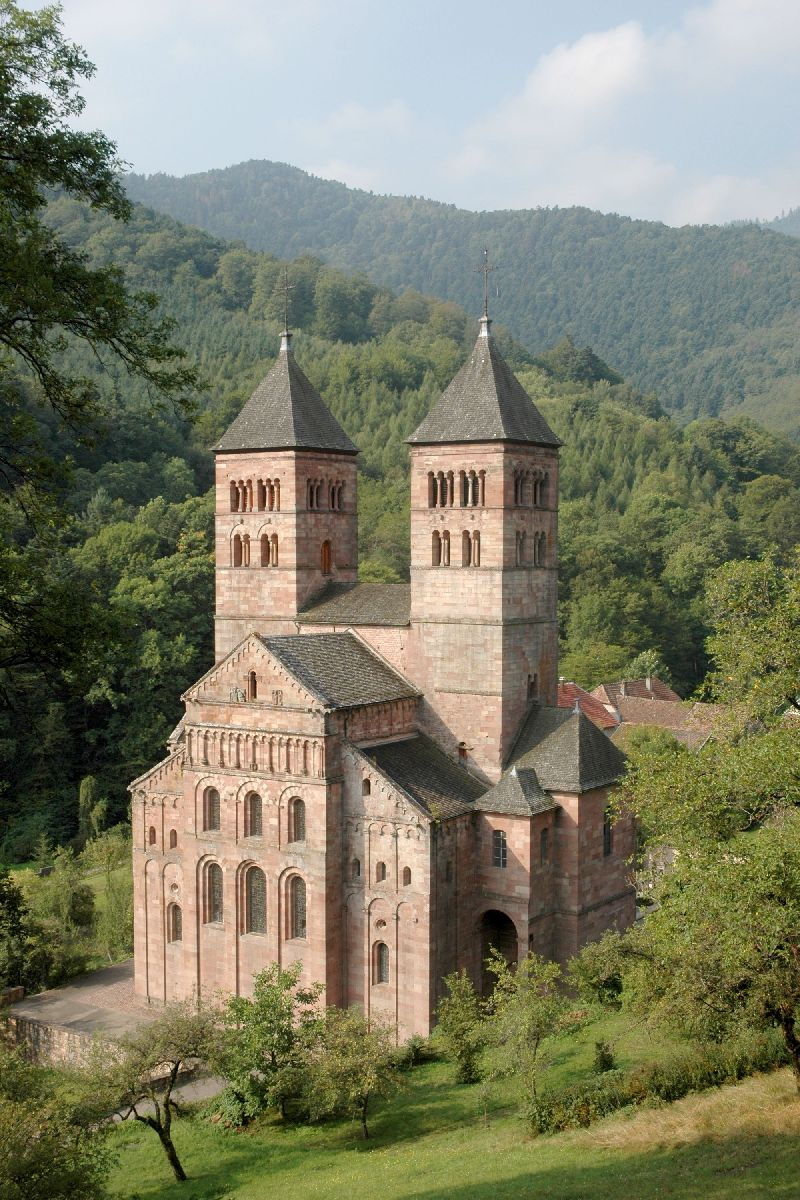
Kostel svatého Legera, bývalý klášterní kostel v alsaském Murbachu

- Okněžněná opatství se vyskytovala také v italské části Svaté říše. Povýšení benediktinského opatství Lérins na opatství okněžněné roku 1079 dokonce po druhé světové válce poskytlo jedno z právních zdůvodnění k vyhlášení mezinárodně neuznávaného mikrostátu – Knížectví Seborga.
- Ve Francii byl knížecí titul oficiálně uznán opatům a abatyším čtyř, dříve říšských klášterů. Byly to:
  -  Murbach (viz výše)
  -  Andlau (kníže-opat od 2. pol. 14. stol. do r. 1792, bezprostřední do r. 1680, pak součást Francie, 1792 sekularizace)
  -  Remiremont (kněžna-abatyše v l. 1347–1792, 1566 ztráta bezprostřednosti, 1766 součást Francie, 1792 sekularizace)
  -  Lure (kníže-opat 1218–1790, 1392 ztráta bezprostřednosti, 1556 spojeno s Murbachem, 1679 součást Francie 1790 sekularizace)[72]

- Dnes je jediným oficiálně uznávaným knížecím prelátem kníže-velmistr Suverénního řádu Maltézských rytířů. Tito velmistři jsou od 20. března 1607 knížaty Svaté říše římské díky privilegiu Rudolfa II. (s právem na oslovení "Vysokorodý" – něm. Hochgeboren, lat. Illustrissimus) a obnovením privilegia za Ferdinanda II. 16. července 1620 byli velmistři jako titulární knížata Svaté říše římské potvrzeni, přičemž jim bylo nově uděleno právo na oslovení "Výsosti" Mocí privilegia papeže Urbana VIII. z roku 1630 se stali také čestnými kardinály s právem na oslovení "Eminence".[94] Česky bývají jako hlavy subjektu mezinárodního práva (tedy jako faktičtí státní představitelé, ovšem bez teritoriálního státu) oslovováni "Vaše Výsosti a Eminence", italsky pak spojenou formou "Vostra Altezza eminentissima". Velmistři Suverénního řádu Maltézských rytířů, na rozdíl od německých řádových velkopřevorů, vždy patřili jen k čestným říšským knížatům, protože jejich suverénní država – ostrov Malta – ležel mimo říšské území. Dne 27. října 1880 jim však jejich titul i s oslovením byl potvrzen také v Rakousku-Uhersku a o dva dny později byl velmistrům ještě udělen přímo rakouský knížecí titul.[94]

### Říšská knížata-preláti s osobním knížecím titulem
- Mezi říšské okněžněné preláty ad personam patřili Franz Egon a Wilhelm Egon z Fürstenbergu (jako opati říšských klášterů), ale i preláti neříšských duchovních institucí s říšským osobním knížecím titulem, jako byl Virgilius von Firminian, v době povýšení na knížete probošt salcburské katedrální kapituly. Ti všichni byli po jistou dobu také knížaty-biskupy (viz výše)
- Velmistr Německých rytířů Johann Caspar z Ampringenu byl říšským knížetem ad personam od 4. listopadu 1684. (viz níže)
- Neříšským, ale pruským knížetem ad personam byl i vratislavský prelát a olomoucký kanovník (a pozdější vratislavský biskup) Filip Gotthard Schaffgotsch (viz výše)
- 8. června 1757 získala osobní říšský knížecí titul Louisa Benigna de Bauffremont-Courtenay, konventní dáma (kanovnice) dámského konventu v Remiremontu. Zároveň s ní získali knížecí titul také její otec a oba strýcové. Louisa Benigna ale v roce 1762 konvent opustila a provdala se vlastního strýce: knížete Josepha.

### Knížata-preláti v Polsku
- Probošt katedrální kapituly v Płocku byl od r. 1598 do r. 1790 vévodou (knížetem) sieluńským, nebyl ovšem knížetem Svaté říše římské, ale Polského království. Na rozdíl od ostatních duchovních i světských polských knížat, neměl nárok na křeslo a hlas v senátu polsko-litevského sejmu. Svůj titul si udržel i po zániku svého knížectví a nosil ho do roku 1817.
- Velmistr Řádu německých rytířů byl v letech 1466-1525 lenním polským knížetem. Stal se jím po podpisu druhého toruňského míru, kdy musel řádový stát uznat svrchovanost polského krále Kazimíra IV. Zajímavostí je, že velmistři (vysocí mistři) v té době ještě nebyli oficiálně říšskými knížaty, neboť privilegium z roku 1226 jim zřejmě knížecí hodnost nepřiznávalo,[95] jak někdy literatura tvrdí.[96] Občasné titulování velmistrů ze strany císařů jako knížat proto bylo zřejmě omylem.[4]

### České země
Preláti v Českých zemích byli knížaty původu říšského, českého a rakouského. I ti z prelátů, kteří byli knížaty z vůle císařů Svaté říše římské, však nesli svůj titul jen jako vyznamenání, bez svrchovaného říšského léna a bez práva zasedat a hlasovat na říšském sněmu.

#### Abatyše Sv. Jiří
K českým knížatům-prelátům patřila především kněžna-abatyše kláštera sv. Jiří na Pražském hradě, k jejímž mimořádným právům patřilo privilegium korunovat české královny. Podle tradice, rozšířené Janem Floriánem Hammerschmidtem, obdržela svatojiřská abatyše knížecí titul, říšský i český, od krále Karla IV. roku 1348. Poprvé o abatyších jako o kněžnách psal pravděpodobně Aeneas Silvius Piccolomini v polovině 15. století, v říšských klášterech v Německu je titul doložen daleko dříve v Quedlinburgu, Essenu nebo Gandersheimu od konce 16. století se jejich knížecí titul užíval již nepřetržitě. V současnosti (2018) jsou insignie duchovní a světské moci abatyší – berla a knížecí koruna, uchovávány v expozici Příběh pražského hradu ve Starém královském paláci. Knížecí koruna ze zlaceného stříbra a do ní vložená čepice z purpurového sametu, byla zhotovena roku 1553 podle staršího vzoru pro abatyši Ludmilu Blíživskou z Blíživé, je spolu s knížecím kloboukem rájeckých Salmů jednou z pouhých dvou prokazatelně knížecích čepic dochovaných v ČR. V roce 1782 Josef II. klášter zrušil a práva abatyše včetně oprávnění korunovat české královny a práva nosit knížecí čapku svatojiřských abatyší, přešla na abatyše Tereziánského ústavu šlechtičen.

#### Vyšehradský probošt

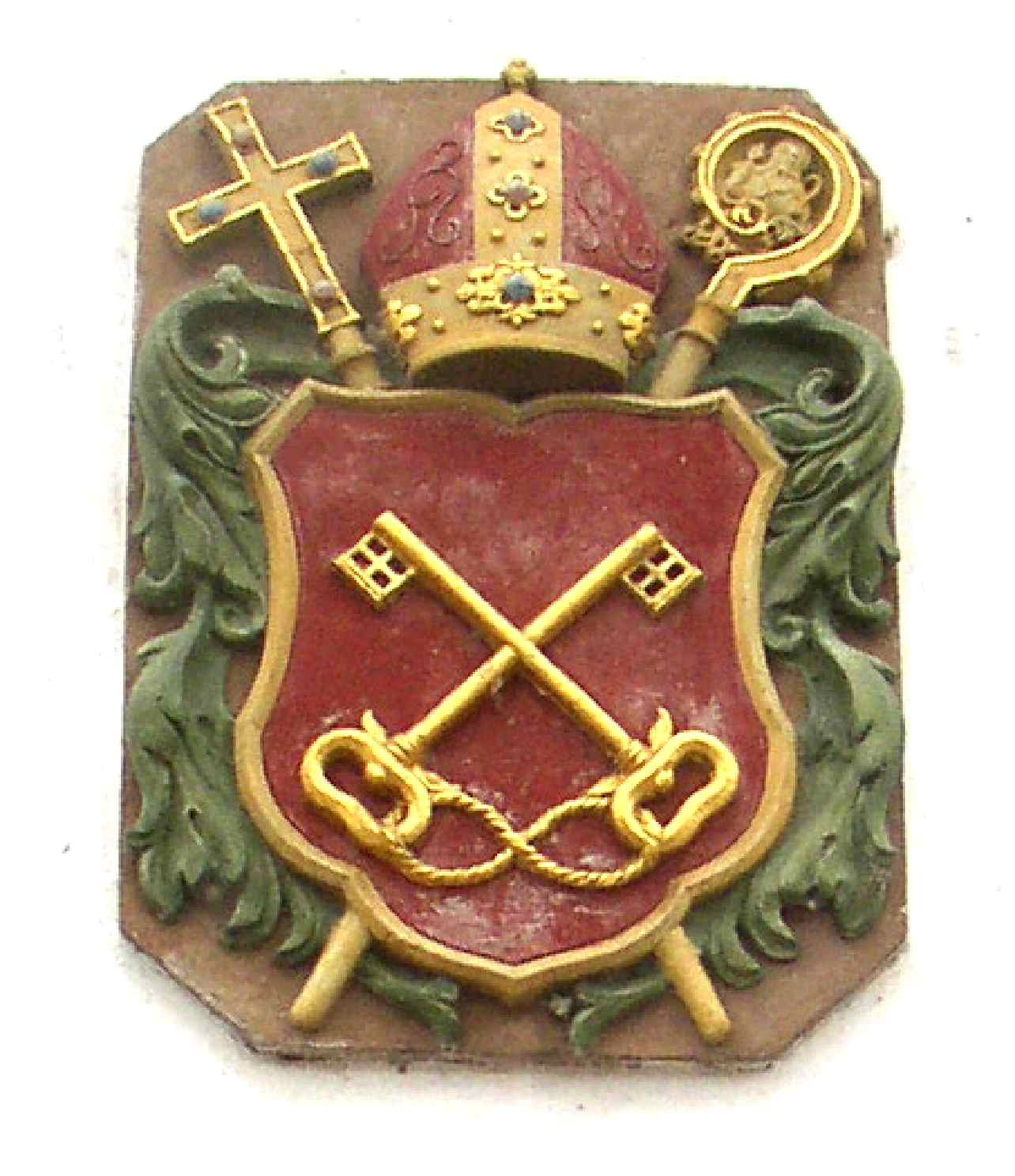
Erb proboštů Královské vyšehradské kolegiátní kapituly

Koncem 13. století získal probošt kolegiátní kapituly na Vyšehradě při kostele sv. Petra a Pavla titul knížete Českých zemí. Ze strany českých králů byli probošti označováni jako Principes Nostri, tedy "Naše knížata". Někdy za vlády Karla IV. měl probošt získal i říšský knížecí titul, ovšem podle jiných zdrojů zůstali vyšehradští probošti i za vlády posledních českých Lucemburků pouze českými knížaty. Zajímavou postavou na proboštském stolci byl Václav Králík z Buřenic, patriarcha z Antiochie a český královský kancléř, který byl vyšehradským proboštem a tedy s tím spojeným říšským a českým knížetem od roku 1403, ovšem již od roku 1394 užíval český knížecí titul z funkce českého kancléře a byl tak jediným královským kancléřem, vyznamenaným knížecí hodností, vztaženou jmenovitě k tomuto úřadu. V pozdějších staletích se již knížecí hodnost proboštů v pramenech neobjevuje a prakticky jistě zanikla během husitských válek.

#### Bruntálské knížectví velmistra Německých rytířů

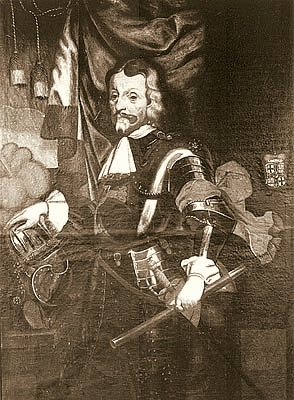
Johann Caspar von Ampringen, velmistr Německých rytířů a kníže (vévoda) bruntálský

Slezské stavovské panství s centrem v Bruntálu bývalo v majetku Řádu německých rytířů. Formálně panství vládl komtur a panství užívala bruntálská komenda. Kníže-velmistr (přesněji Vysoký a německý mistr) Německých rytířů Johann Caspar von Ampringen obdržel v roce 1682 za zásluhy od císaře Leopolda I. řadu titulů. 4. listopadu 1682 byl jmenován slezským zemským hejtmanem a 10. listopadu téhož roku osobně povýšen do stavu říšských knížat (vedle svého "úředního" titulu knížete-velmistra) a také český knížecí titul svázaný s povýšením bruntálského panství na slezské knížectví/vévodství. Jeho vévodský titul stejně jako status Bruntálského vévodství se udržel jen do úmrtí von Ampringena 9. září 1684. Ostatní velmistři již drželi opět jen stavovské panství fakticky spravované místním komturem.

#### Abatyše novoměstského ústavu šlechtičen
Dne 22. září 1706 udělil císař Josef I. říšský knížecí titul abatyším Ústavu šlechtičen svatých andělů, zřízeném v roce 1701 na Koňském Trhu na Novém Městě v Praze. Abatyše měla právo na knížecí erb s routovým štítem. O den později udělil císař abatyším ještě český knížecí titul. První kněžnou-abatyší tohoto ústavu šlechtičen byla Marie, hraběnka z Berlepsch. Ta se ovšem brzy finančně vyčerpala při výstavbě svého paláce a v roce 1709 roztrpčeně opustila Prahu. Po její smrti roku 1723 nebyla již zvolena nová abatyše, takže po dlouhém mezidobí se novou řádnou abatyší (a kněžnou) stala až 14. května 1738 Marie Gabriela, hraběnka Černínová, jmenovaná císařem Karlem VI. Dne 11. října 1755 ovšem Marie Terezie této abatyši knížecí hodnost odebrala a posléze ji přenesla na abatyši nově zřízeného Tereziánského ústavu šlechtičen na Pražském hradě. Fakticky však knížecí hodnost zanikla až smrtí Marie Gabriely v roce 1758. Ústav sám ovšem skončil svou činnost teprve v roce 1918 se zánikem monarchie.

#### Abatyše Tereziánského ústavu šlechtičen
V roce 1755 vznikl Tereziánský ústav šlechtičen na Pražském hradě a od 2. února 1766 byly jeho první abatyše, arcivévodkyně Marie Anna zároveň titulární říšskou kněžnou, přičemž titul byl dědičný i pro další abatyše a na Tereziánský ústav přešel od abatyší ústavu šlechtičen na Novém Městě, jimž byla tato hodnost odebrána. V roce 1791 na abatyše Tereziánského ústavu, konkrétně na druhou abatyši, arcivévodkyni Maria Annu, navíc přešlo právo korunovat české královny, zděděné po abatyších kláštera sv. Jiří, který byl roku 1782 zrušen.

#### Česko-rakouský maltézský velkopřevor
Dne 2. dubna 1881 byl česko-rakouskému velkopřevorovi Řádu maltézských rytířů, sídlícímu v Praze, udělen císařem Františkem Josefem I. rakouský knížecí titul s právem na oslovení „knížecí Milost“. Toto oslovení bylo v roce 1905 polepšeno na „Jasnost“; jednalo se o jediné udělení takovéhoto predikátu přímo duchovnímu úřadu v historii. Po rozdělení českého a rakouského velkopřevorství nebylo stanoveno, který z obou velkopřevorů je dědicem knížecího titulu, a protože na rozdíl od titulů knížat-biskupů nebyly knížecí tituly maltézských řádových hodnostářů papežem formálně zrušeny, mohou si knížecí titul dnes nárokovat jak pražský, tak i vídeňský velkopřevor.

#### Abatyše kláštera Marienstern
Klášter cisterciaček v Mariensternu v Horní Lužici byl ještě v 19. století označován jako fürstliches Frauenstift. Nezdá se však pravděpodobné, že by jeho abatyše někdy opravdu získala knížecí hodnost.